# Biserica de lemn din Stejera

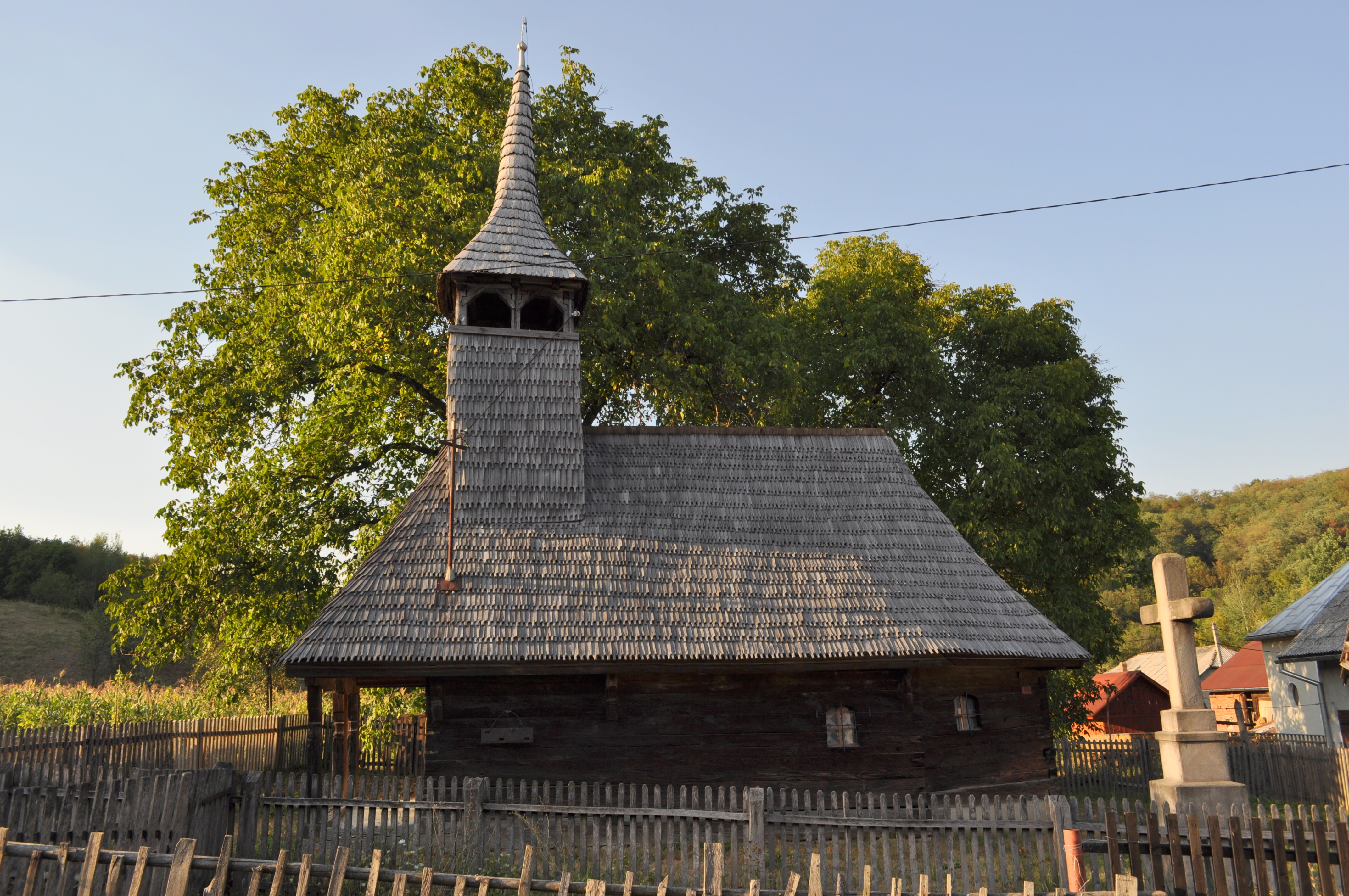
Biserica de lemn „Cuvioasa Paraschiva” din Stejera, comuna Mireșu Mare, județul Maramureș, foto: august: 2012.

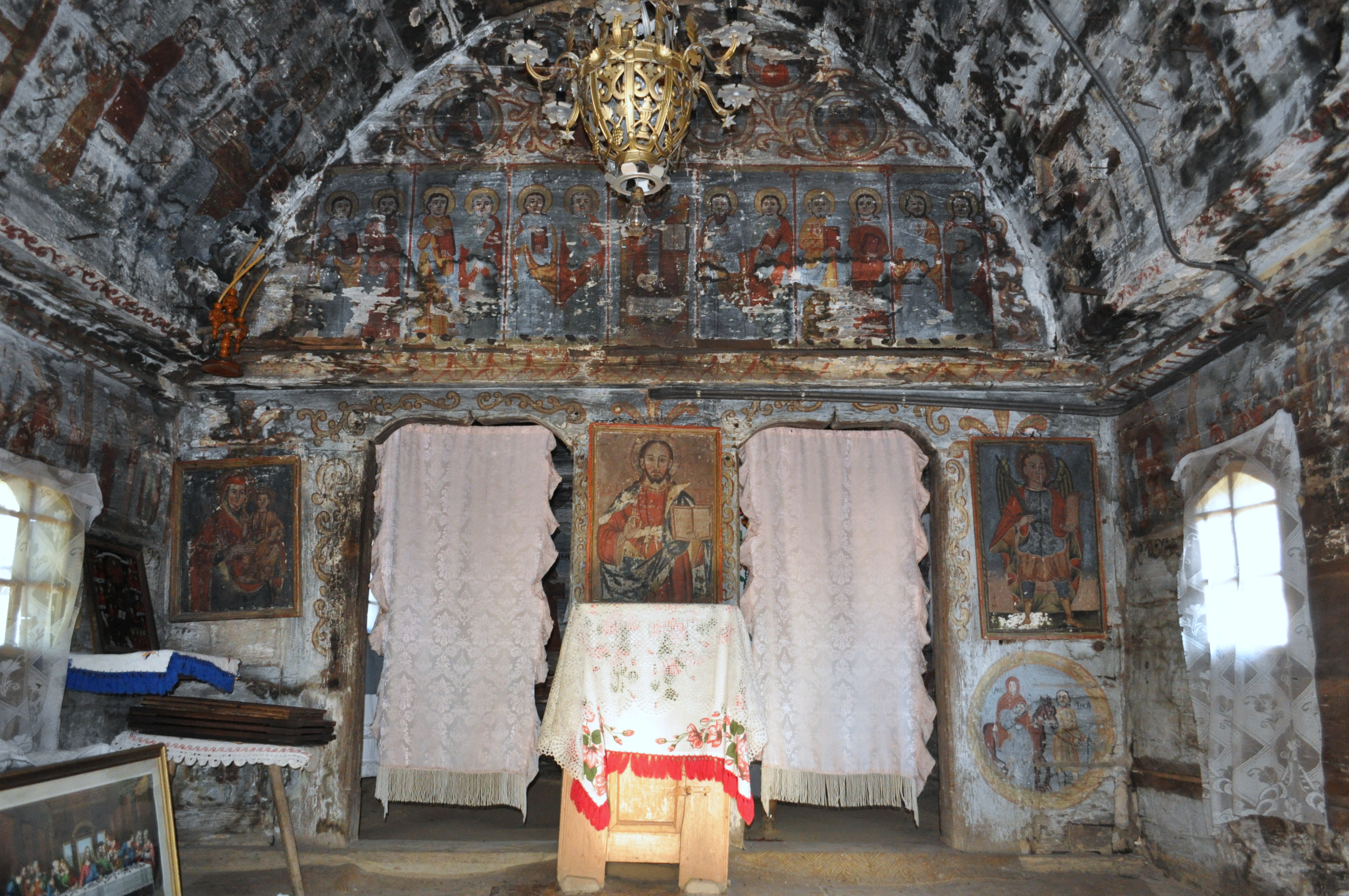
Nava spre iconostas

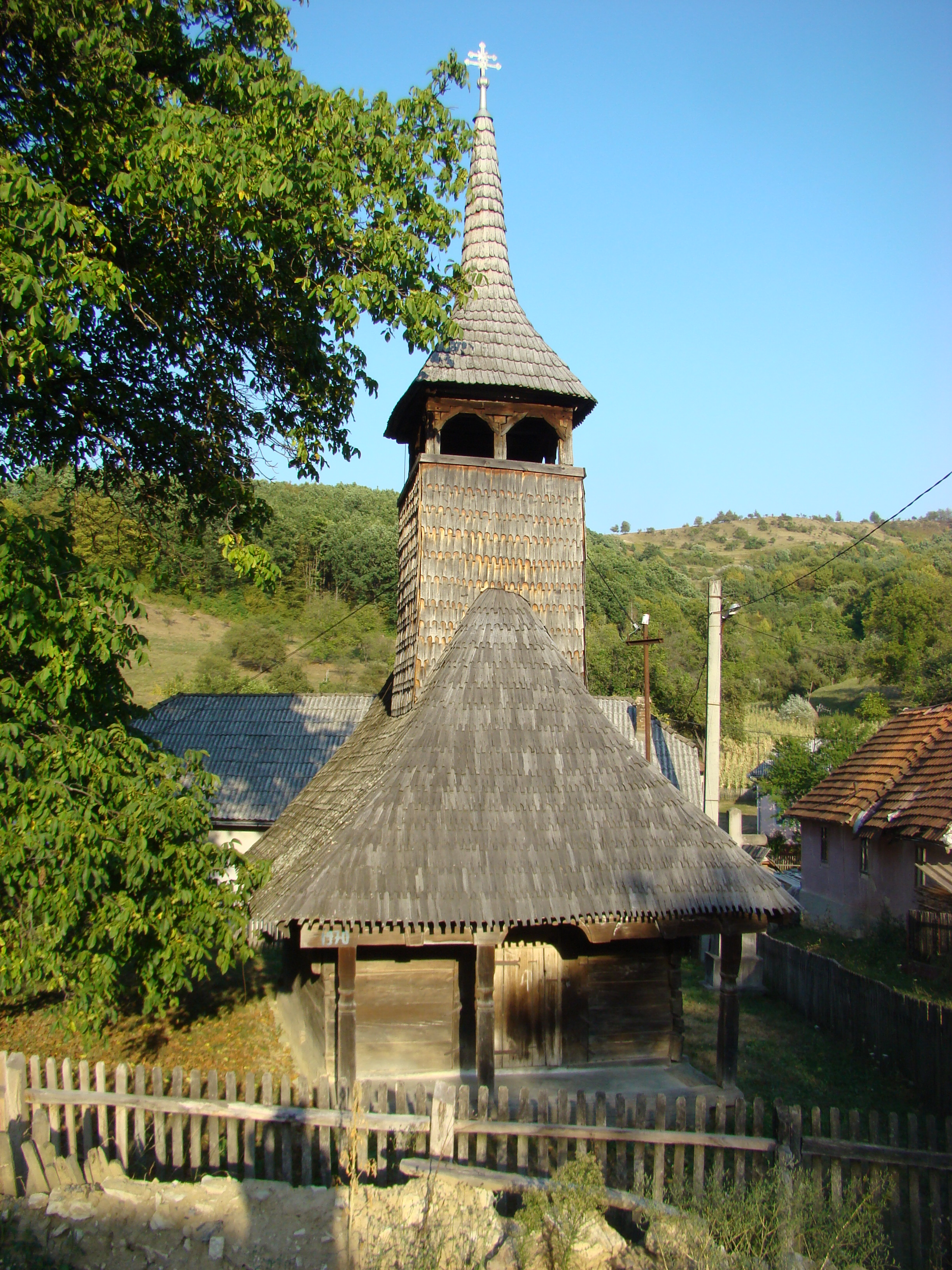
Biserica de lemn „Cuvioasa Paraschiva” din Stejera, comuna Mireșu Mare, județul Maramureș, foto: august: 2012.

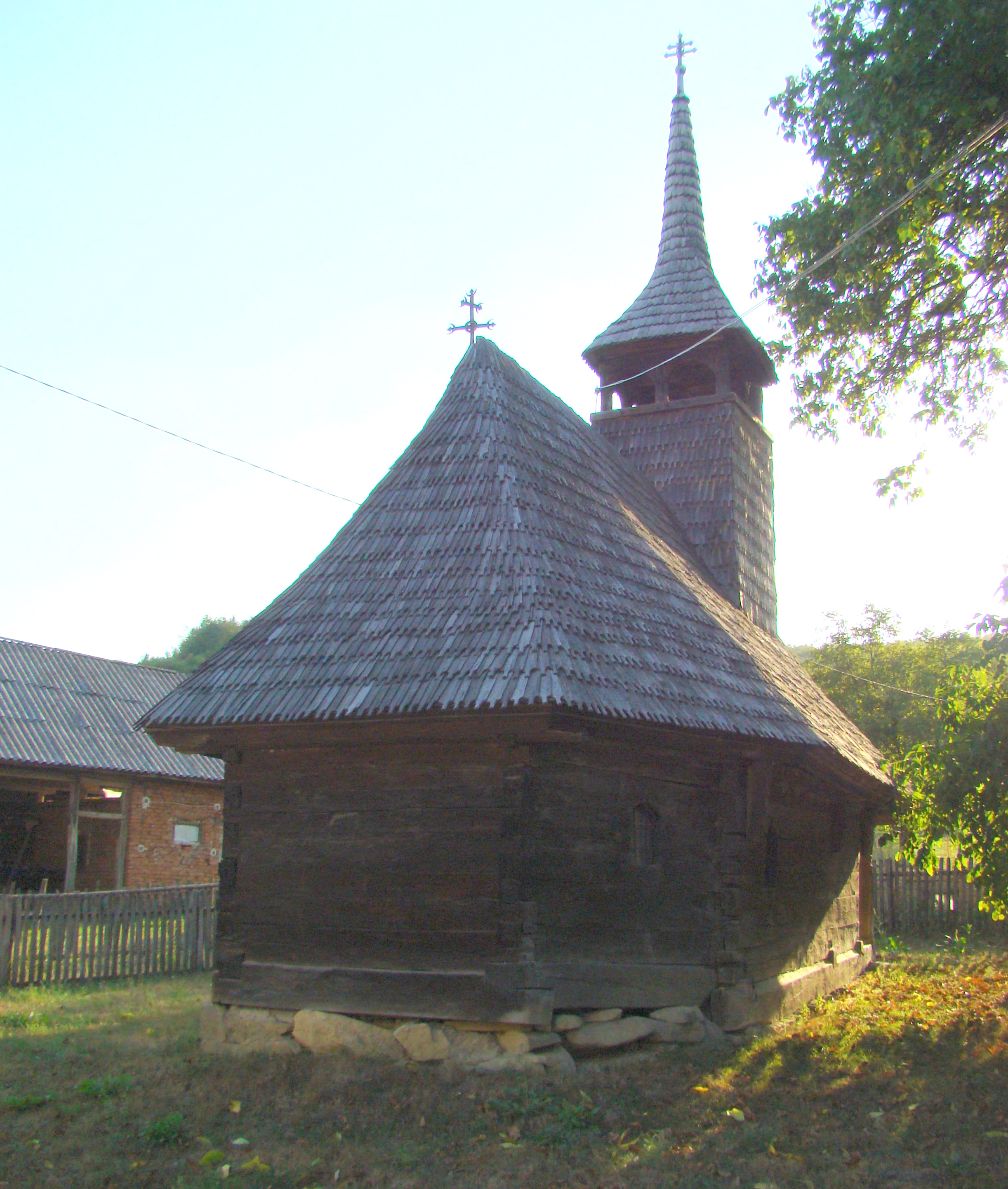
Biserica (est)

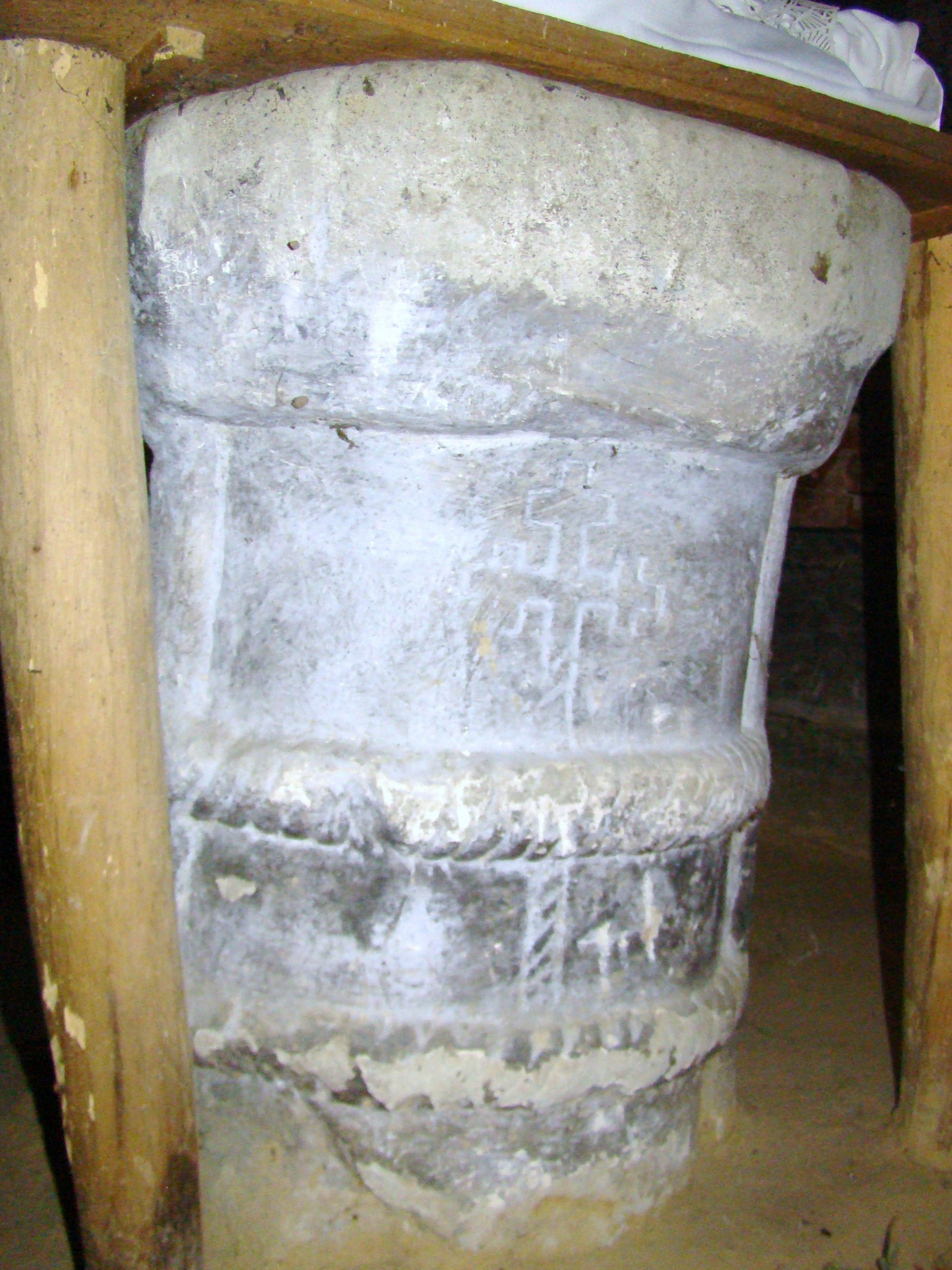
Piciorul mesei altarului

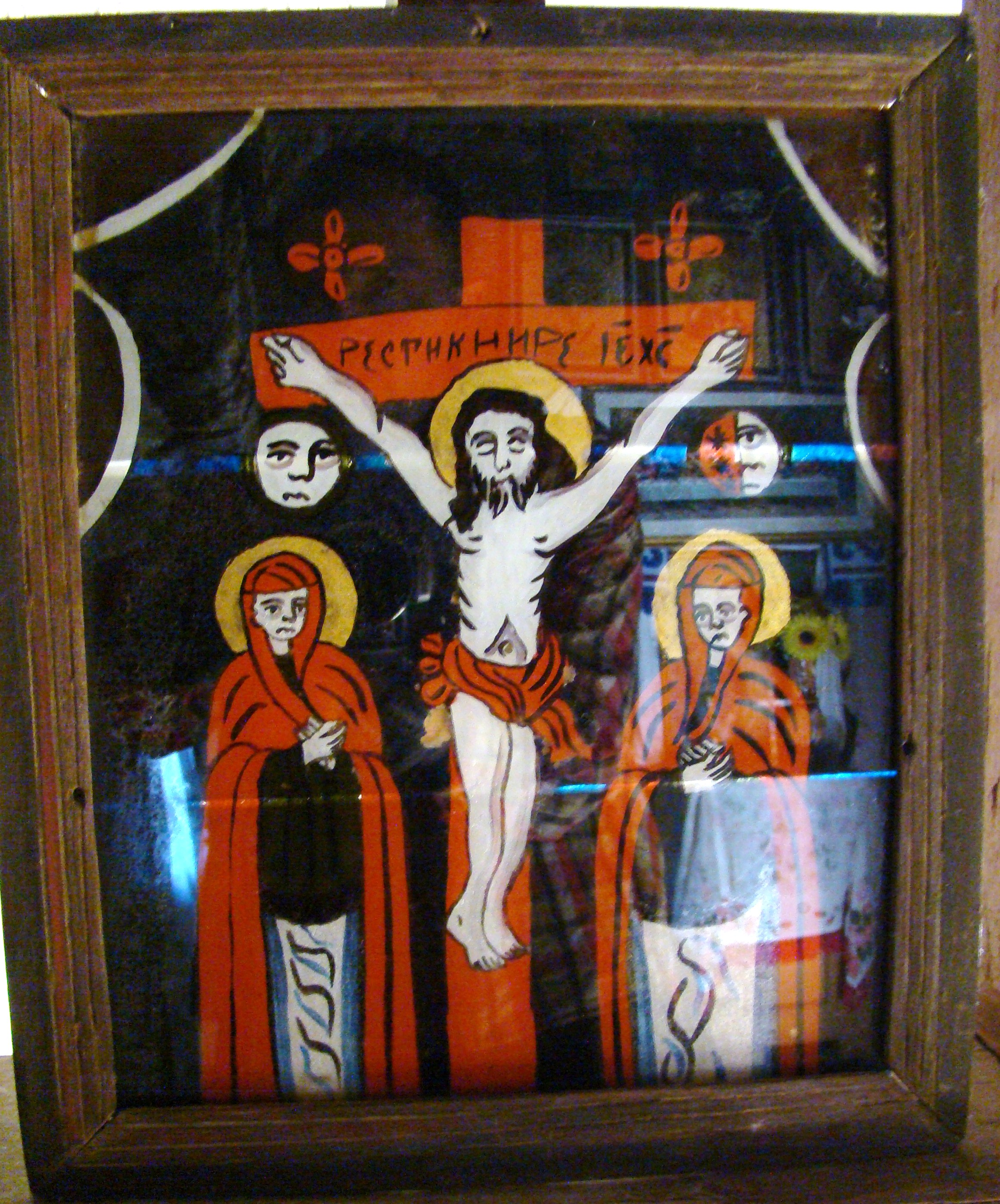
Răstignirea lui Iisus

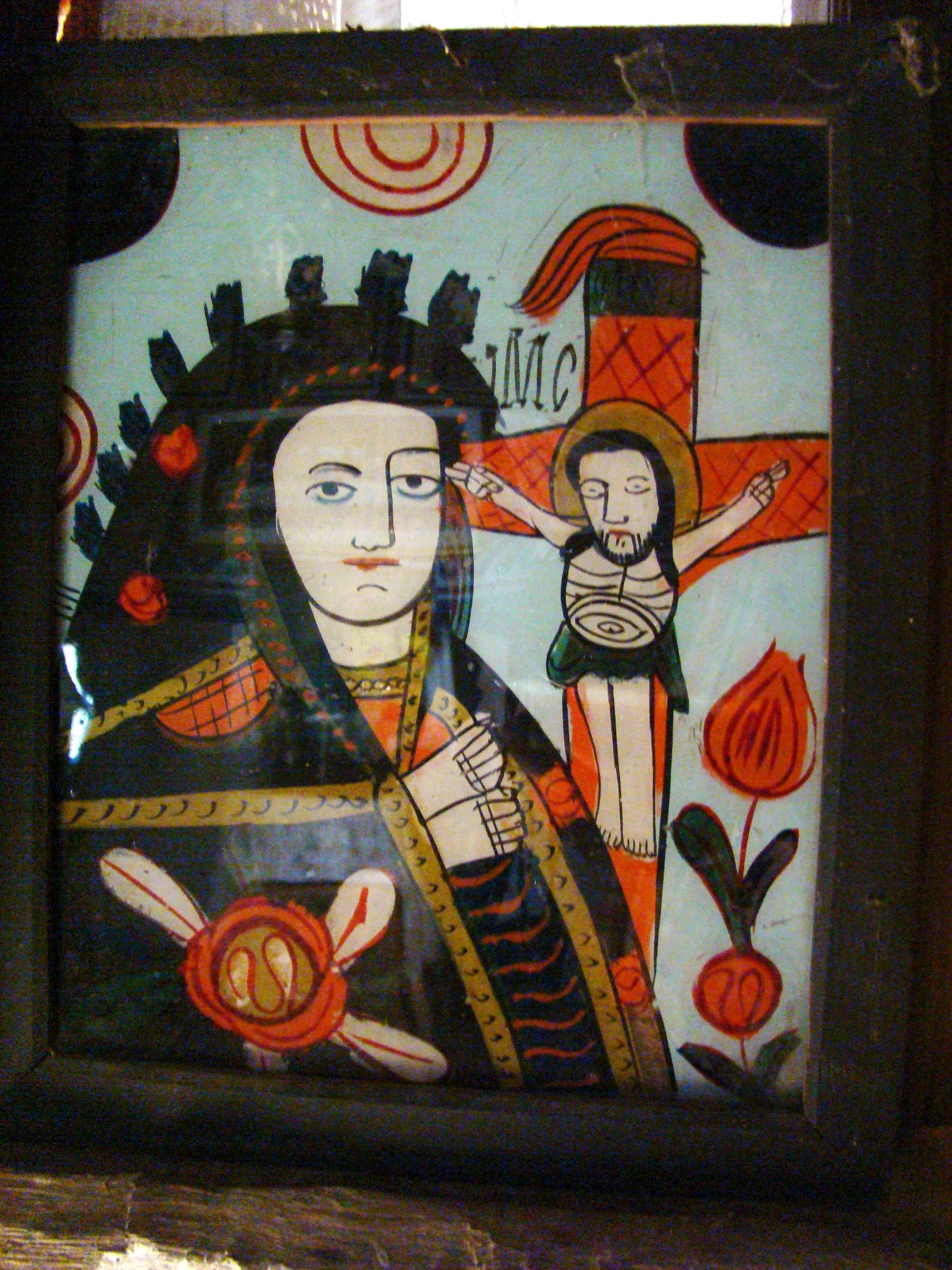
Maica Domnului Îndurerată

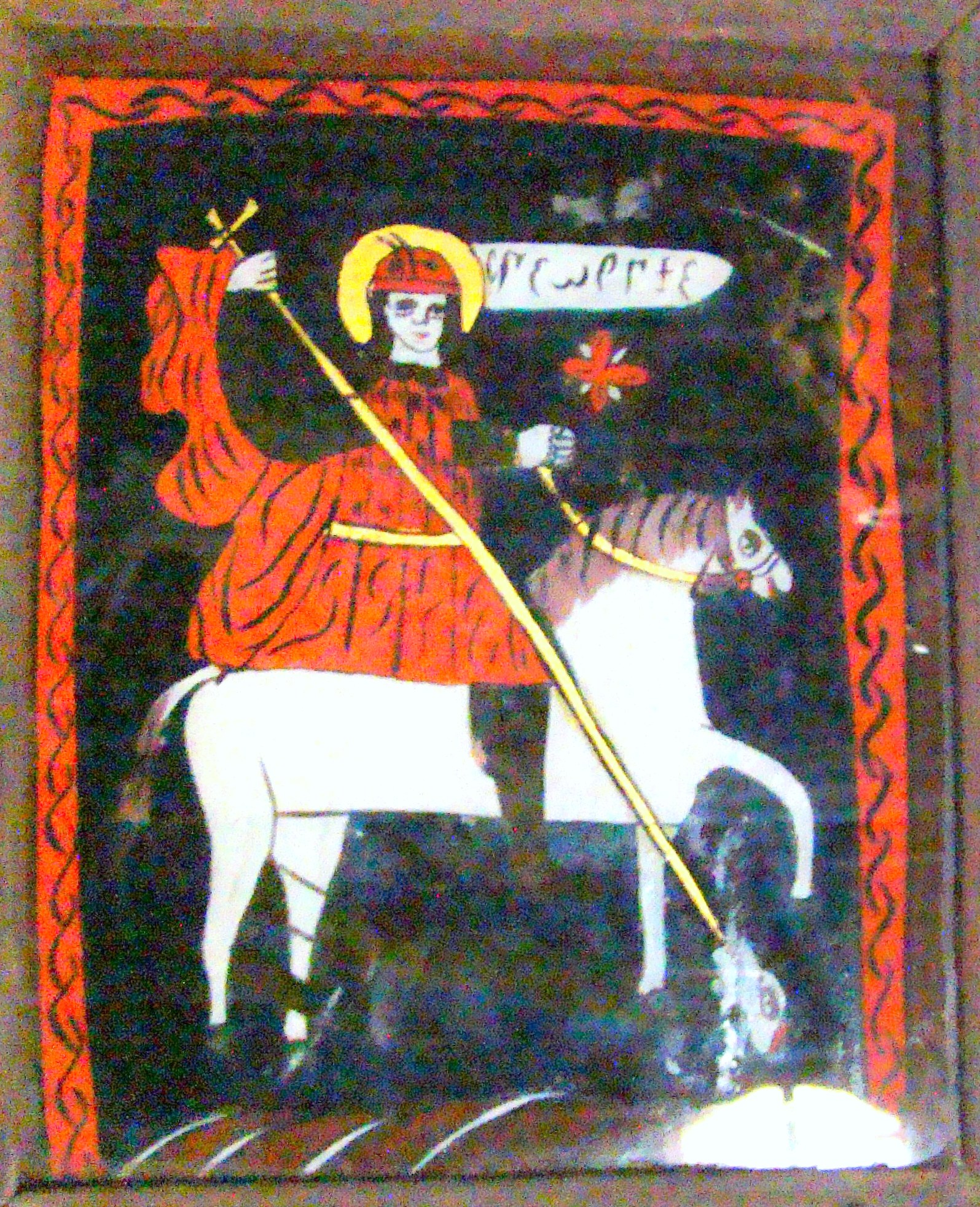
Sfântul Mare Mucenic Gheorghe

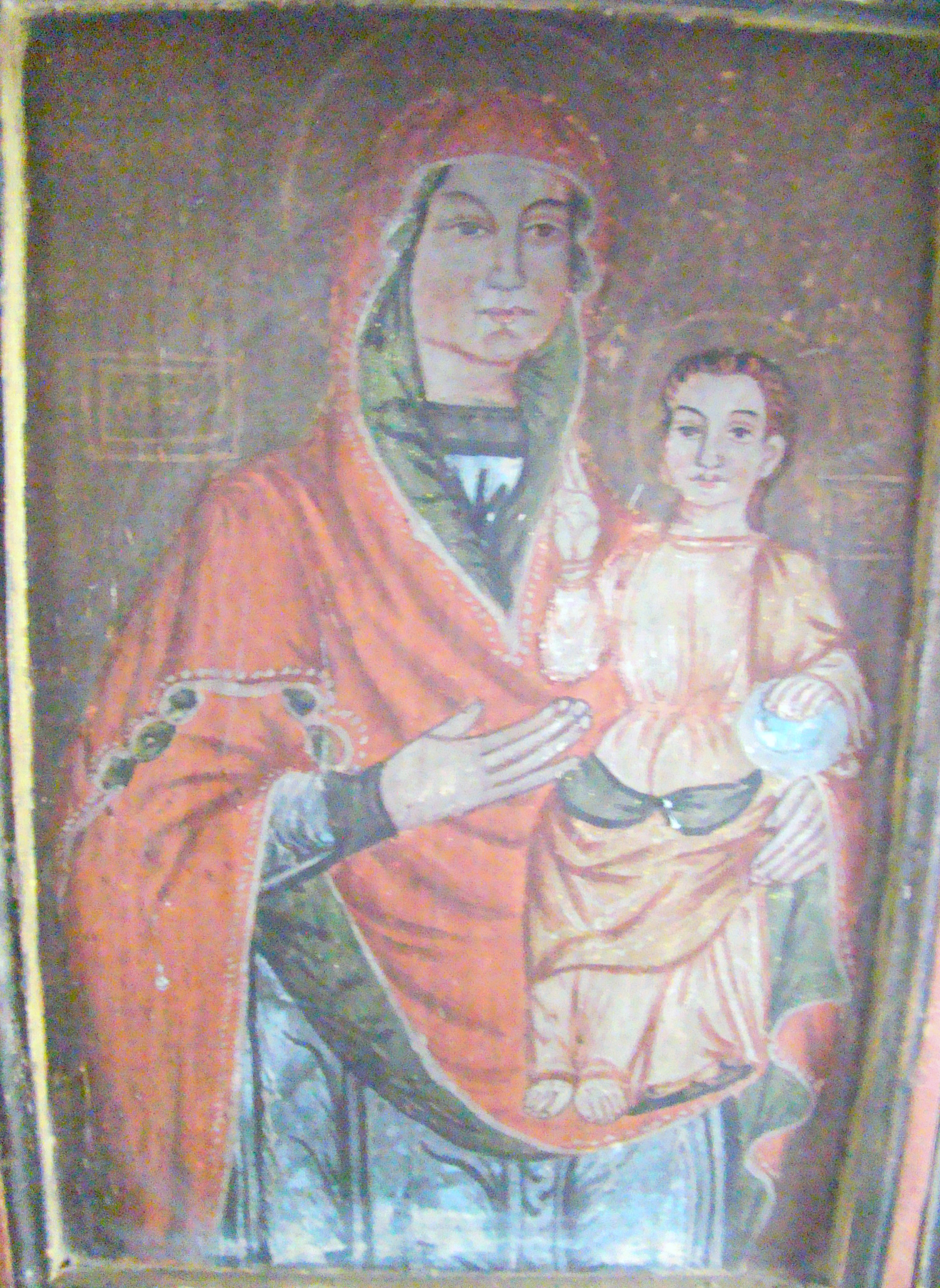
Icoana de pe masa altarului a Maicii Domnului cu Pruncul

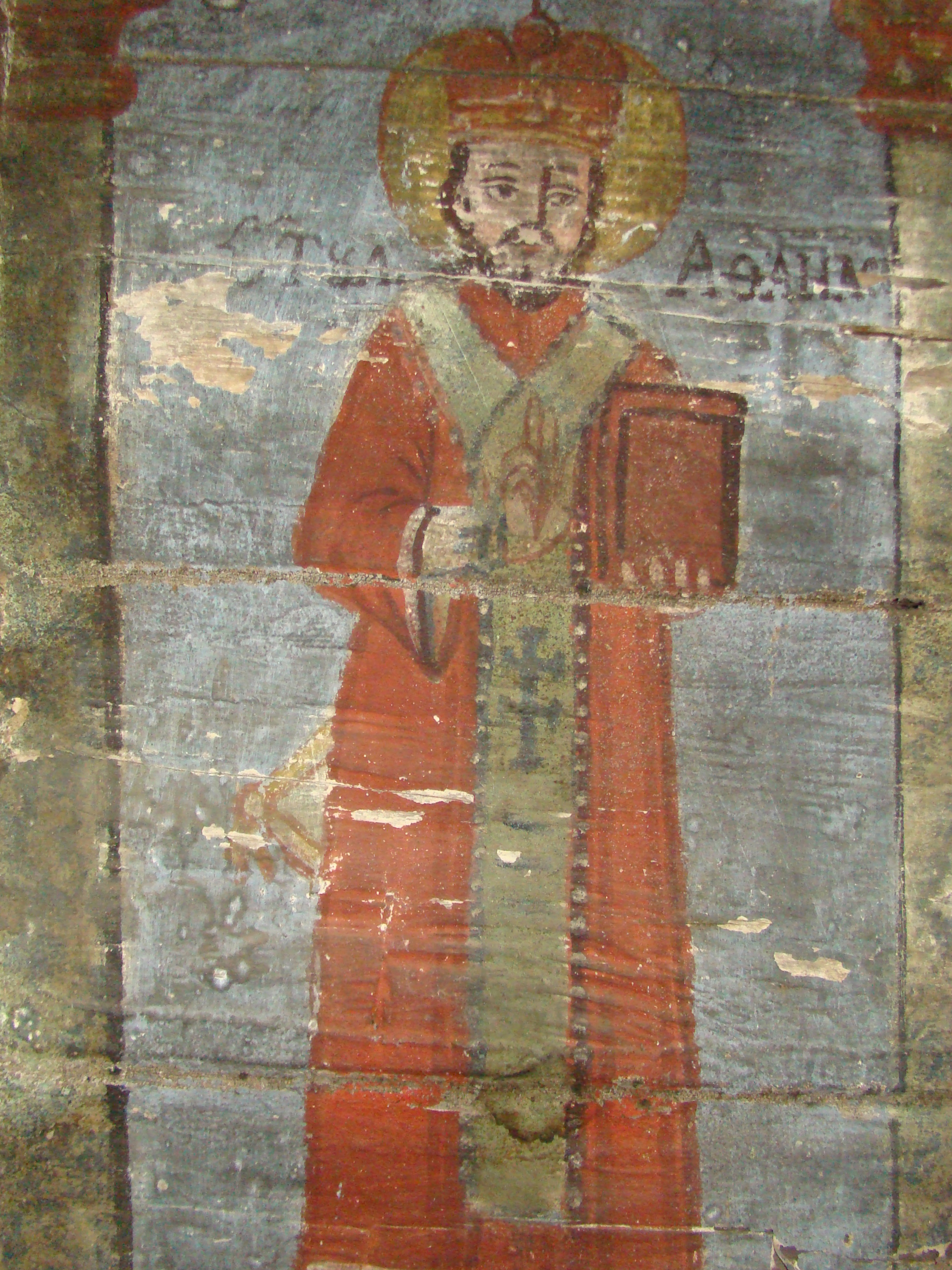
Altar: Sfinții Ierarhi

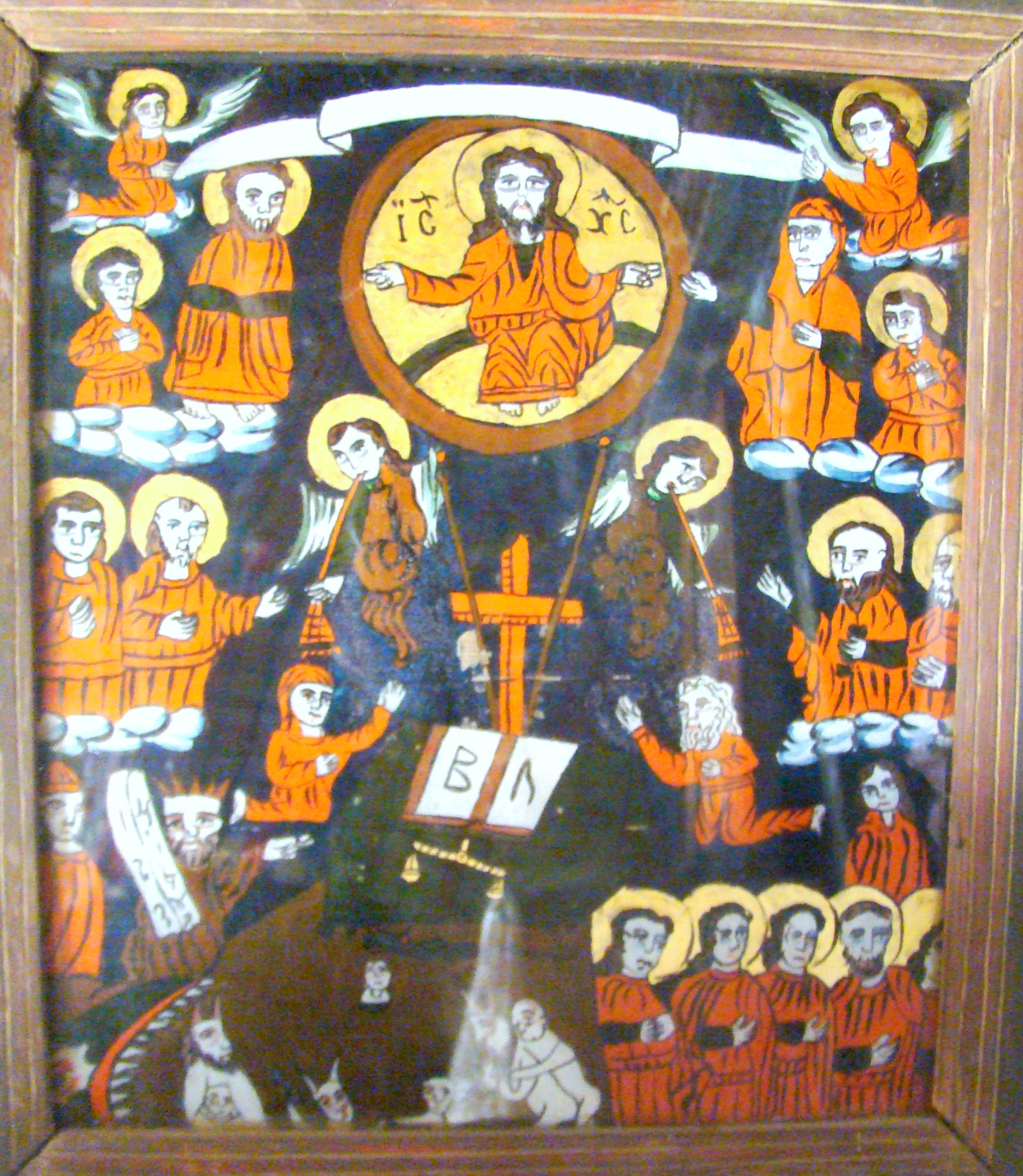
Icoană veche pe sticlă

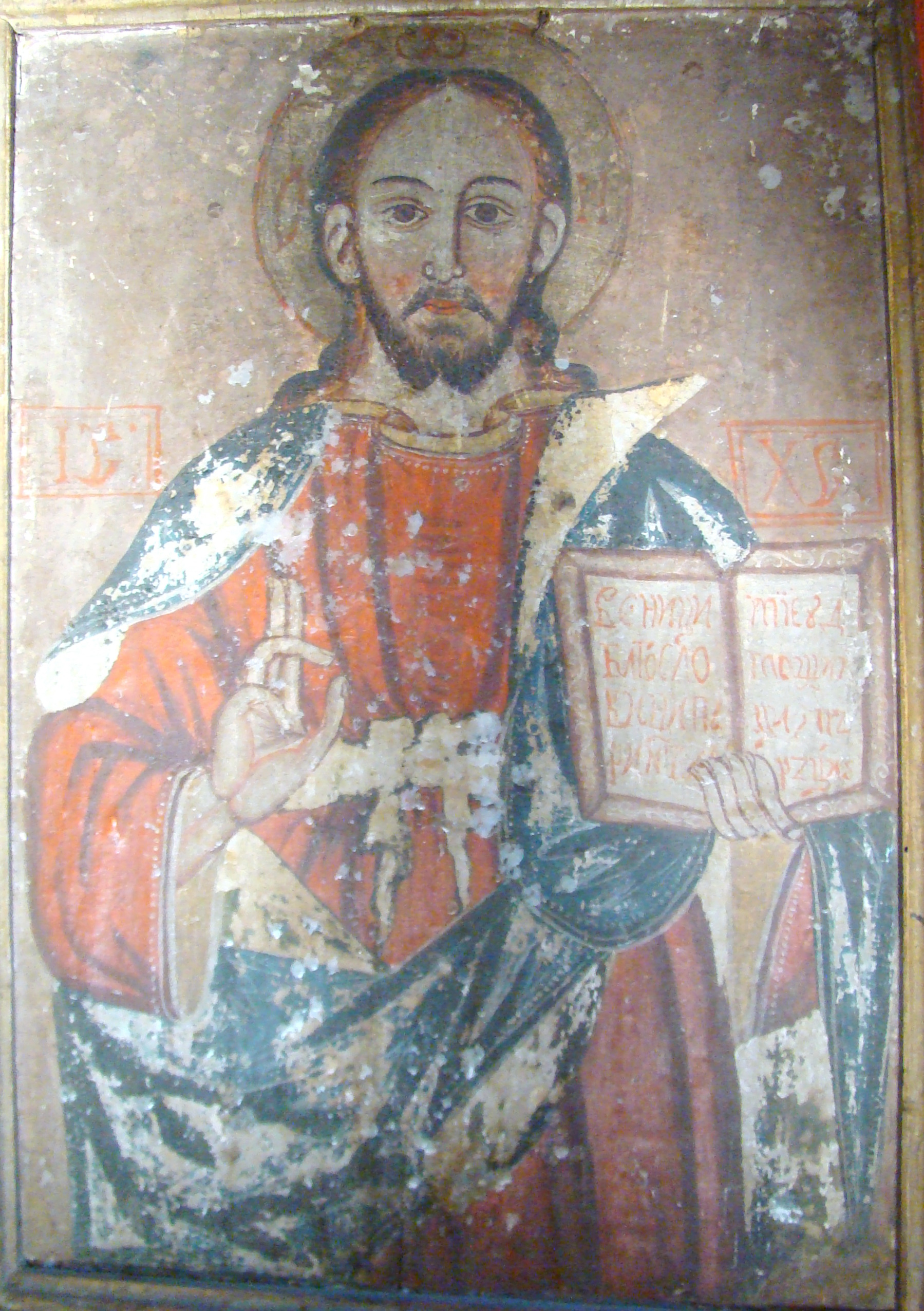
Deisis

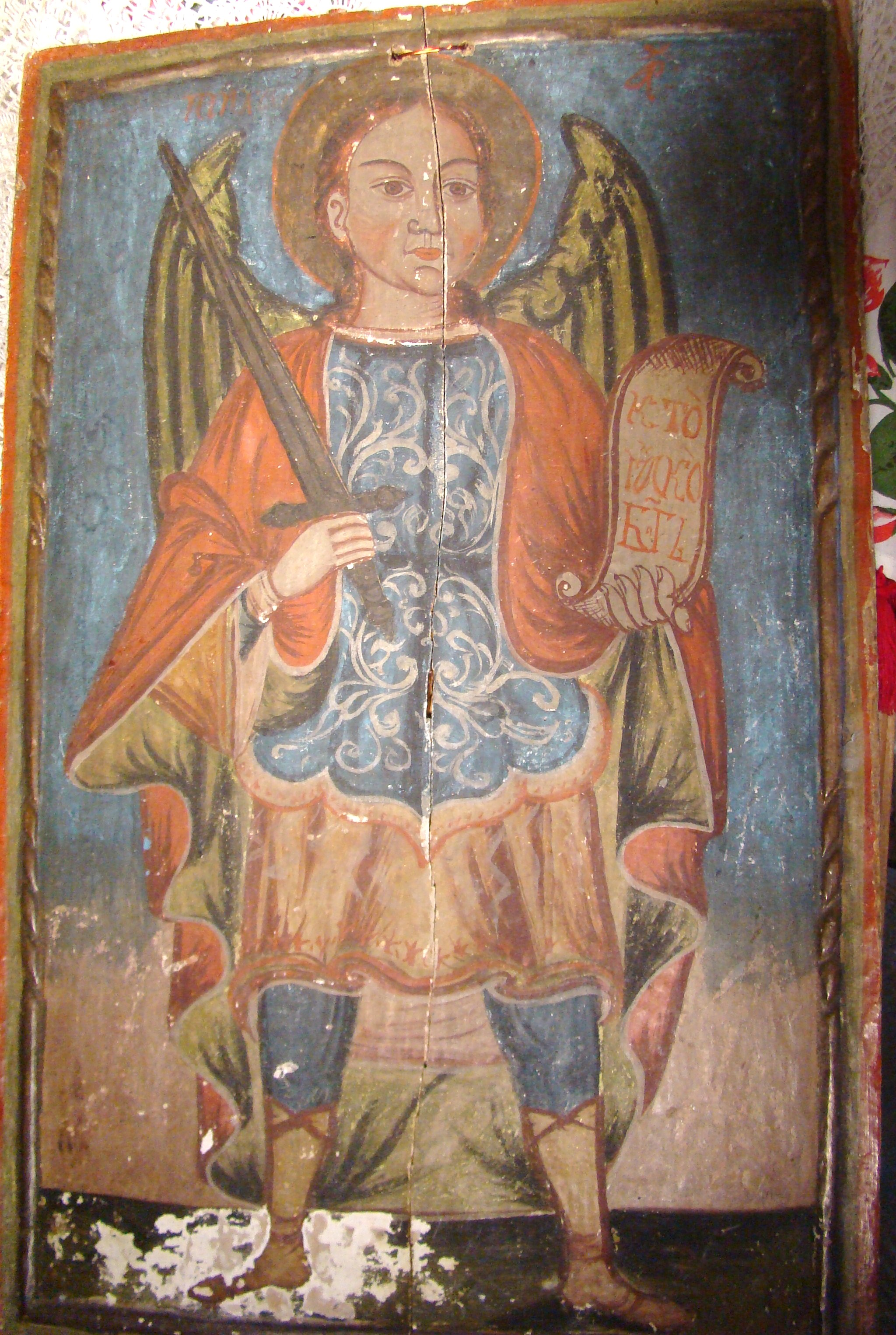
Arhanghelul Mihail

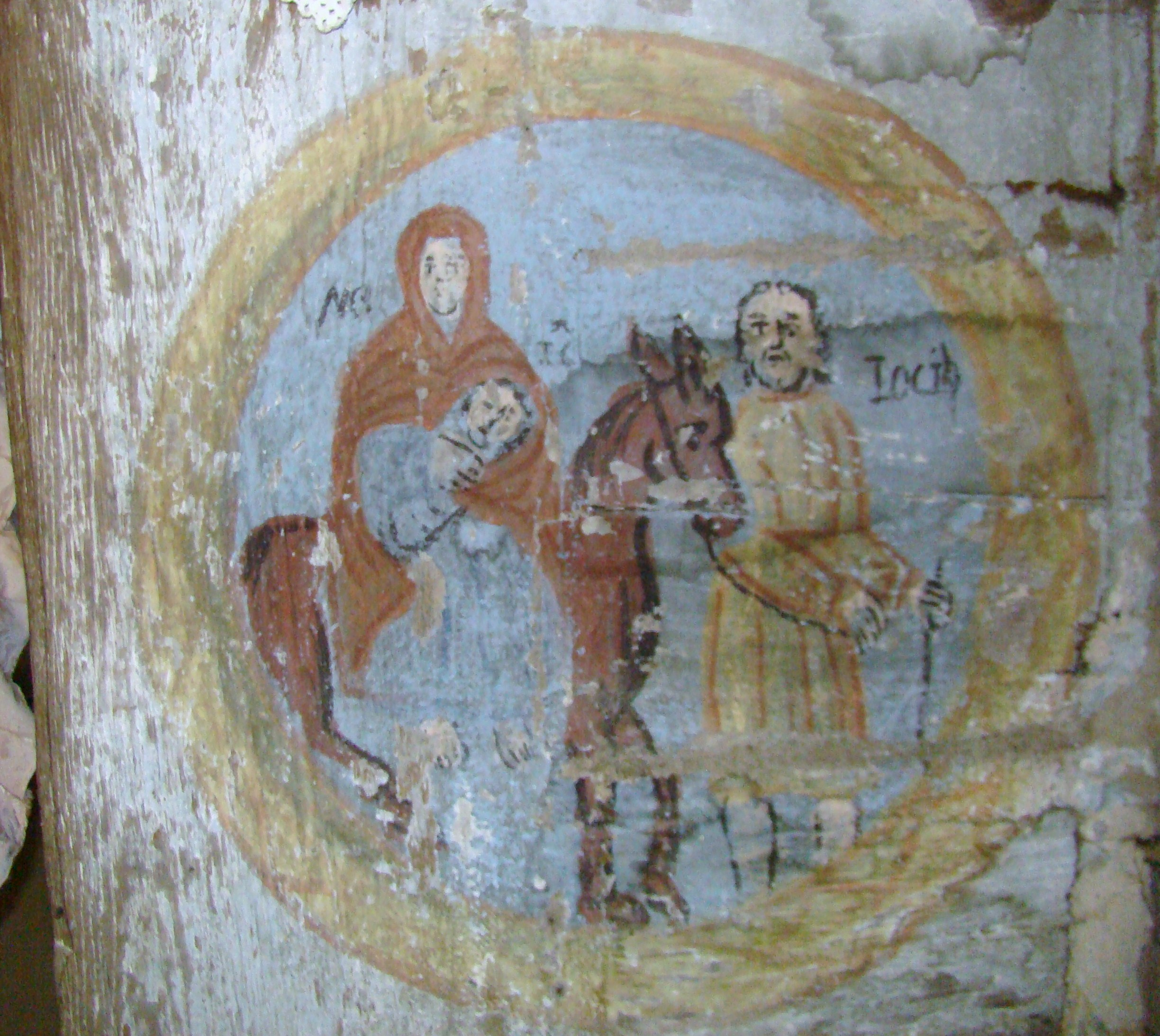
Sfânta Familie

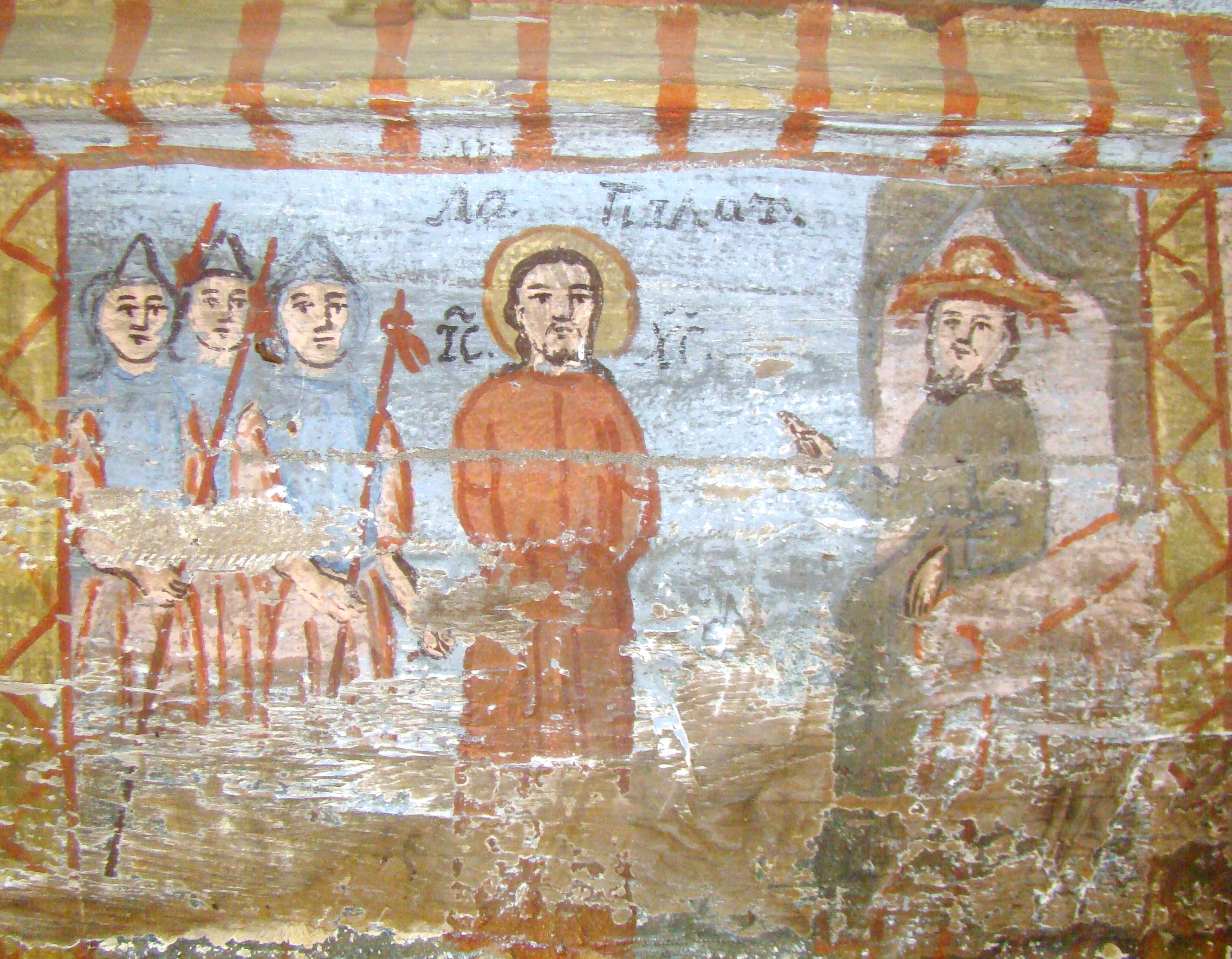
Judecata lui Iisus

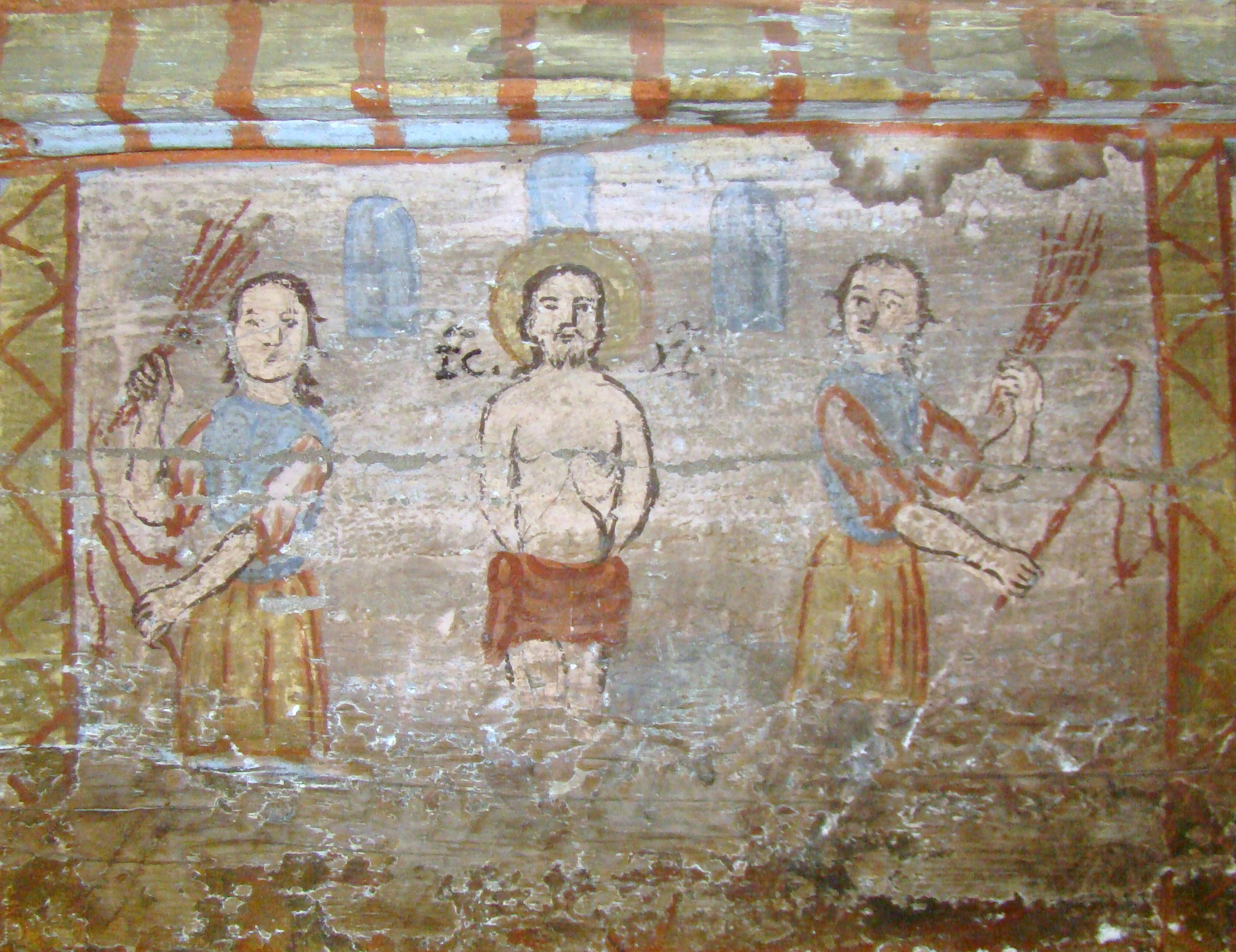
Patimile cu Flagelarea

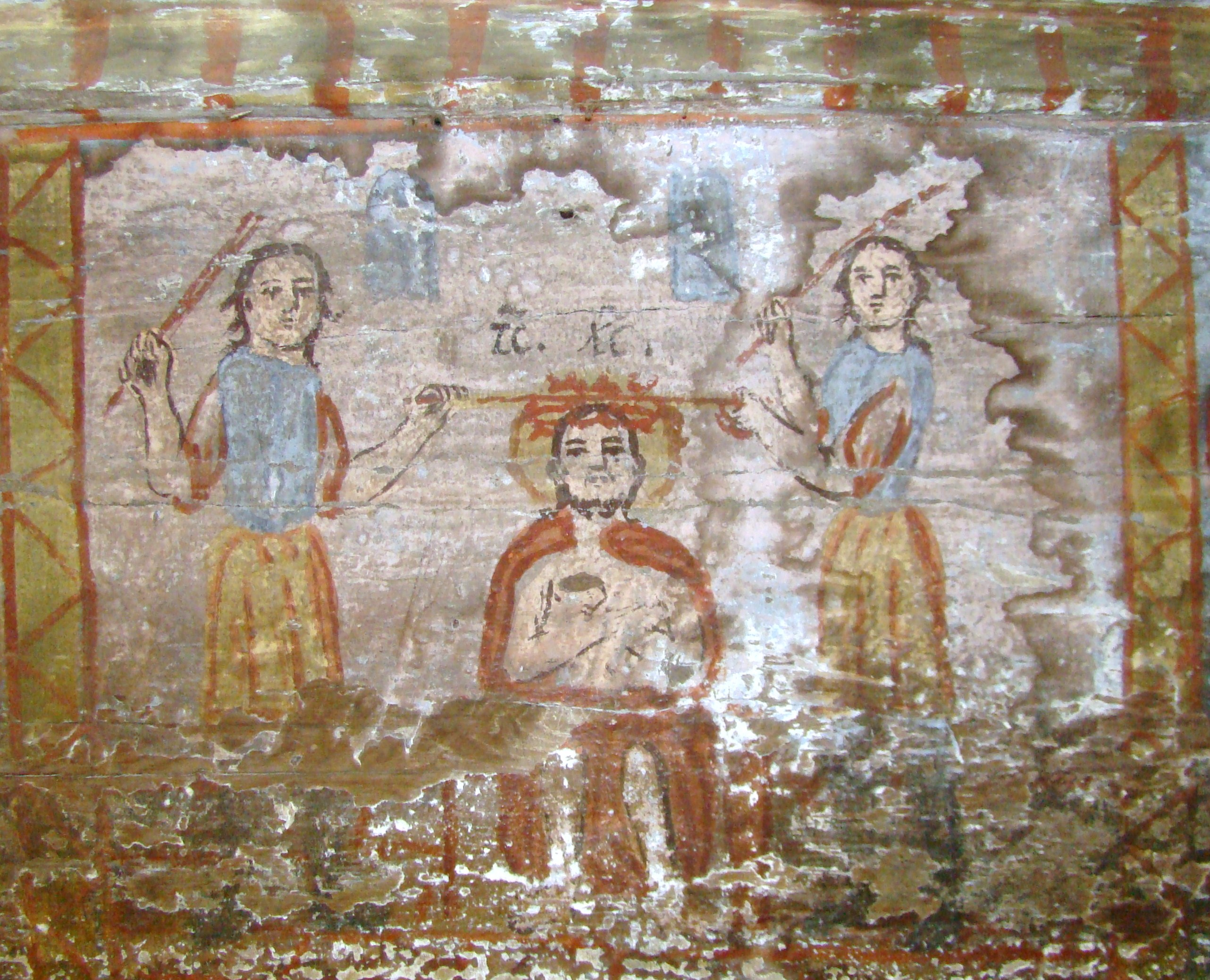
Încununarea cu spini

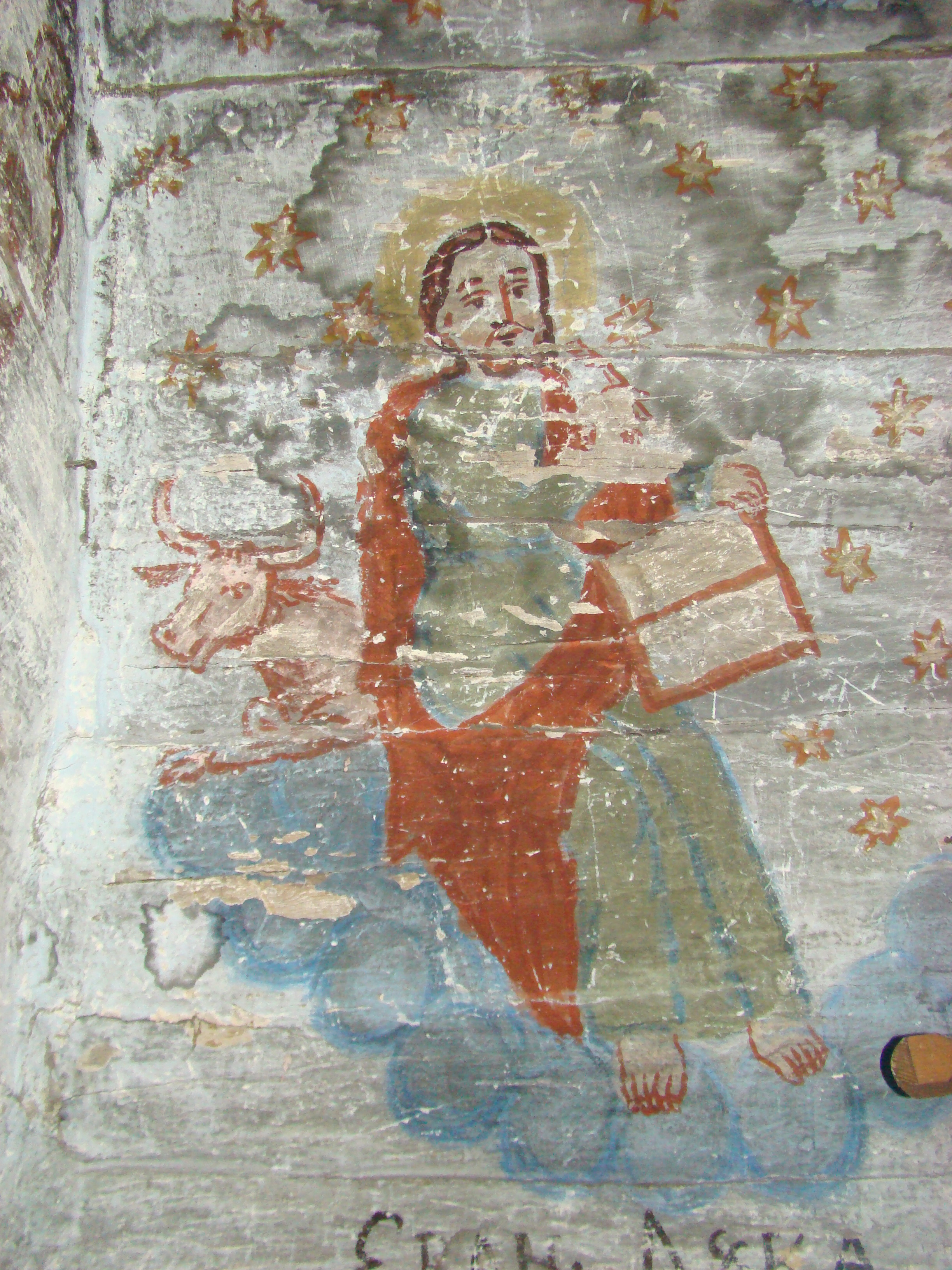
Evanghelistul Luca

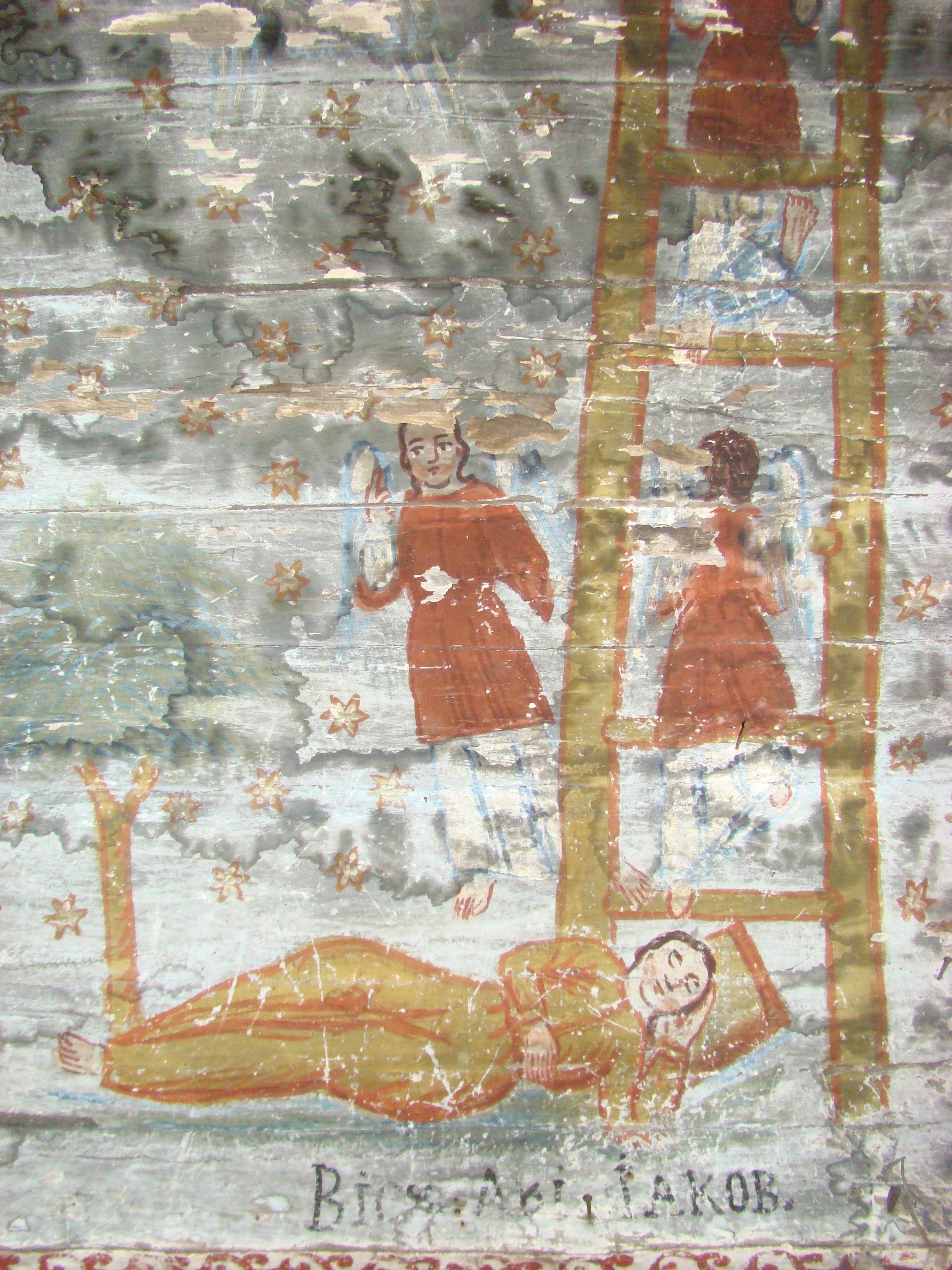
Visul și Scara lui Iacov

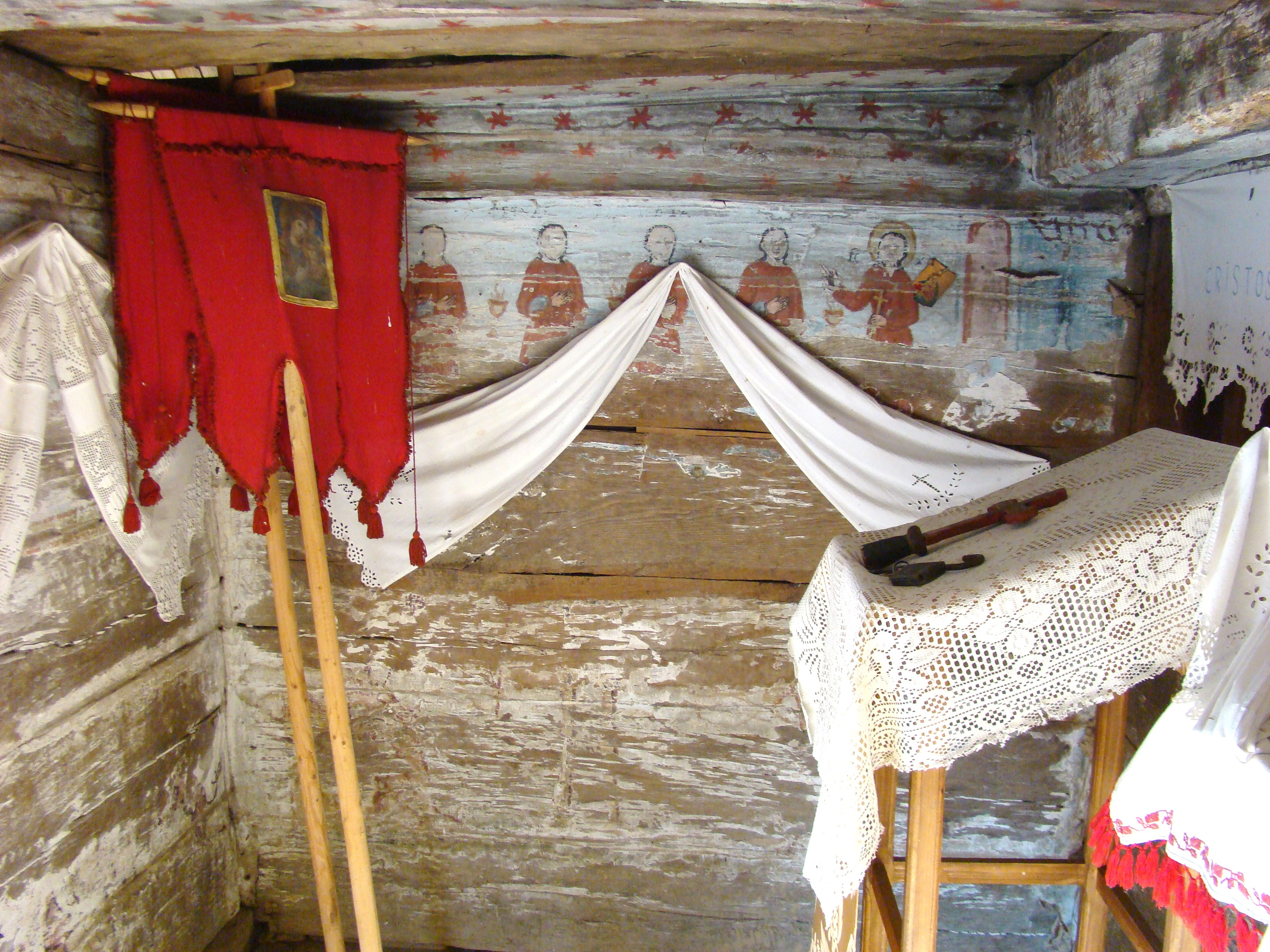
În pronaos

Biserica de lemn din Stejera, comuna Mireșu Mare, județul Maramureș, datează din anul 1700. Are hramul „Cuvioasa Paraschiva”. Biserica se află pe noua listă a monumentelor istorice sub codul  MM-II-m-B-04753.

## Istoric
Din șoseaua Șomcuta Mare-Ulmeni, se ramifică un drum lateral care duce în satul Iadăra, iar după alți șapte kilometri de drum forestier se ajunge în mica localitate Stejera. Scriptic sunt 30 de locuitori, în realitate, numărul locuitorilor permanenți este mai mic. Localitatea este atestată pe la 1405. Peste locuitori au trecut numeroase invazii străine care au pustiit satul, culminând cu anul 1848, când honvezii lui Kosuth au ars până în temelii satul, afectând serios și biserica de lemn, construită la 1700 pe locul alteia mai vechi. Refăcută imediat, după 1848 a suferit mai multe intervenții în timp, ultima prin 1970, când s-a înlocuit o grindă din pronaos, ce susține acoperișul. Starea bisericii a fost mult timp  critică, datorită acoperișului prin care se infiltrau ploile și zăpada, afectând grav pictura interioară. În anul 2006 a fost schimbată întreaga șindrilă de pe biserică și turn. 

## Trăsături
Biserica din lemn, de mici dimensiuni, are un pridvor prevăzut cu o arcadă frontală, sprijinită direct pe patru stâlpi, sculptați în partea superioară, din care se mai păstrează doar trei, cu o deschidere centrală arcuită si două deschideri laterale, fiecare având câte două arce ornamentate cu o linie simplă pe margini, prinse în locuri decupate direct în grindă.
Turla bisericii care nu depășește 13 m înălțime, este prevăzută cu un foișor modest, cu câte două arcade laterale, sprijinite pe stâlpi, ce se îmbină în partea superioară în același stil specific, cu arce unite de un ic central sub formă de potir, element simbolic de  esență creștin-ortodoxă. Cununa care susține șarpanta  prezintă o particularitate, fiind susținută de icuri crestate  în cinci trepte, fixate în cuie de lemn, lateral, pe colțuri și centru, imitând îmbinările în trepte a grinzilor superioare în scopul evazării streșinii acoperișului, o soluție ingenioasă a meșterilor locali.
Pictura, realizată în manieră naivă de un anumit pictor Adalbert, în 1843, în timpul păstoririi preotului Cosma Vasile și al episcopului Ioan Lemeni, se mai păstrează prin câteva scene compoziționale cum sunt: Visul și Scara lui Iacov, Nașterea lui Iisus, Cei trei Crai de la Răsărit,  Duminica Floriilor, Patimile cu Flagelarea, Urcușul Golgotei și Răstignirea.  Spațiile libere sunt umplute cu steluțe roșii în șase colțuri și Îngeri sunând din trâmbițe.
În Altar se păstrează chipurile în ținută de Arhiereu ale Sf.Ioan, Sf.Vasile, Sf. Grigore, Sf. Ignatiu și Sf. Laurențiu. Tot în Altar se mai păstrează icoana Maicii Domnului cu Pruncul, într-o ramă largă și aerisit ornamentată cu vrejuri și medalioane șterse și un chivot de formă dreptunghiulară, frumos ornamentat.
Prin eforturile preotului paroh și puținilor săteni a fost reparat acoperișul, s-au amenajat o poartă și un grajd împrejmuitor. Pictura și icoanele ar avea nevoie de restaurare pentru a-și recăpăta strălucirea de odinioară, restaurare care nu stă la îndemna puținilor locuitori care mai păstrează acest sat pe hartă.

## Imagini din exterior

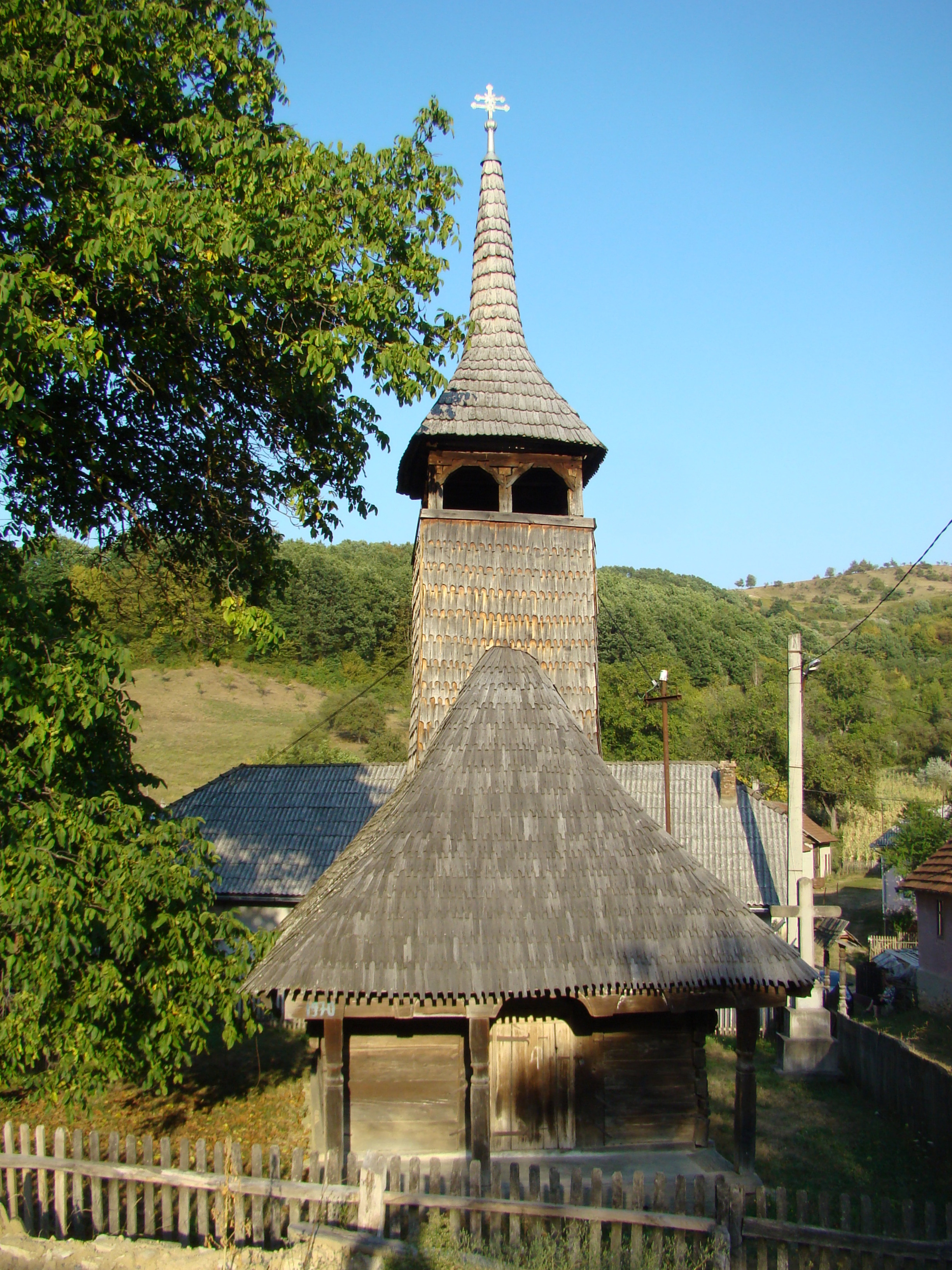
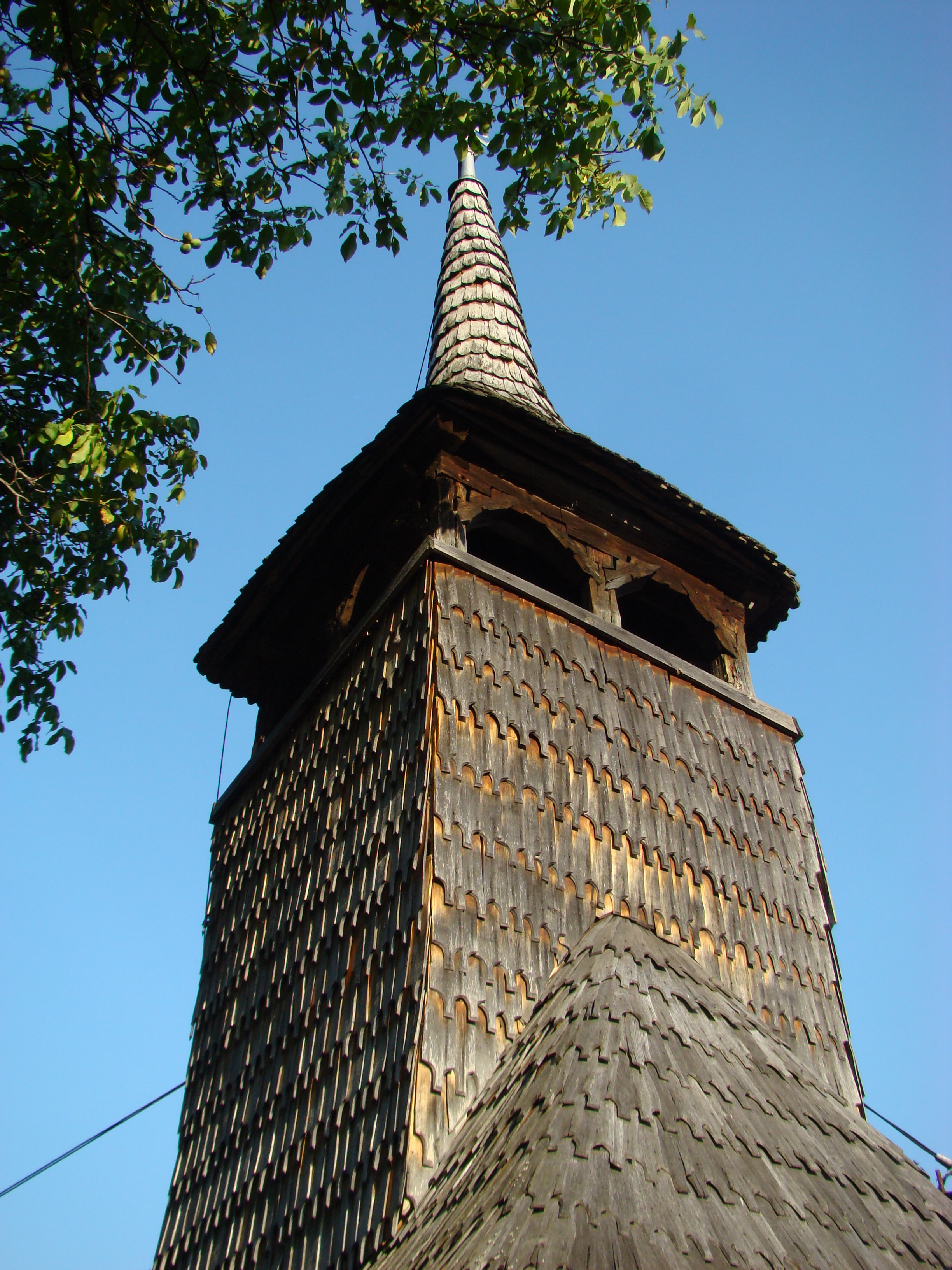
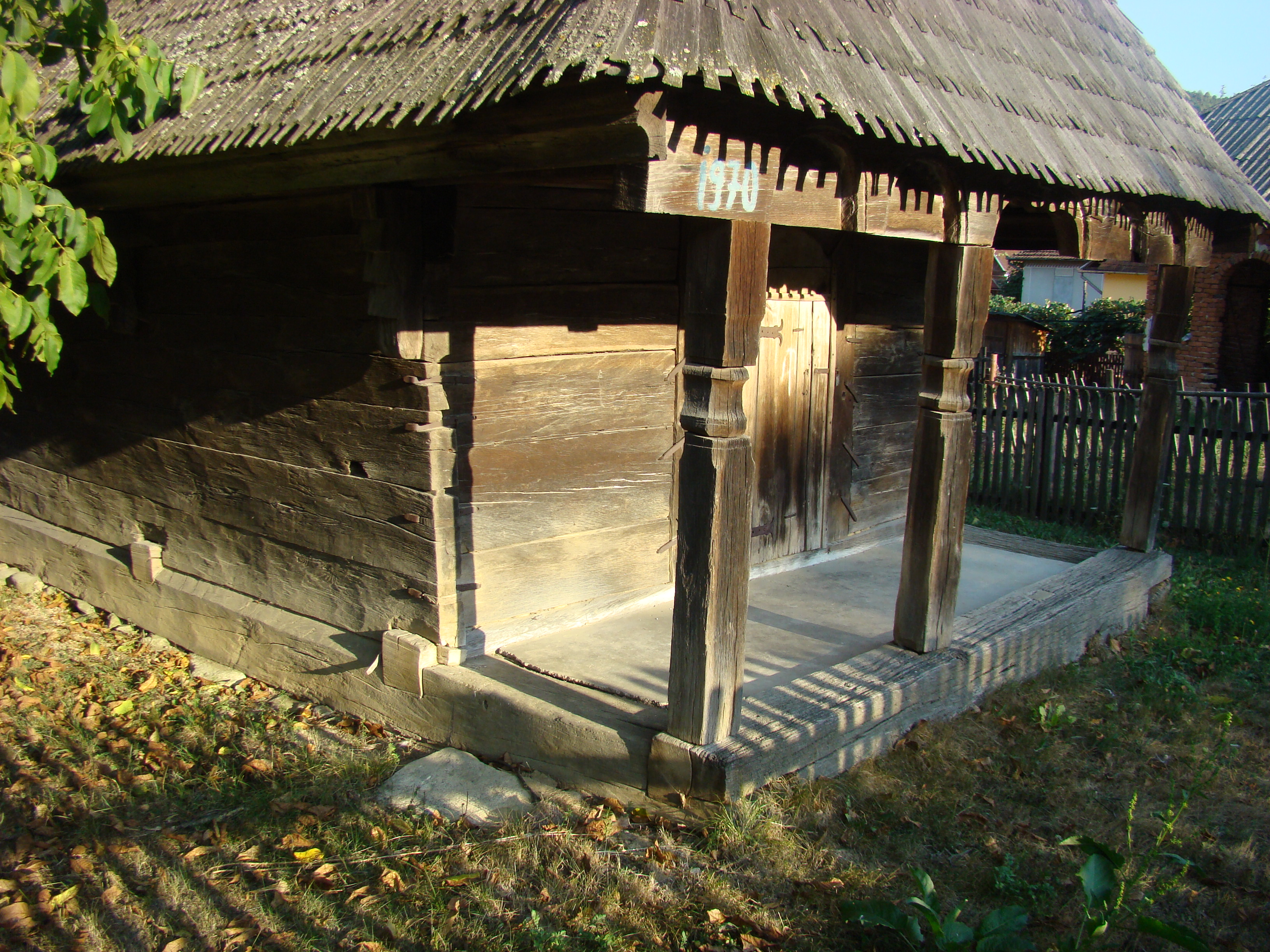
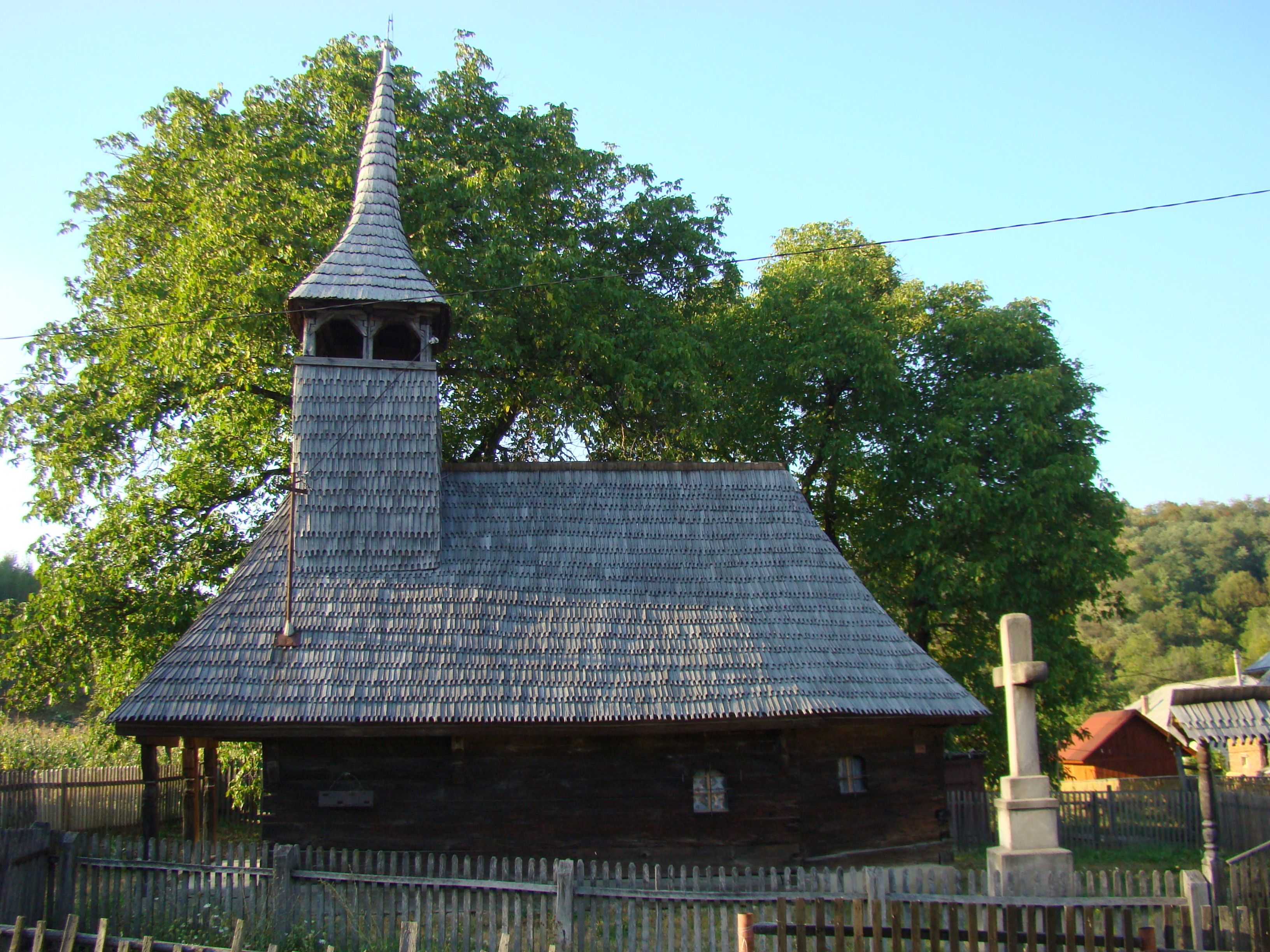
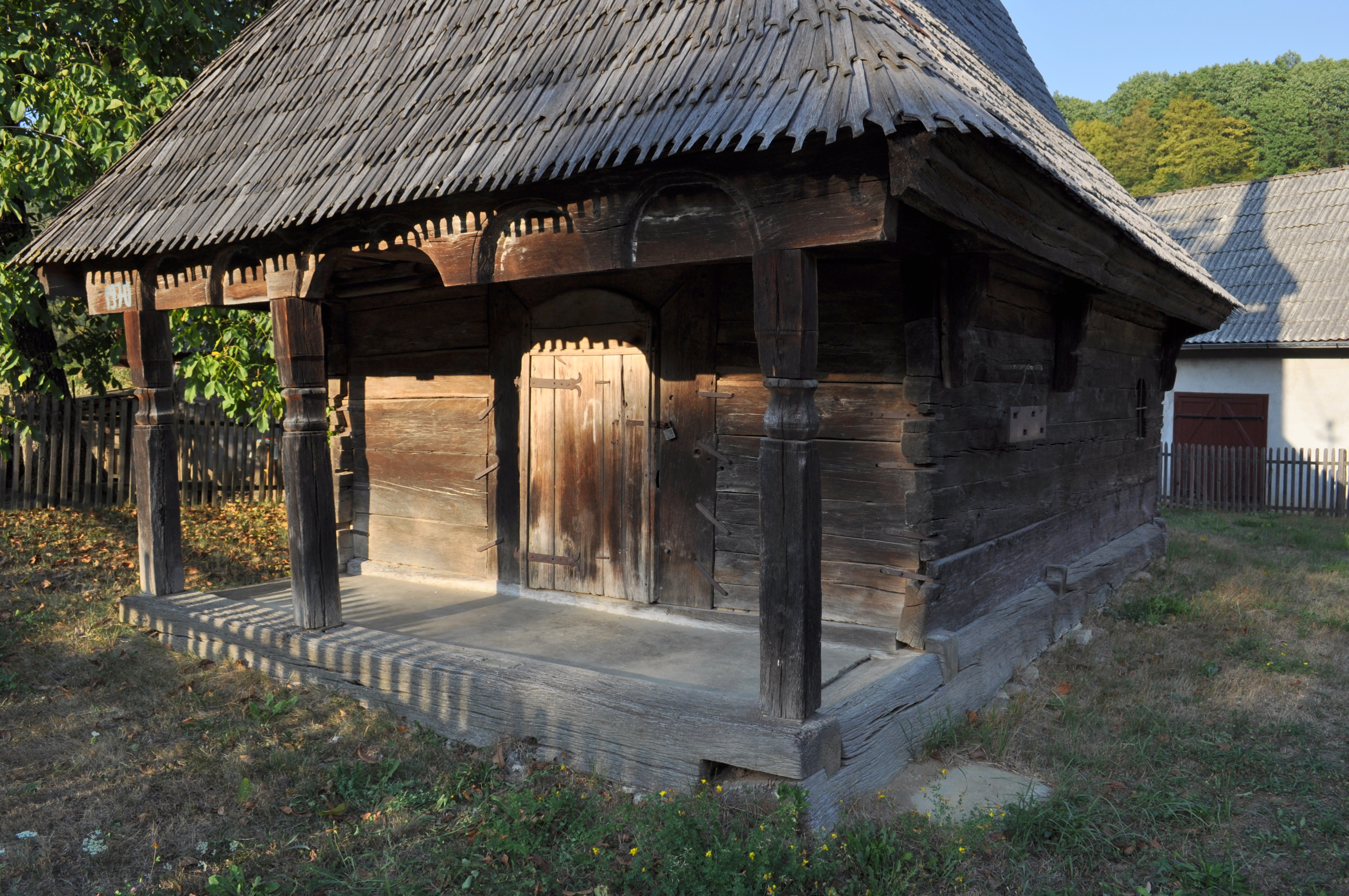
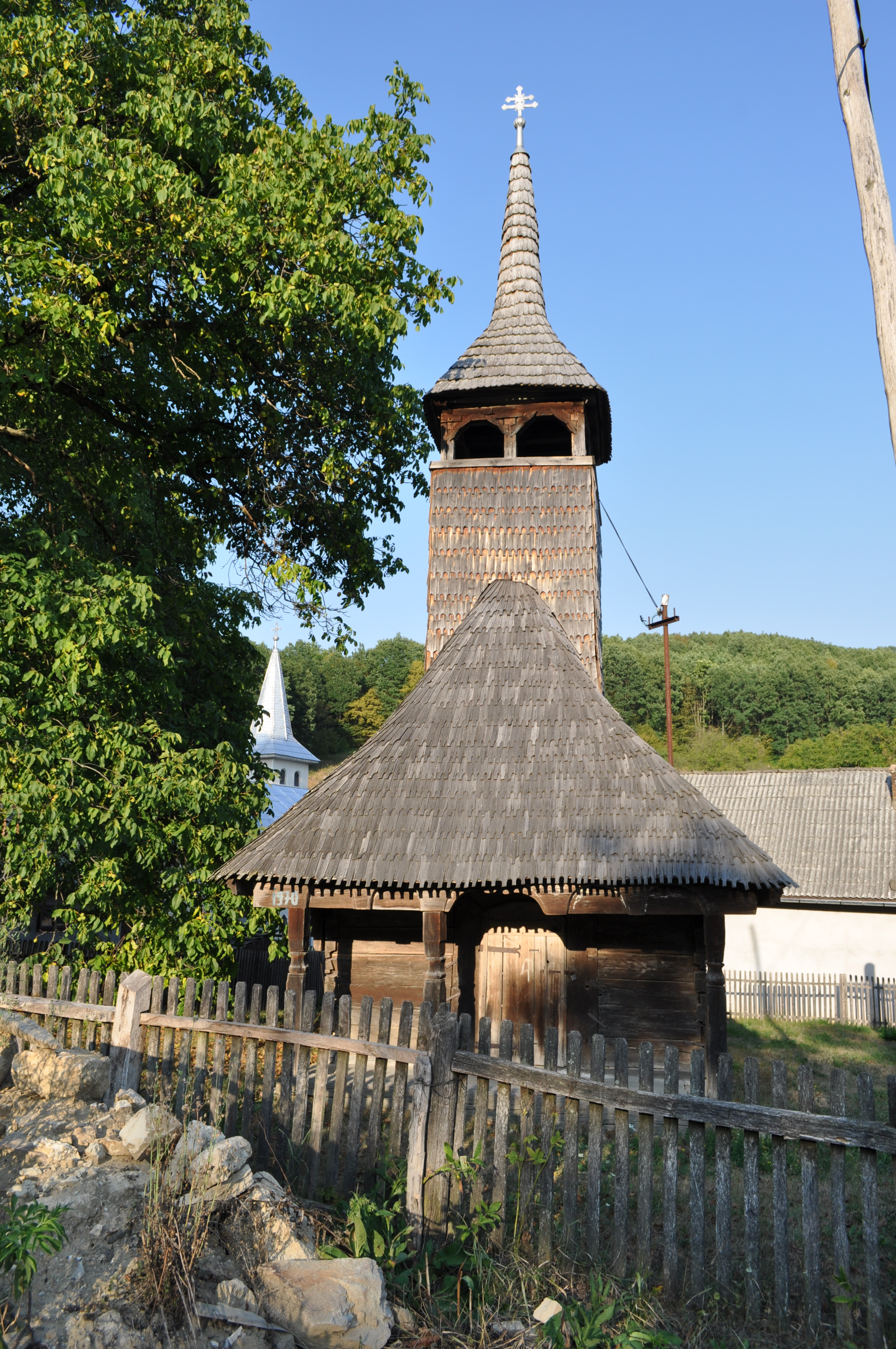
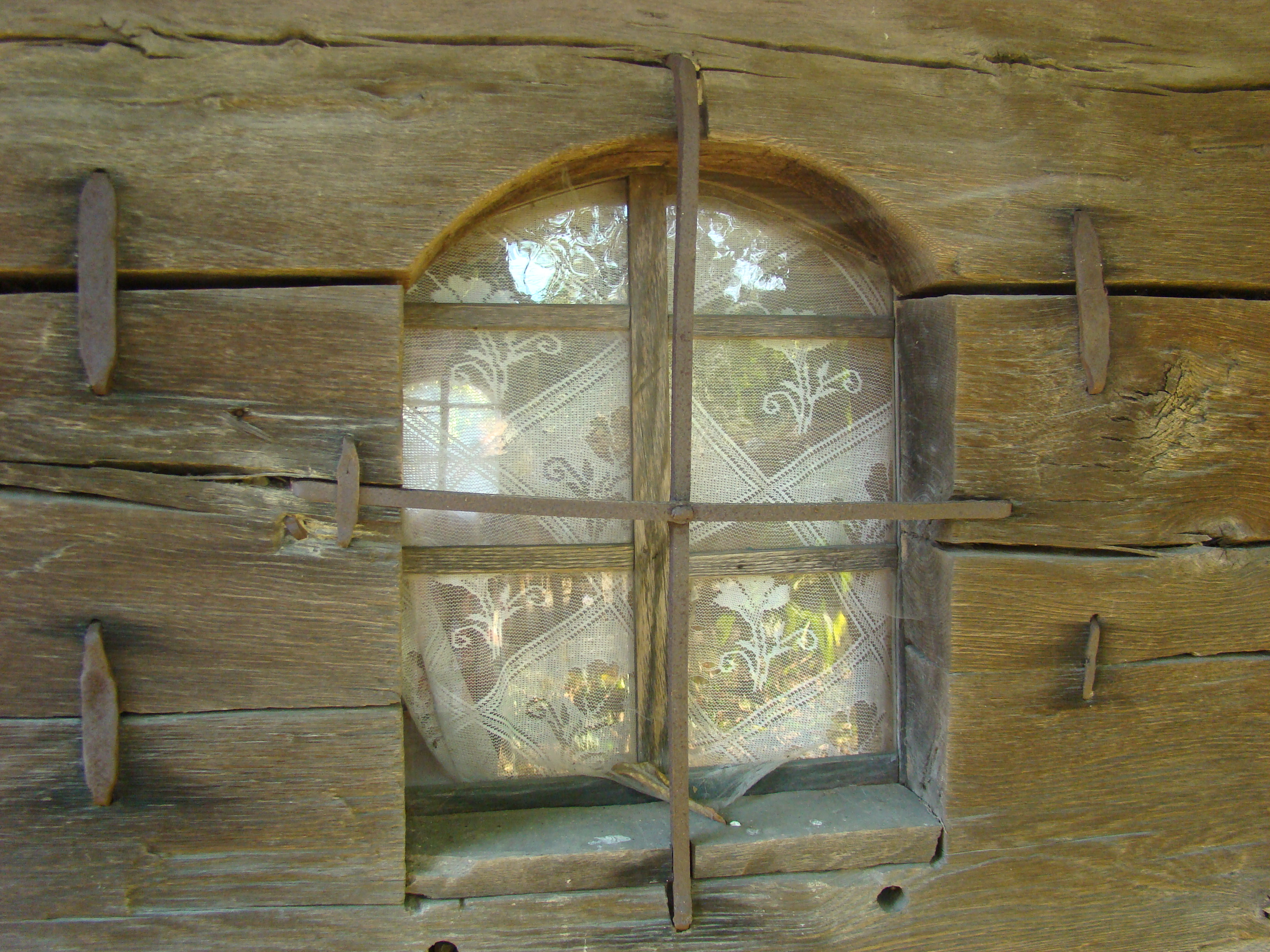
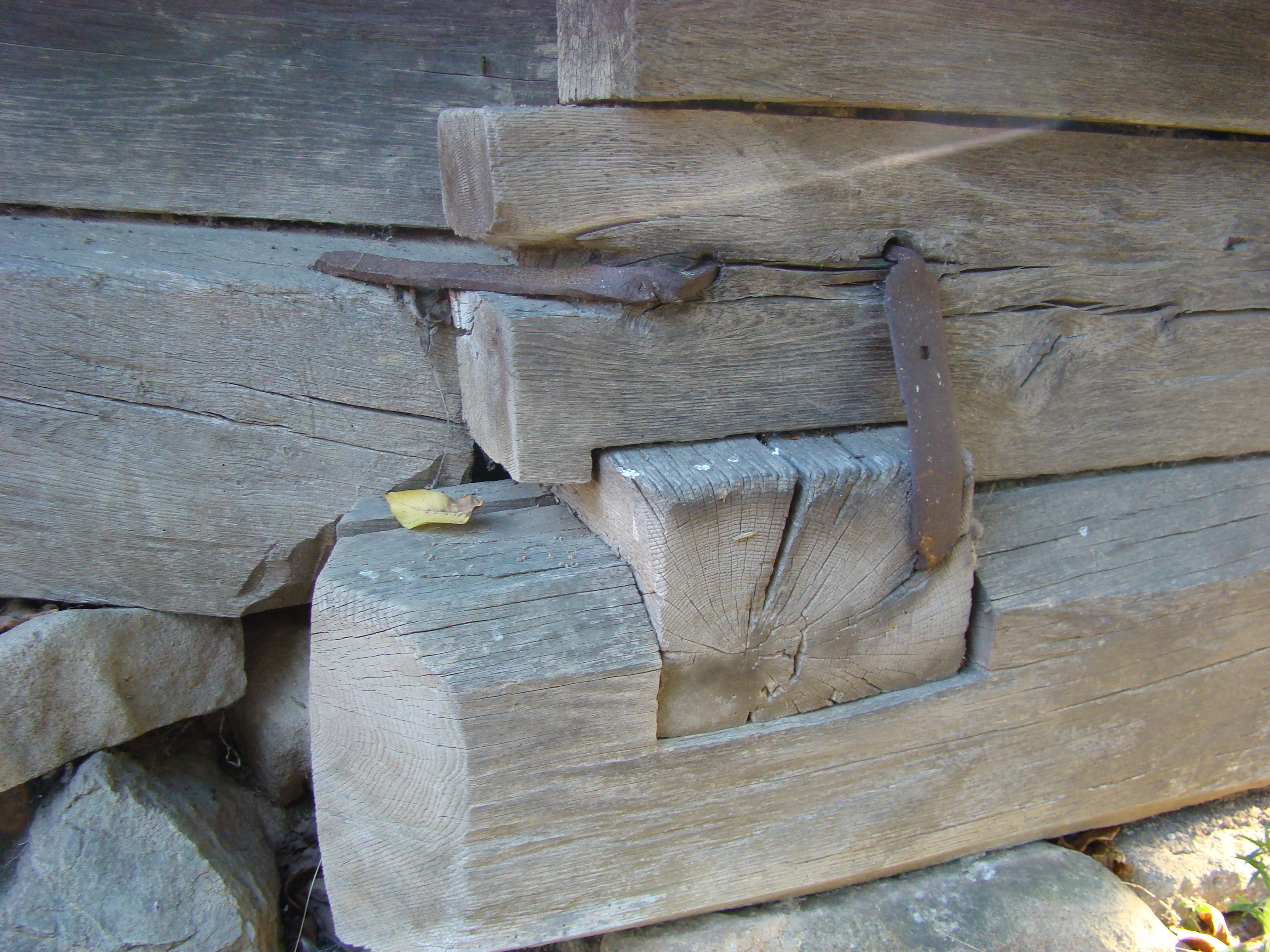
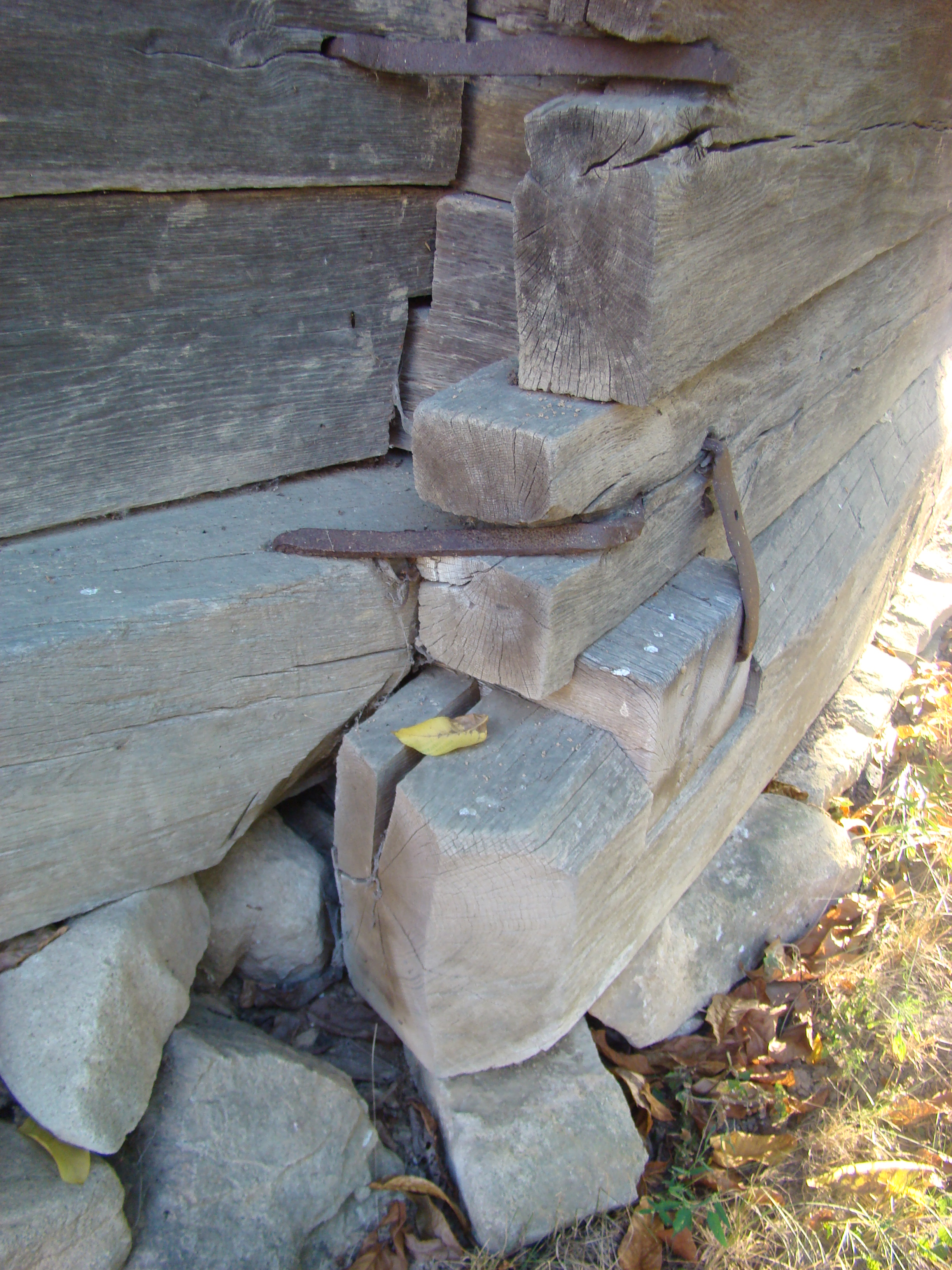
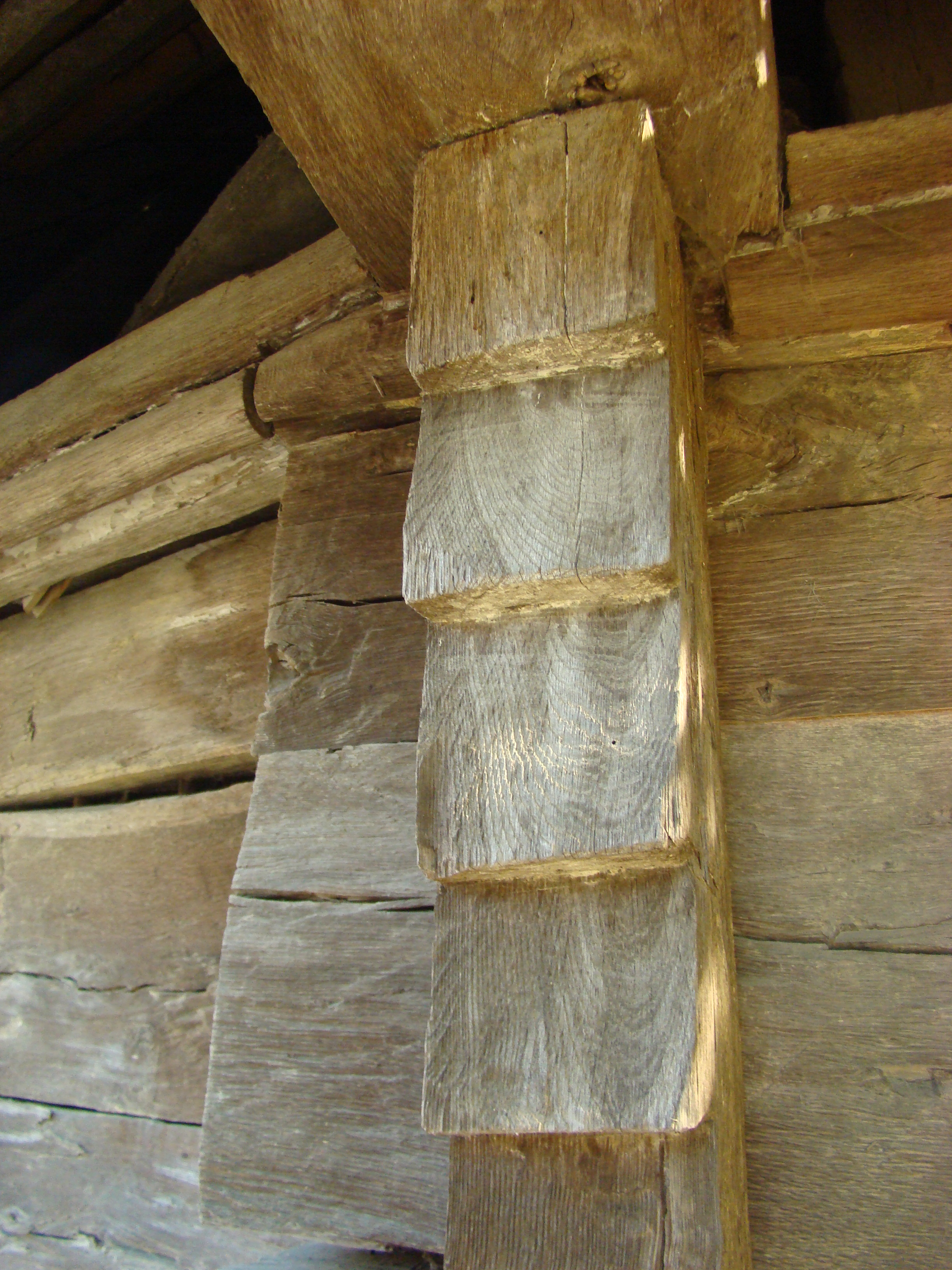
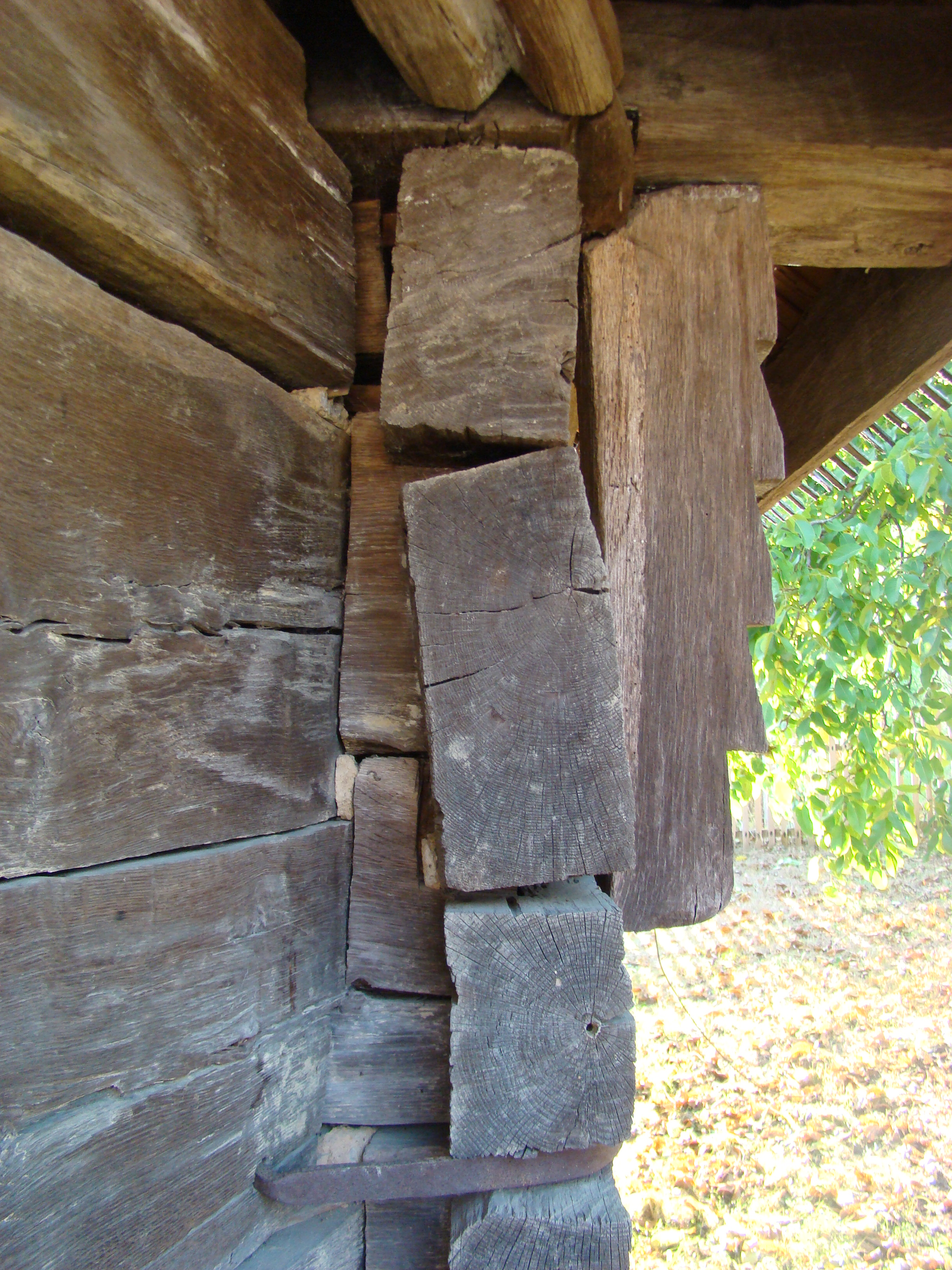
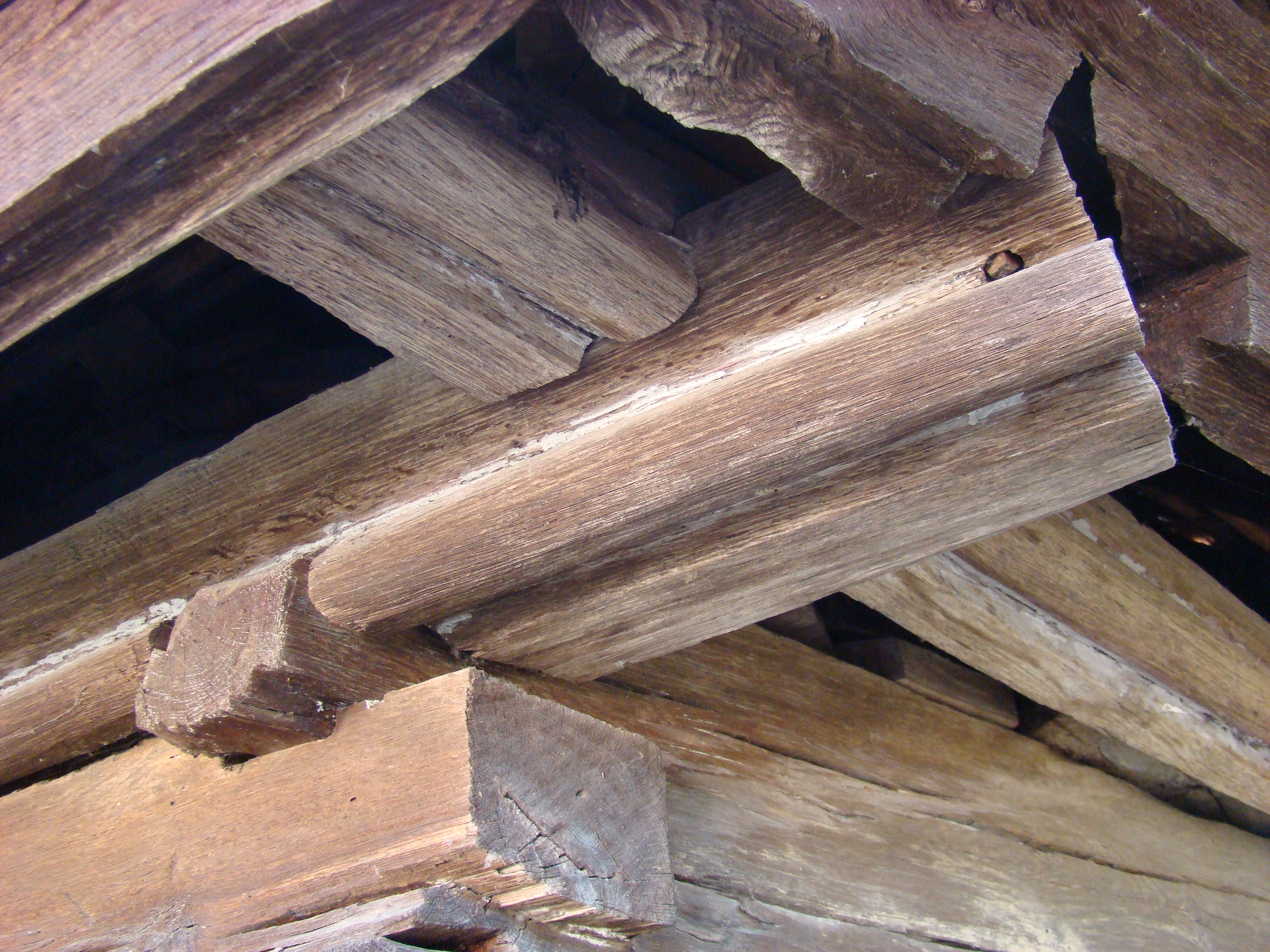
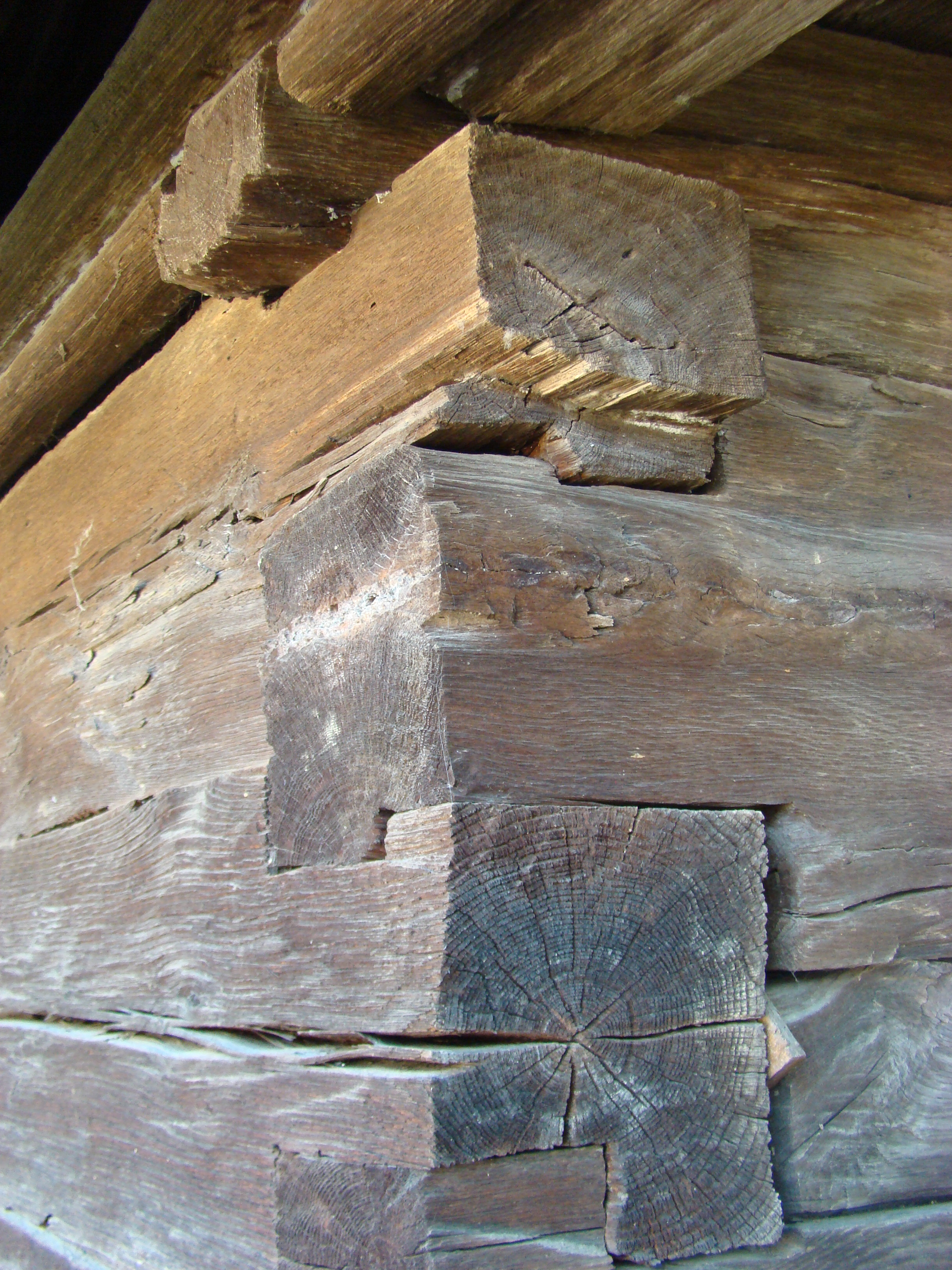
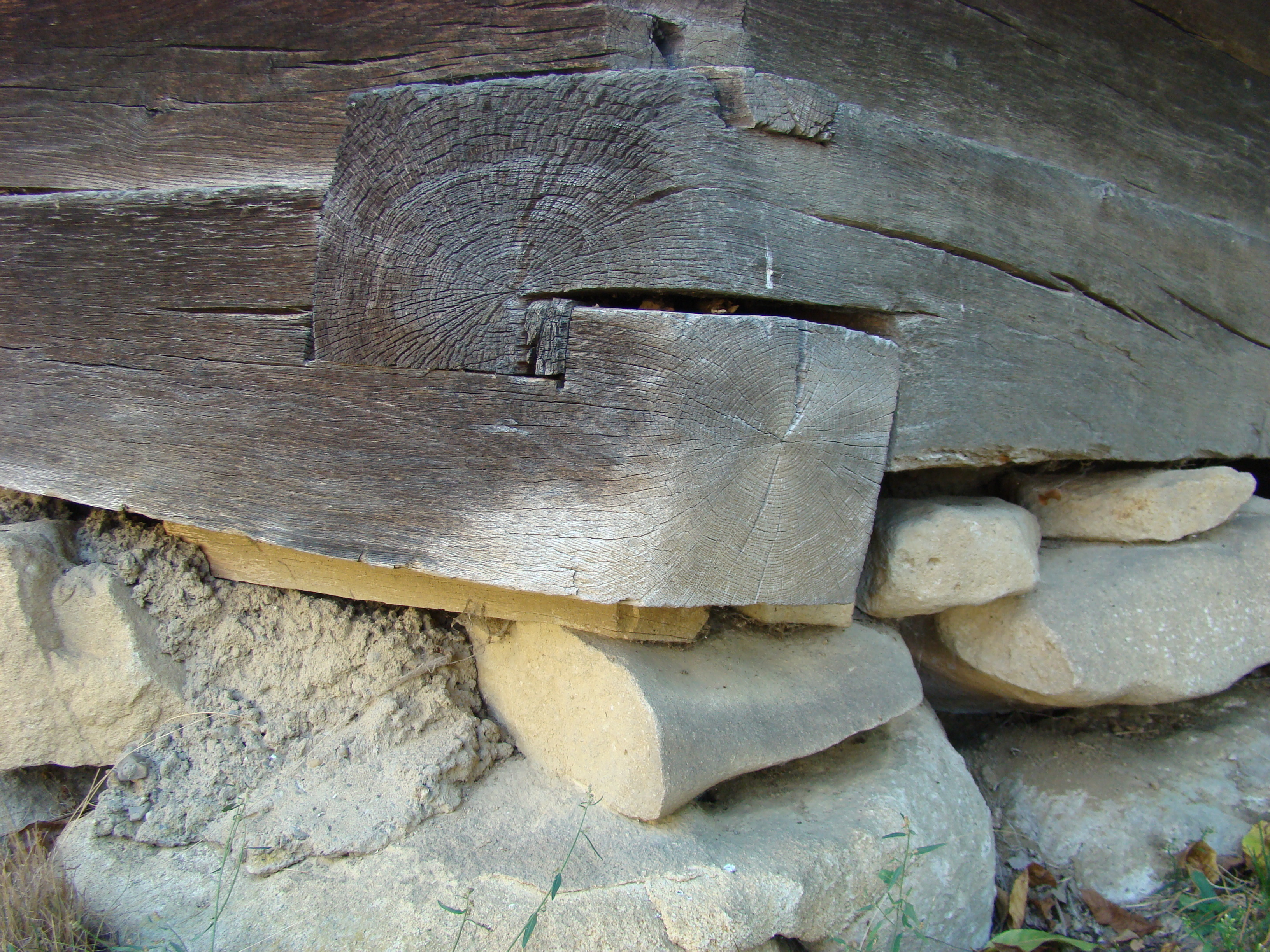
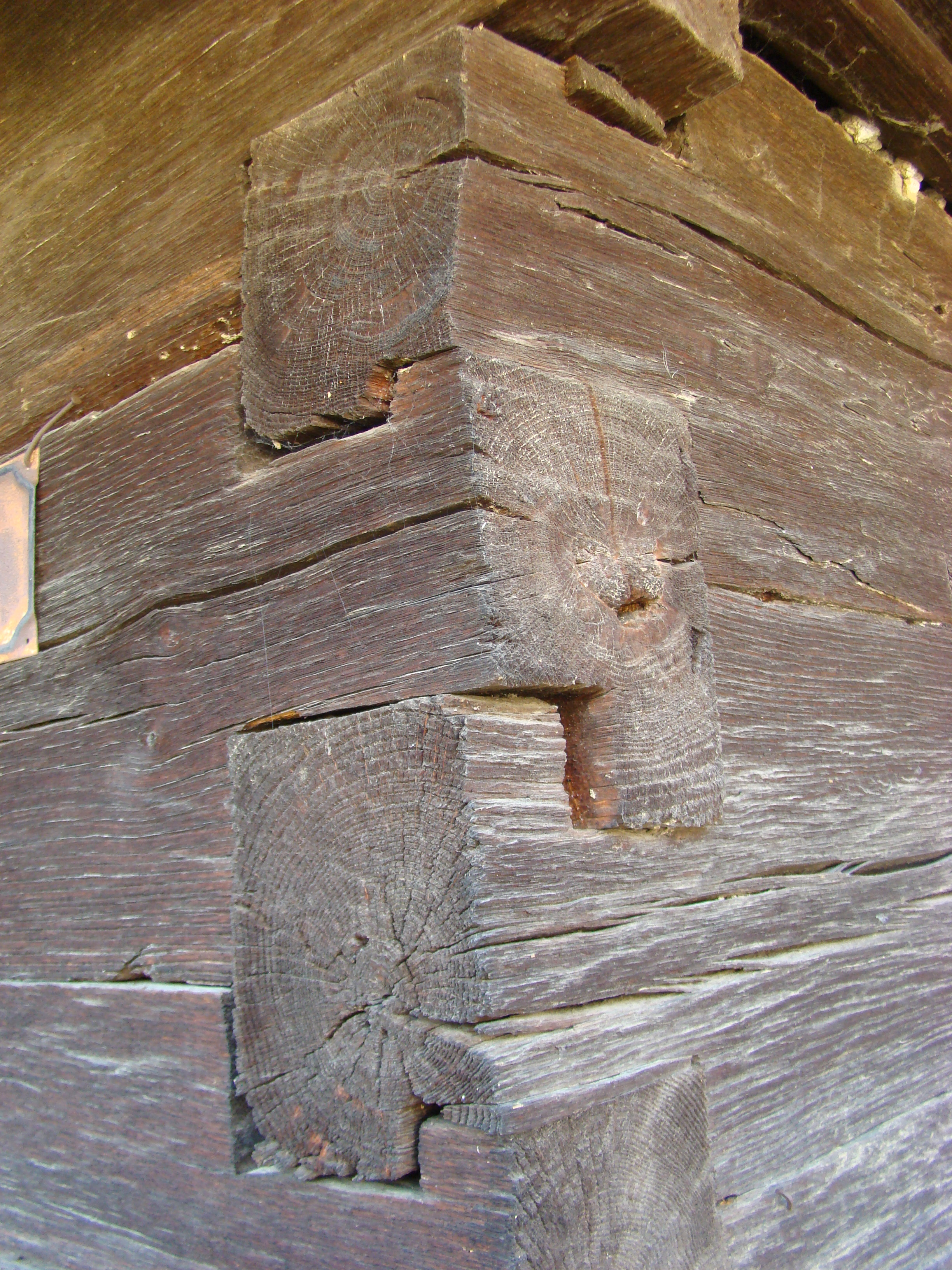
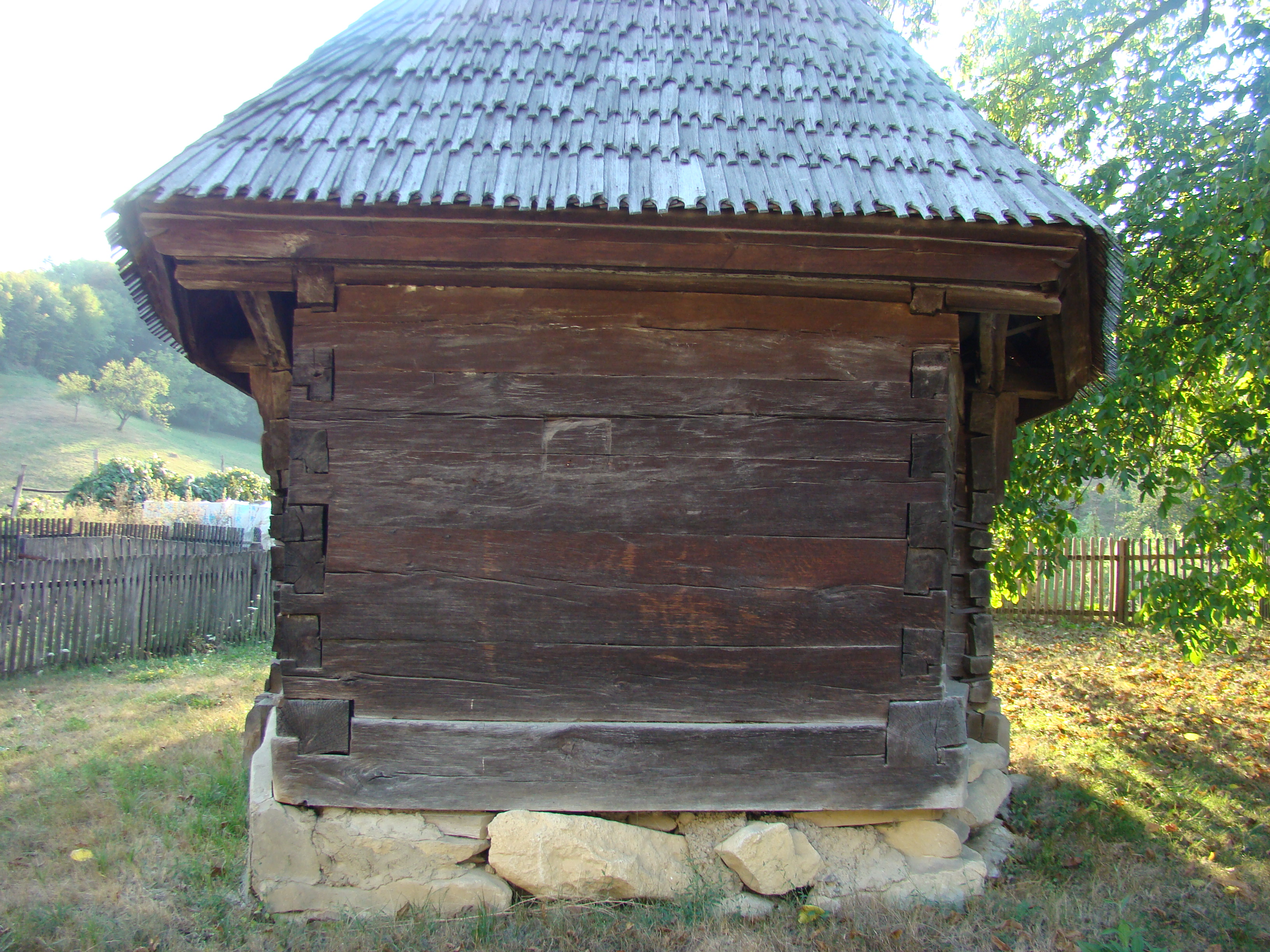
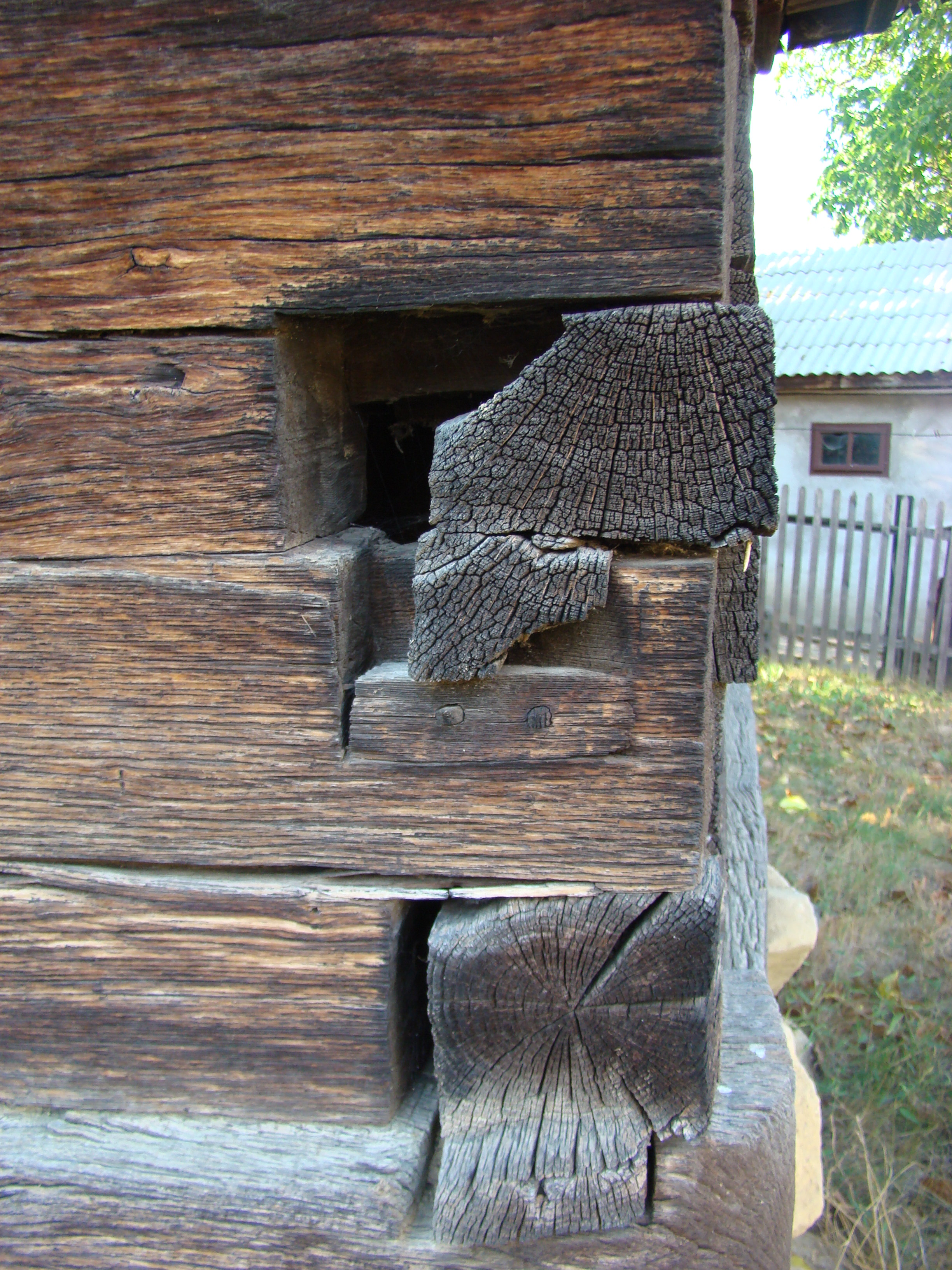
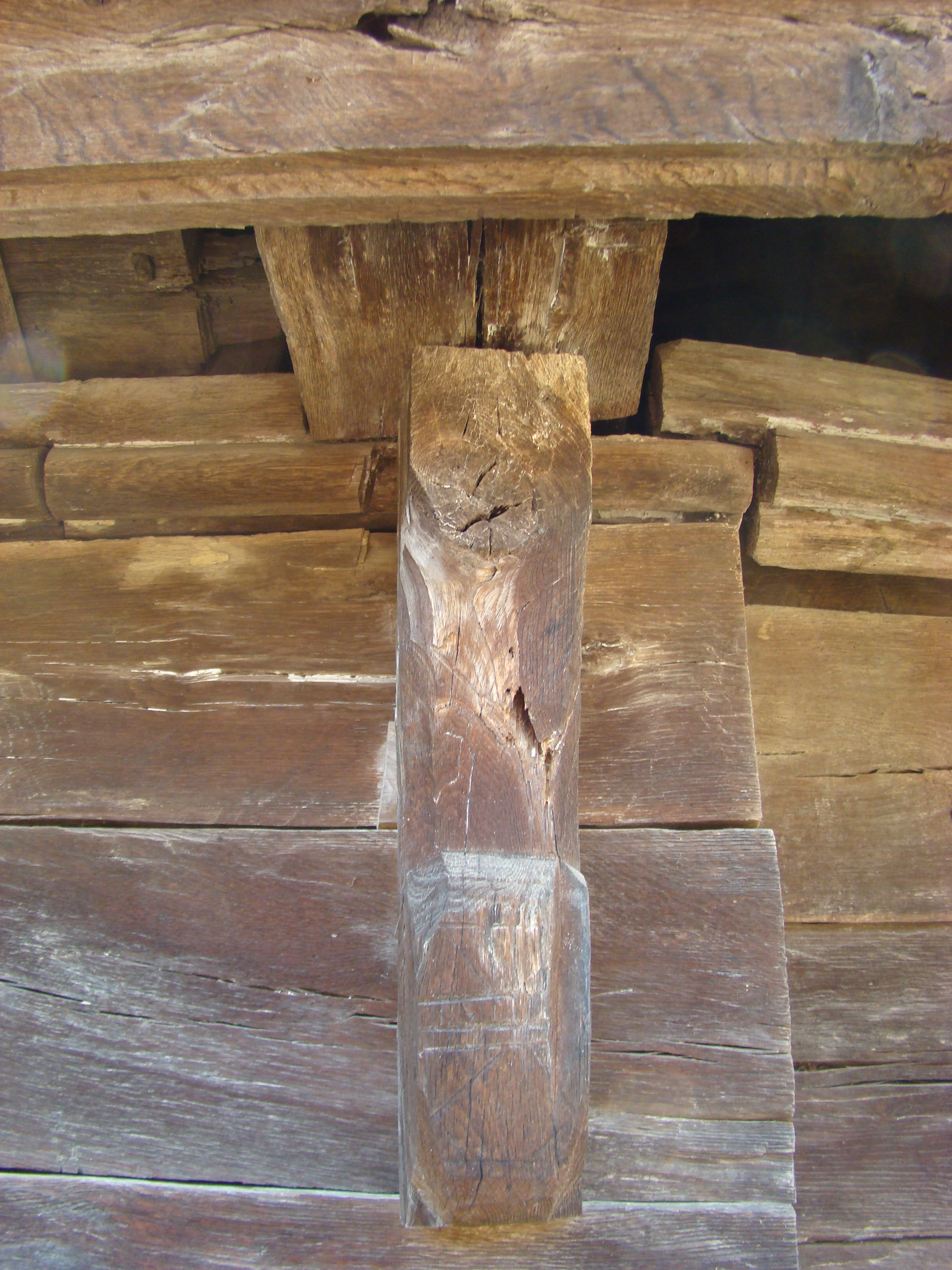
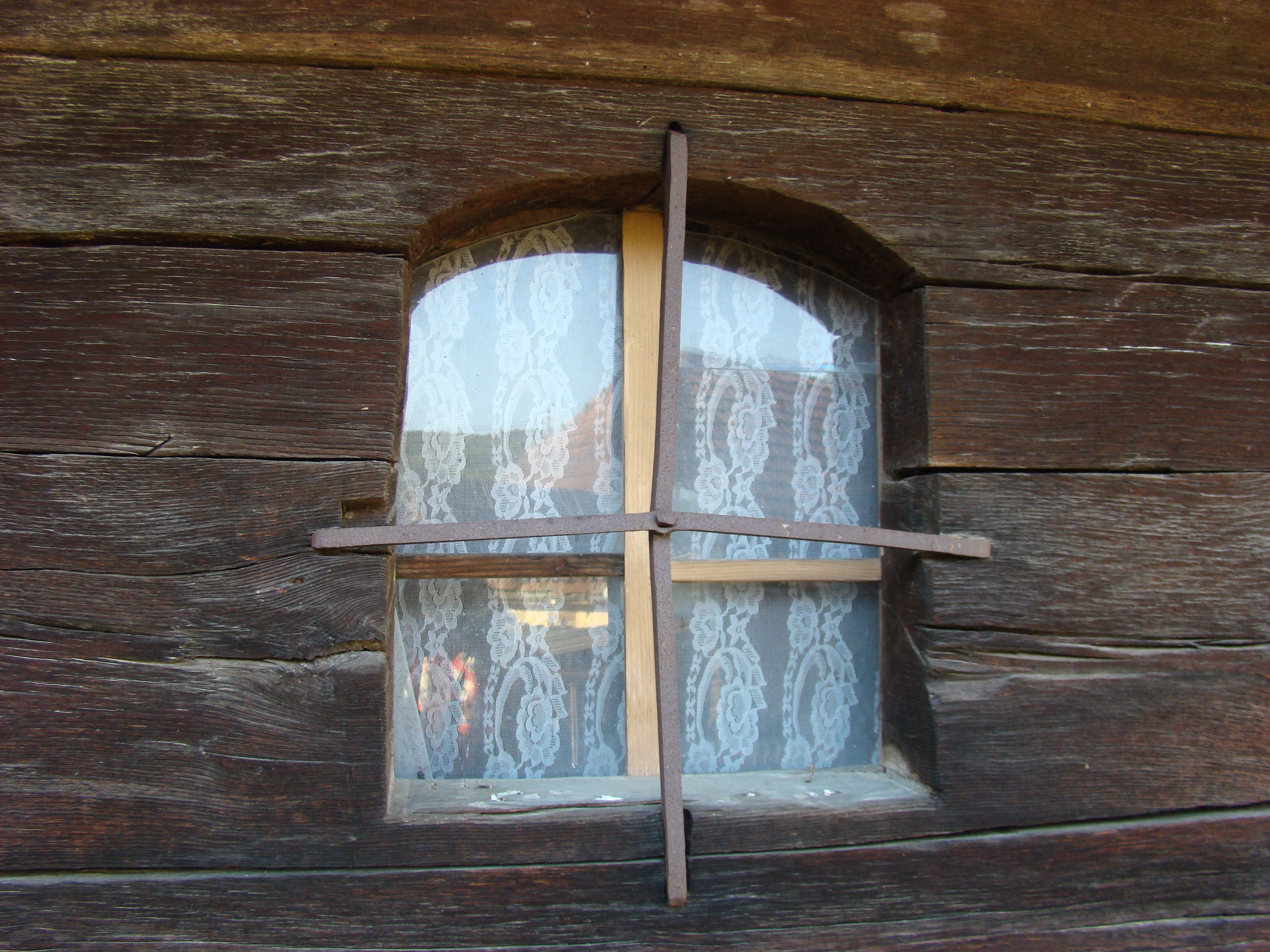
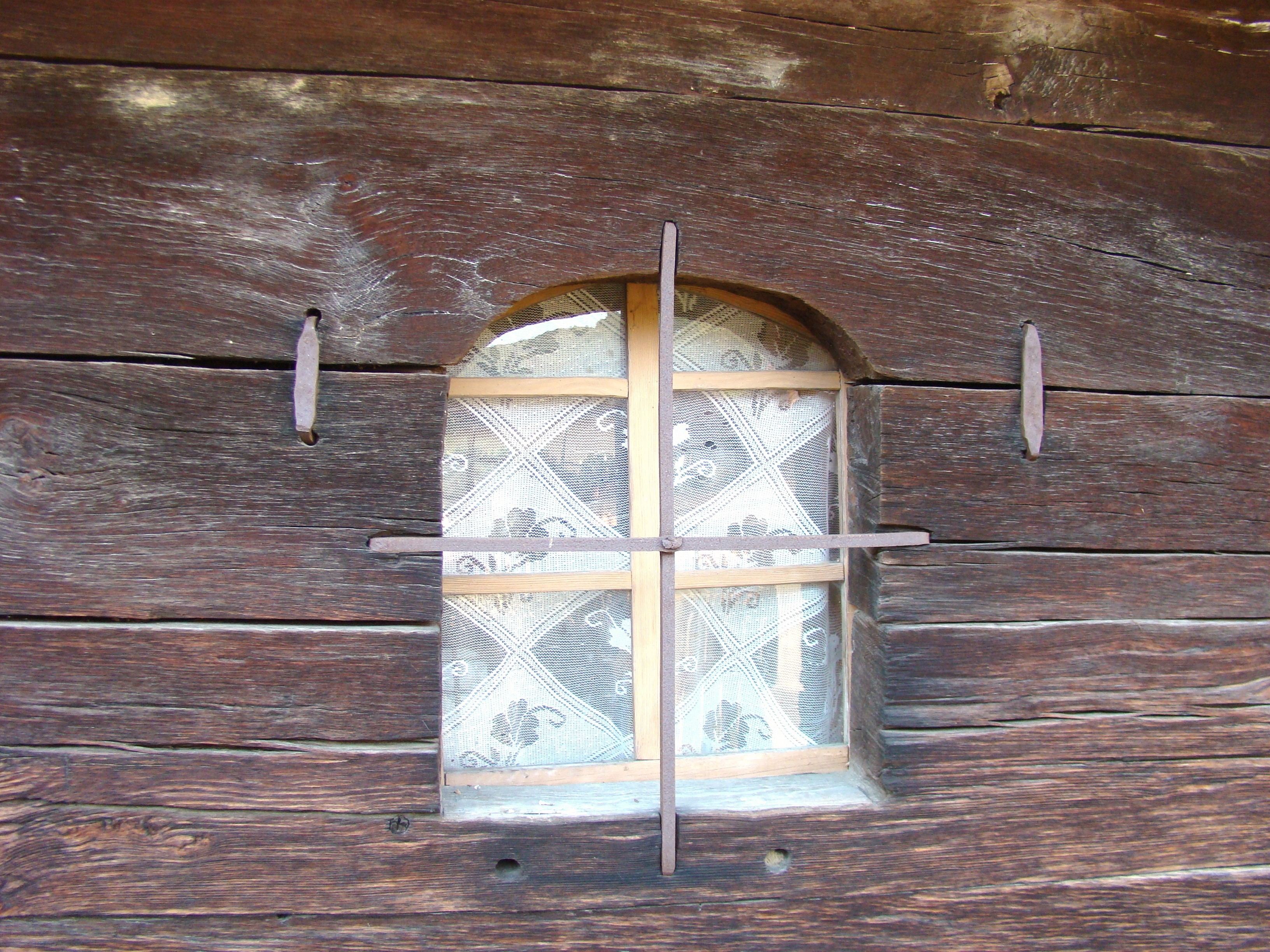
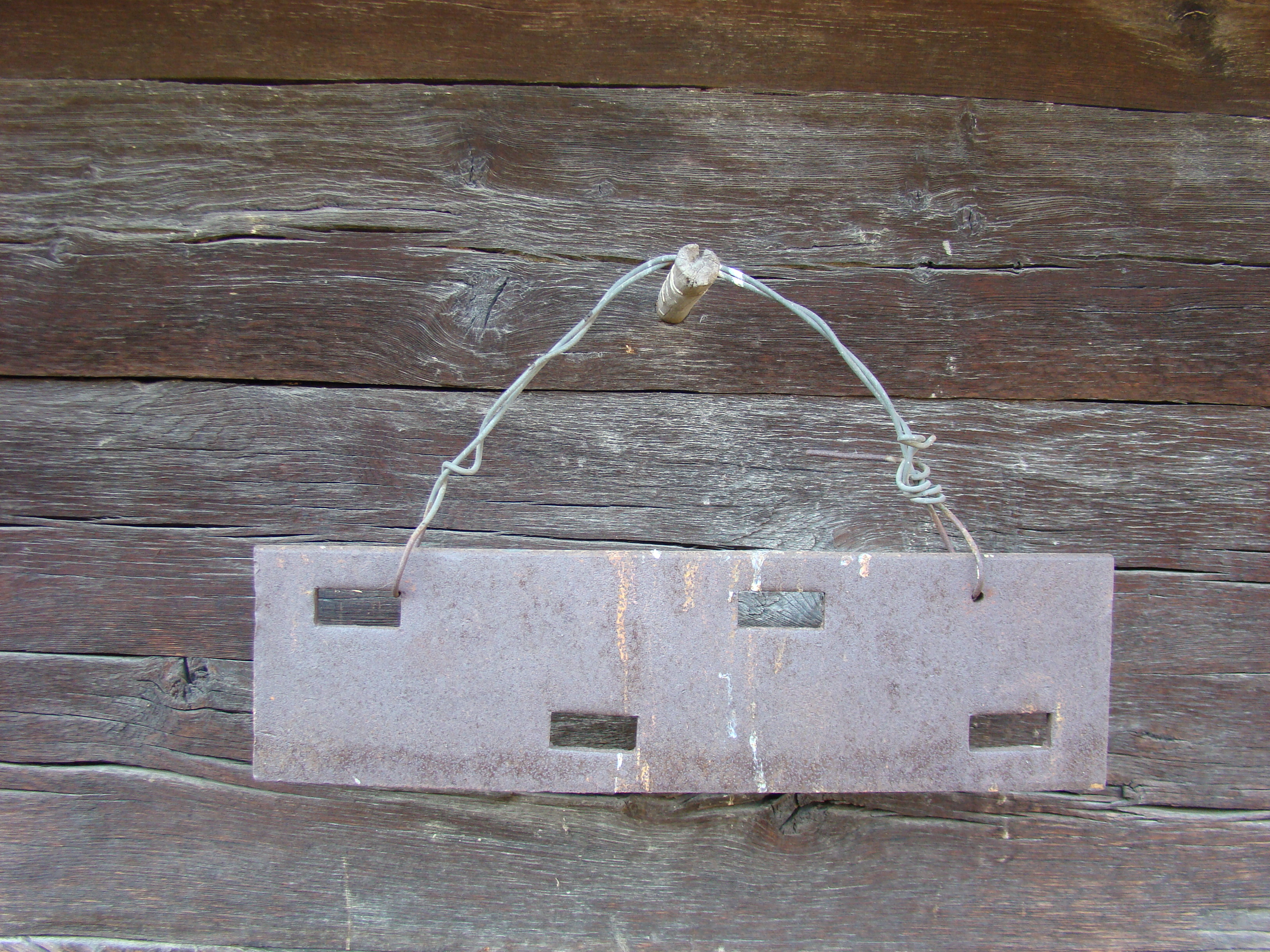
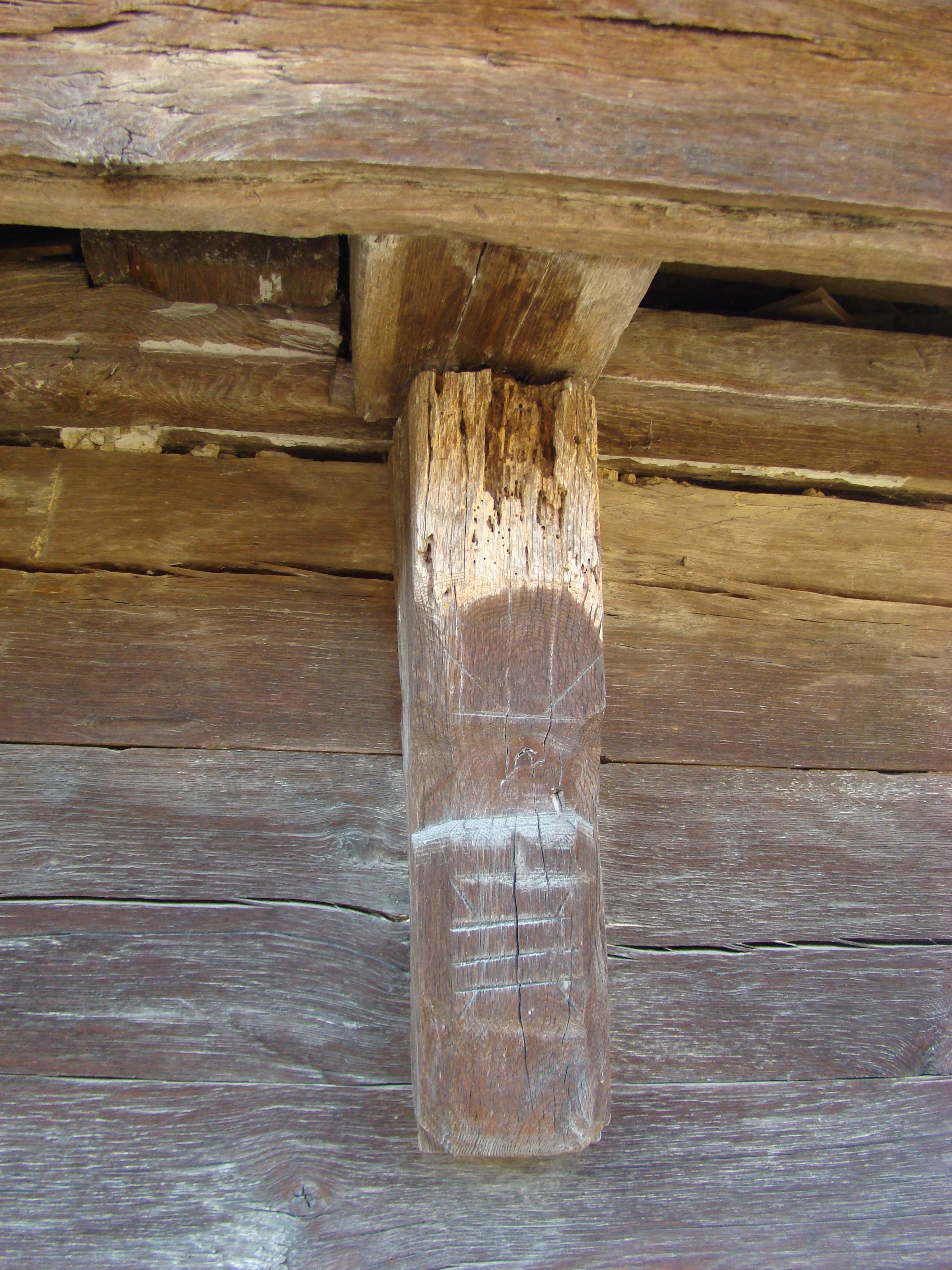
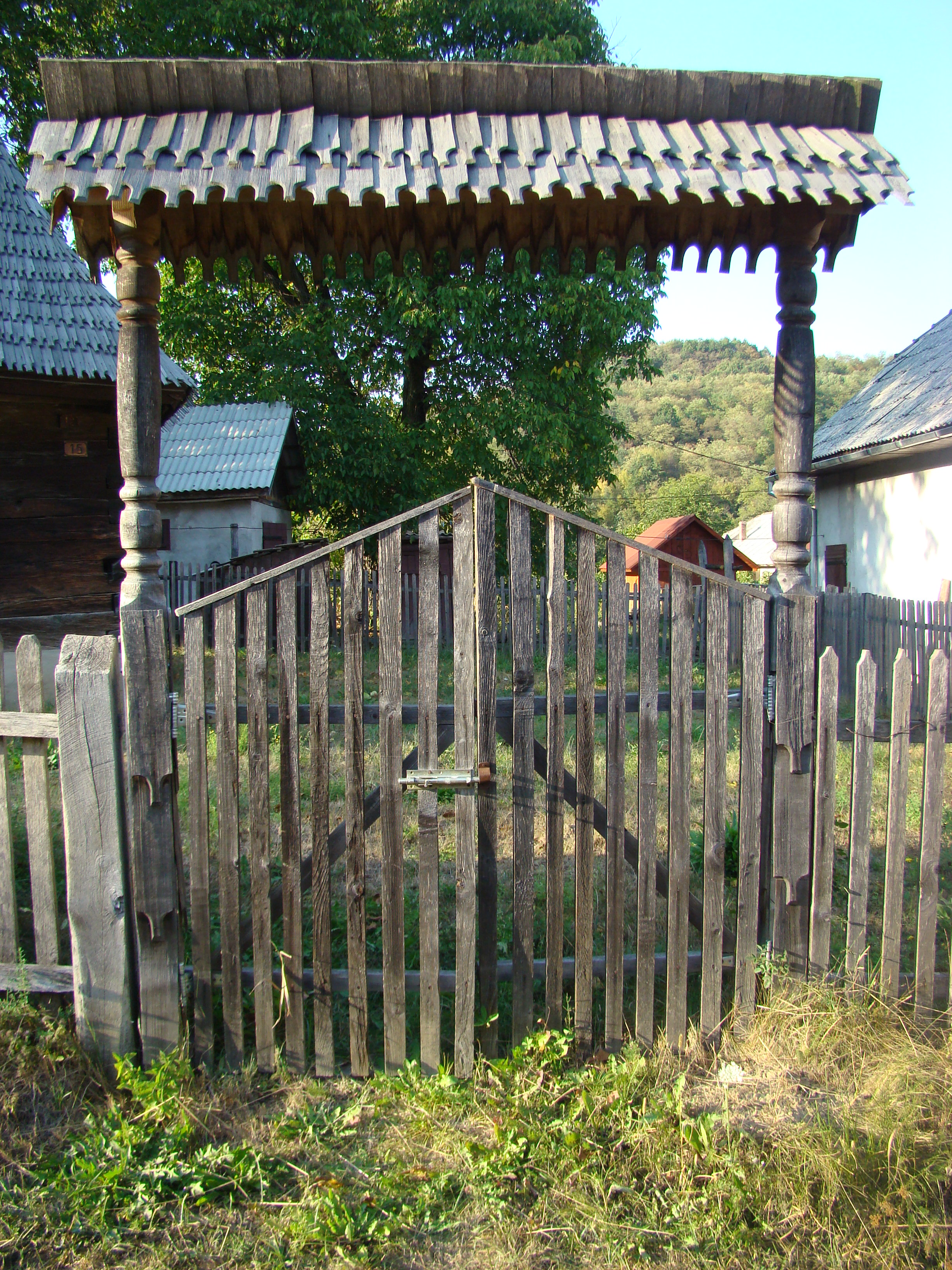
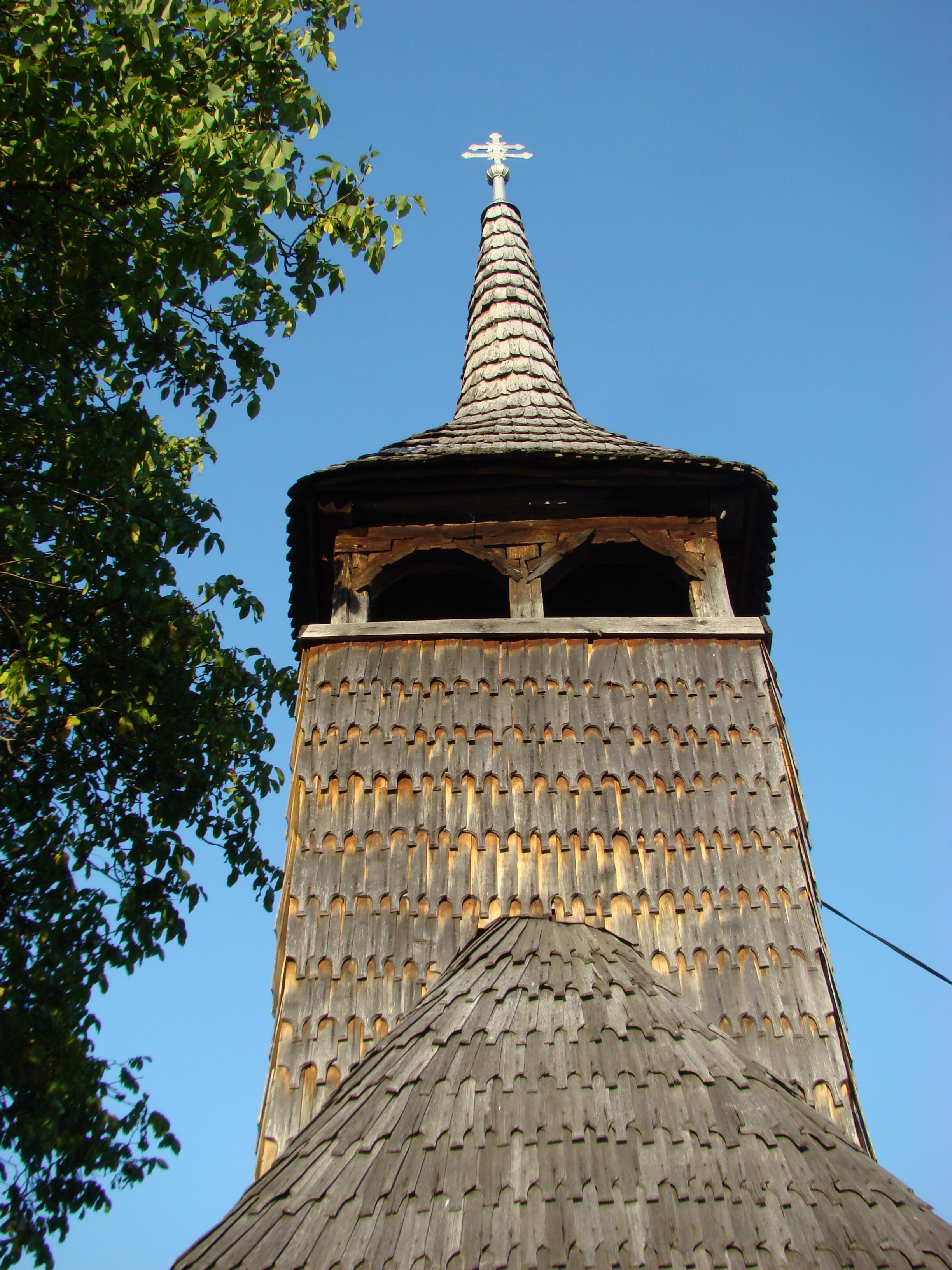
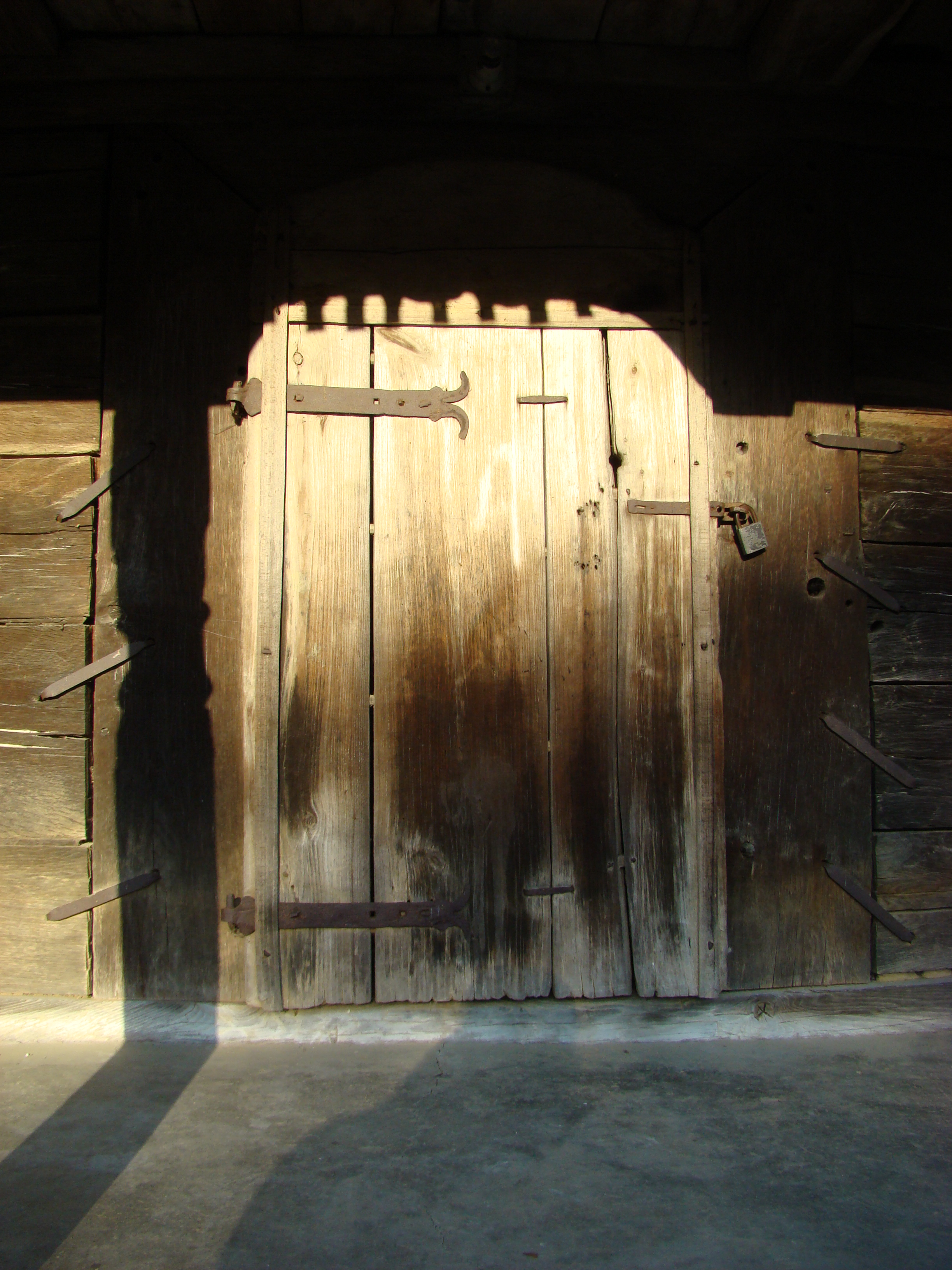
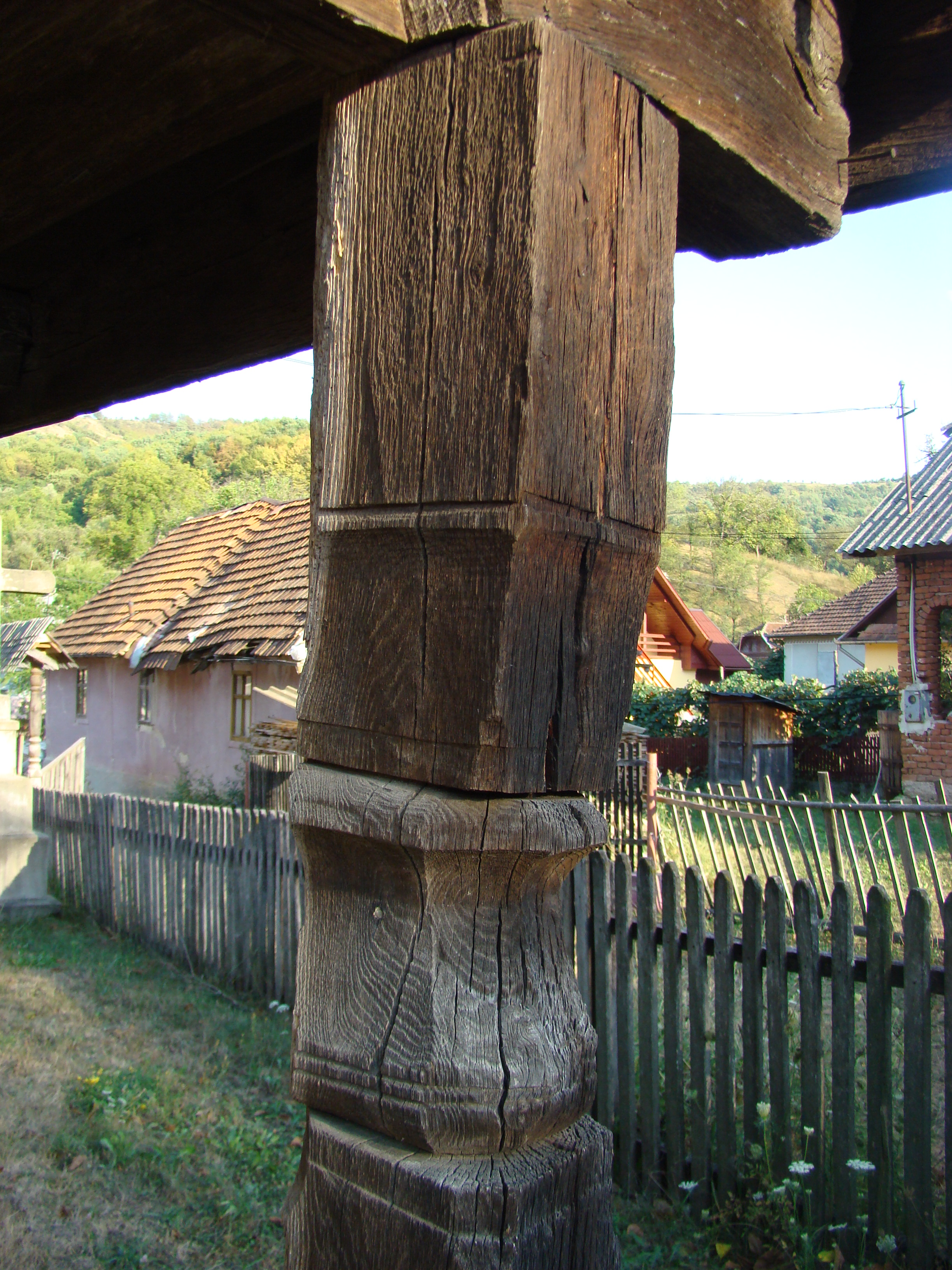
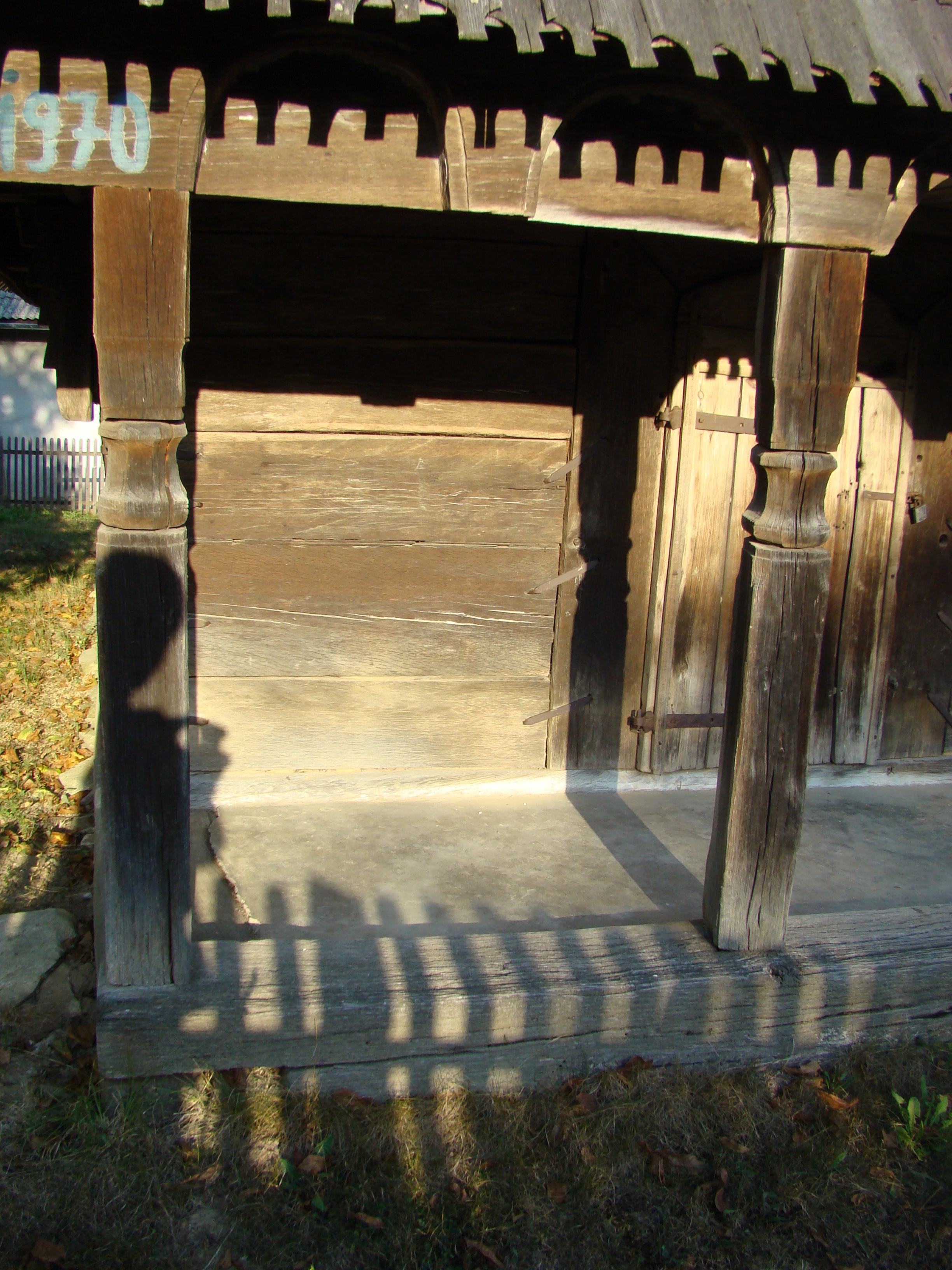
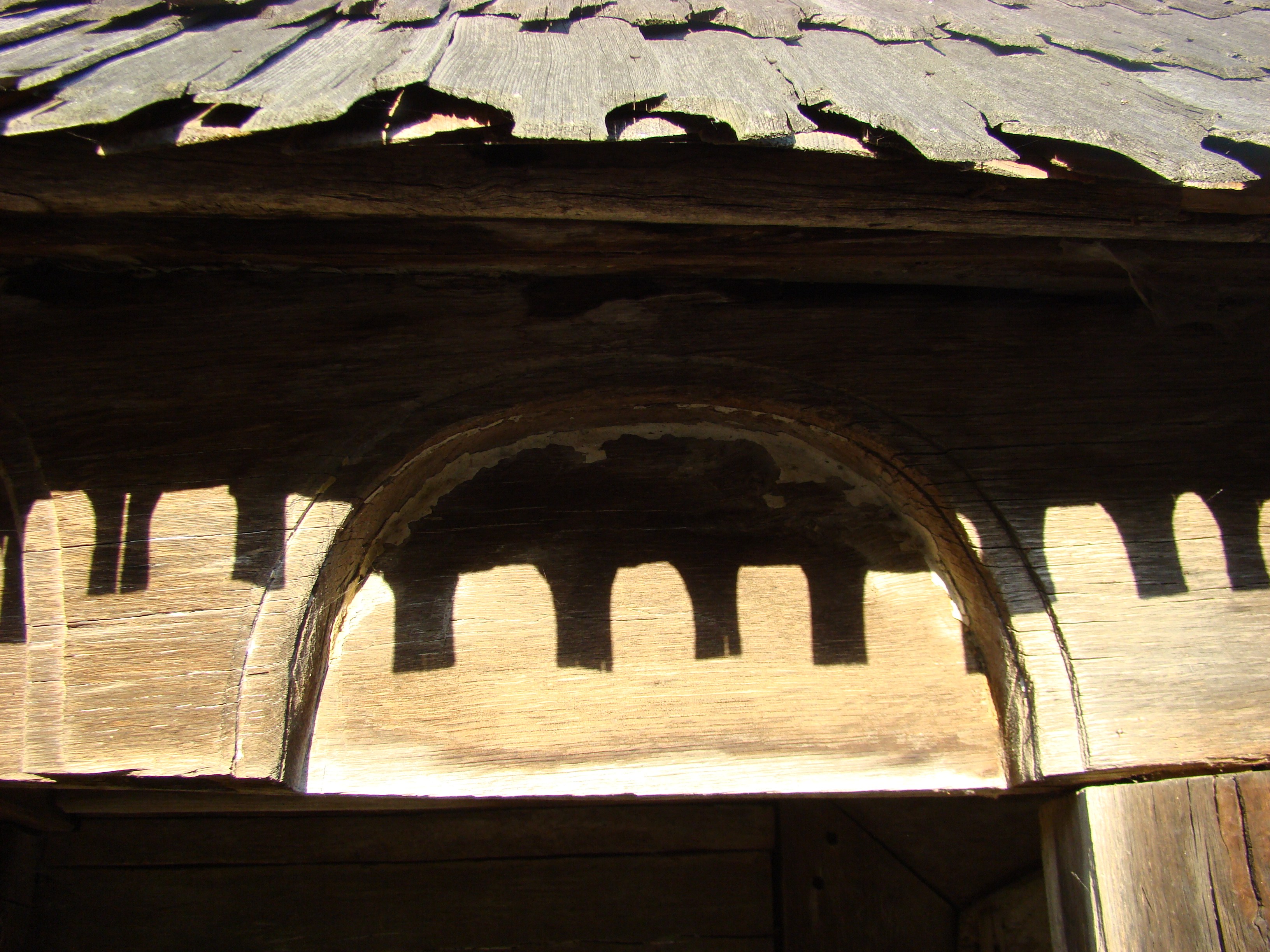
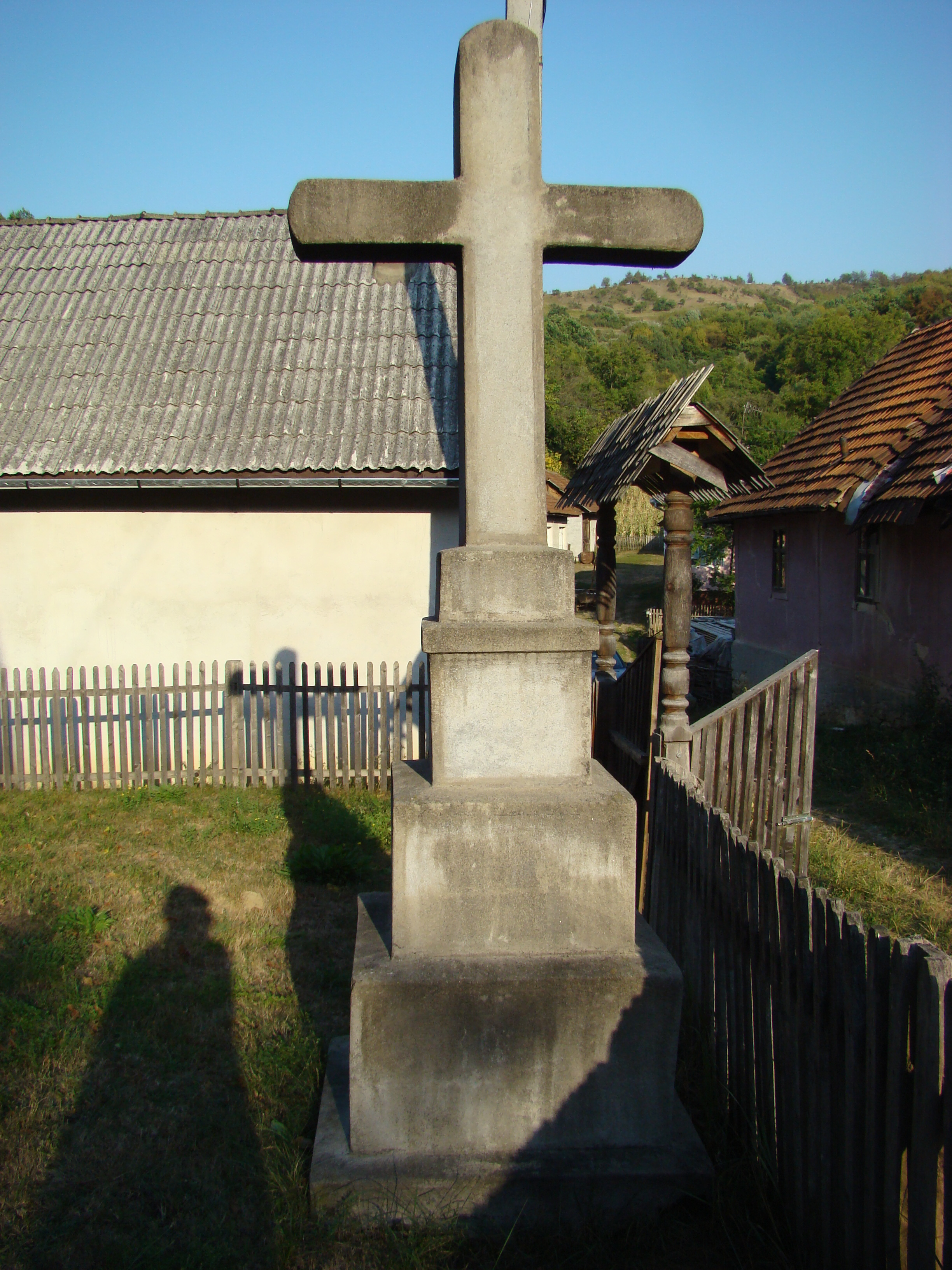
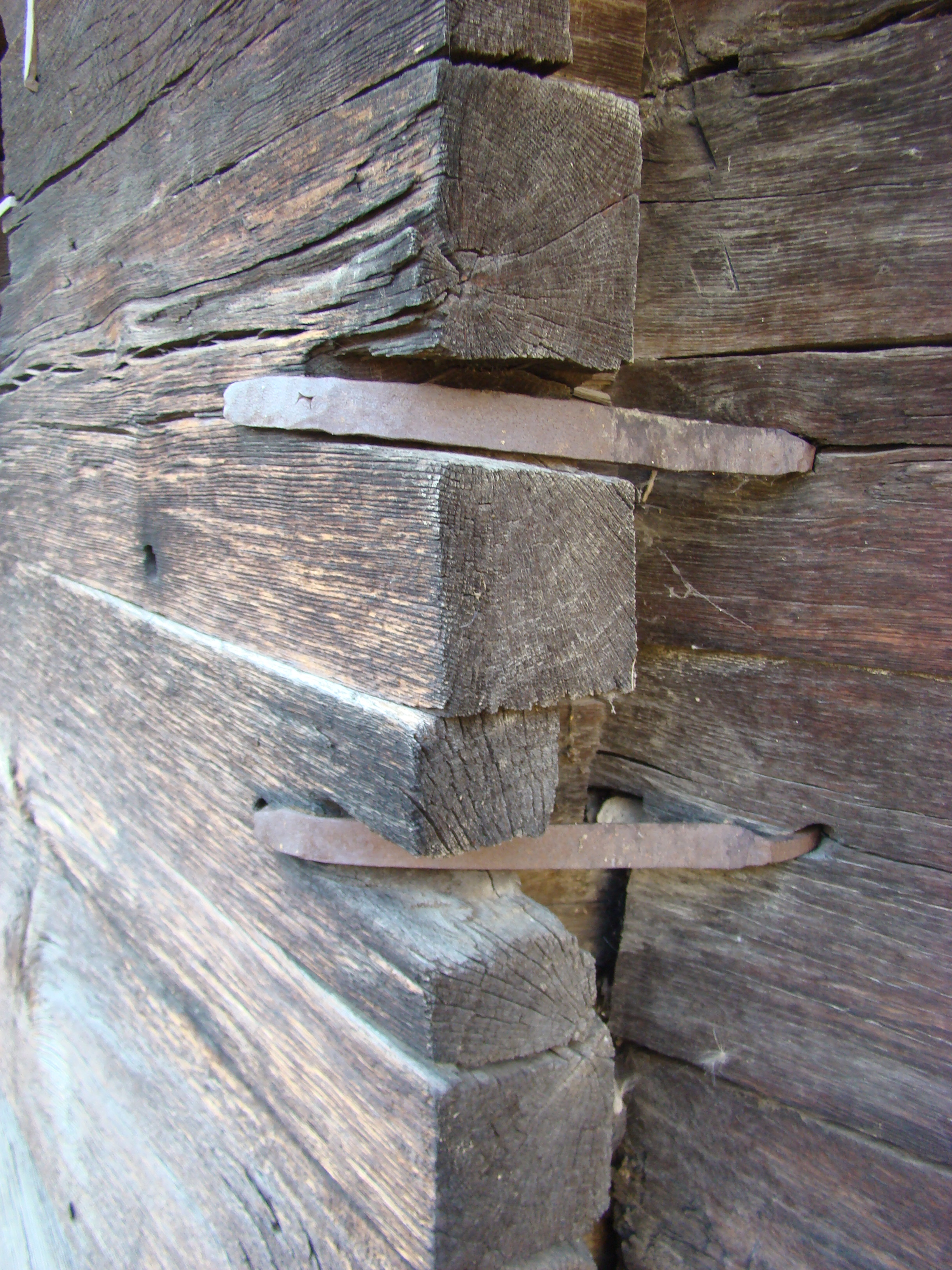
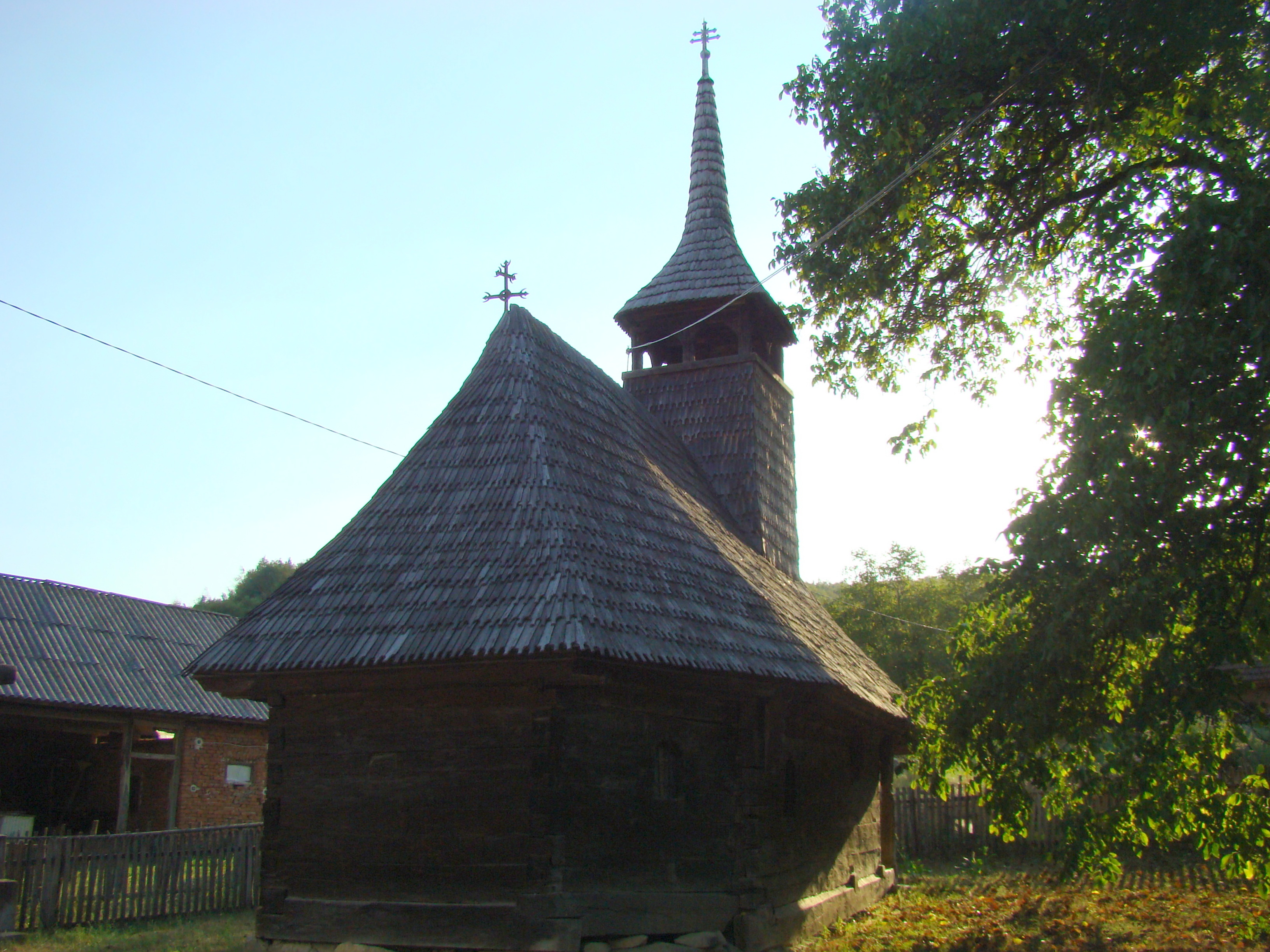
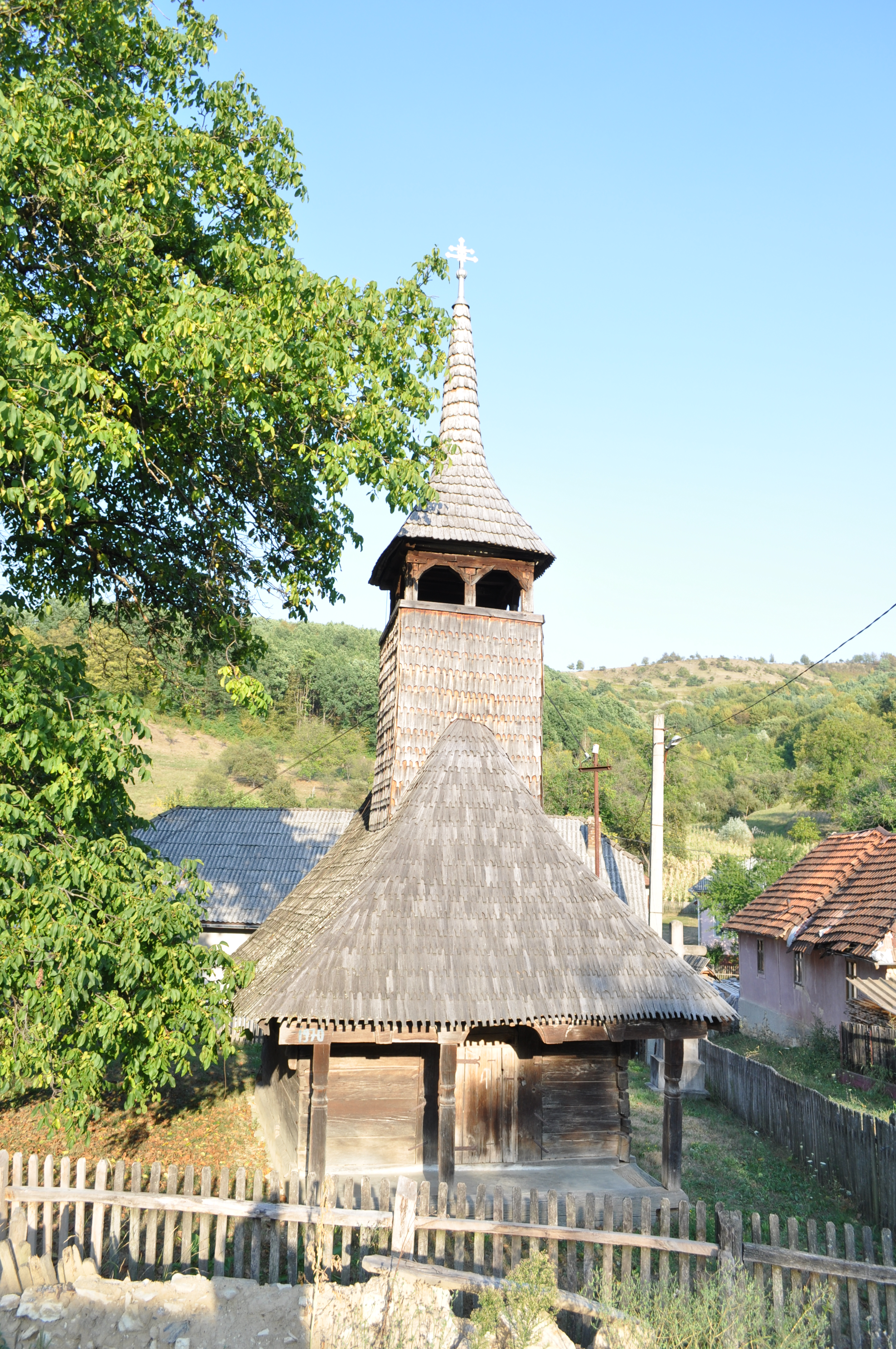

## Imagini din interior

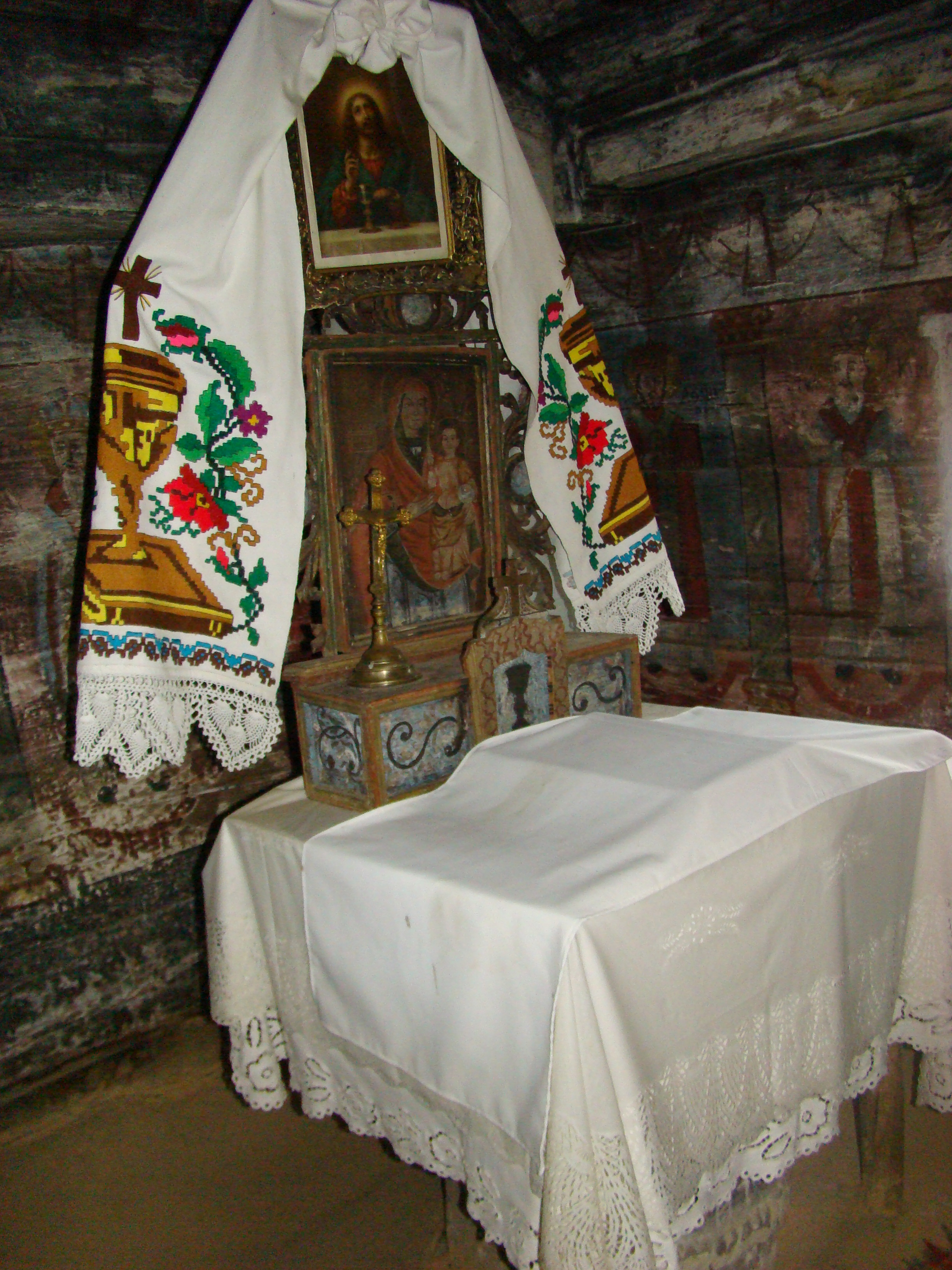
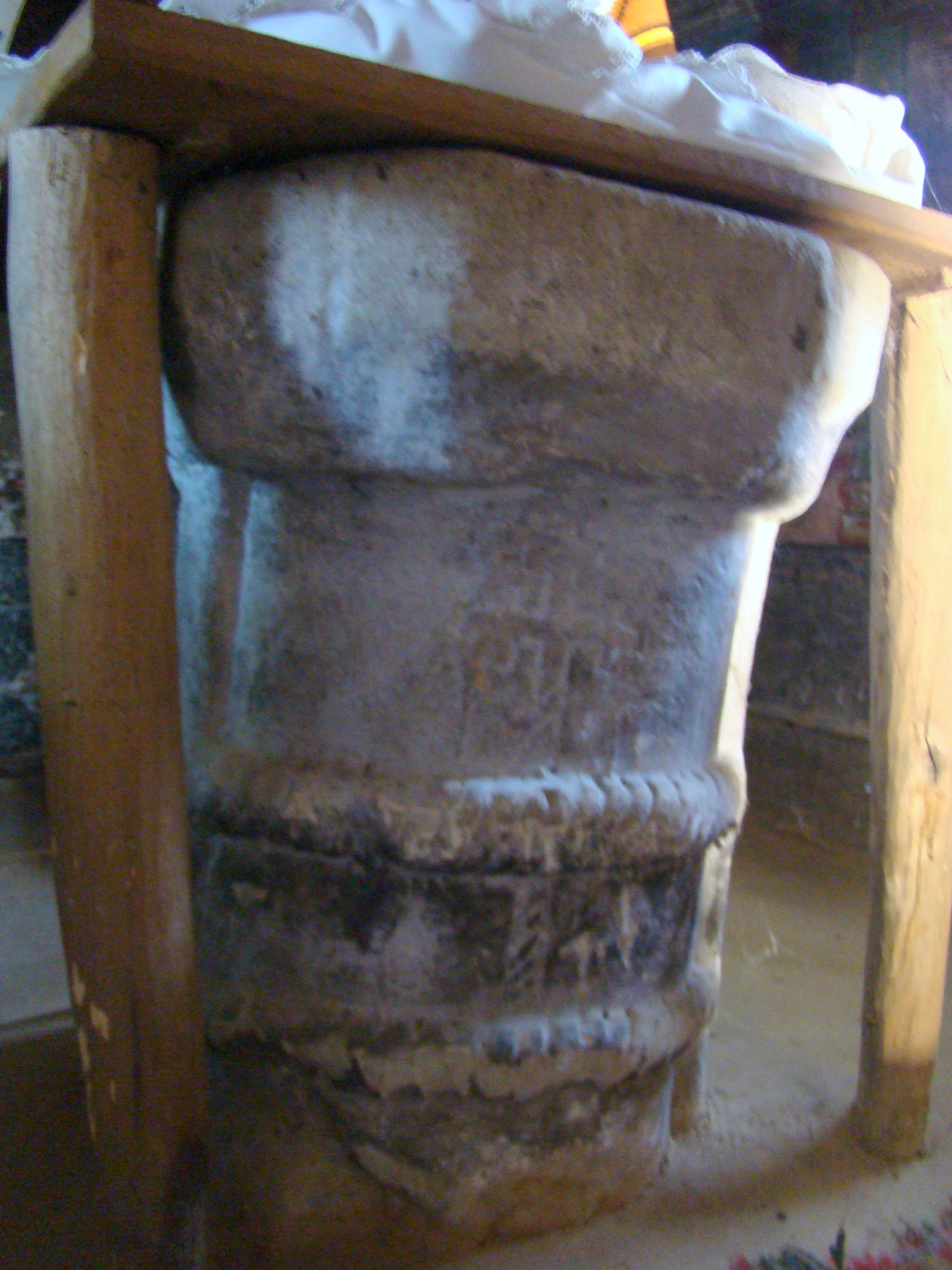
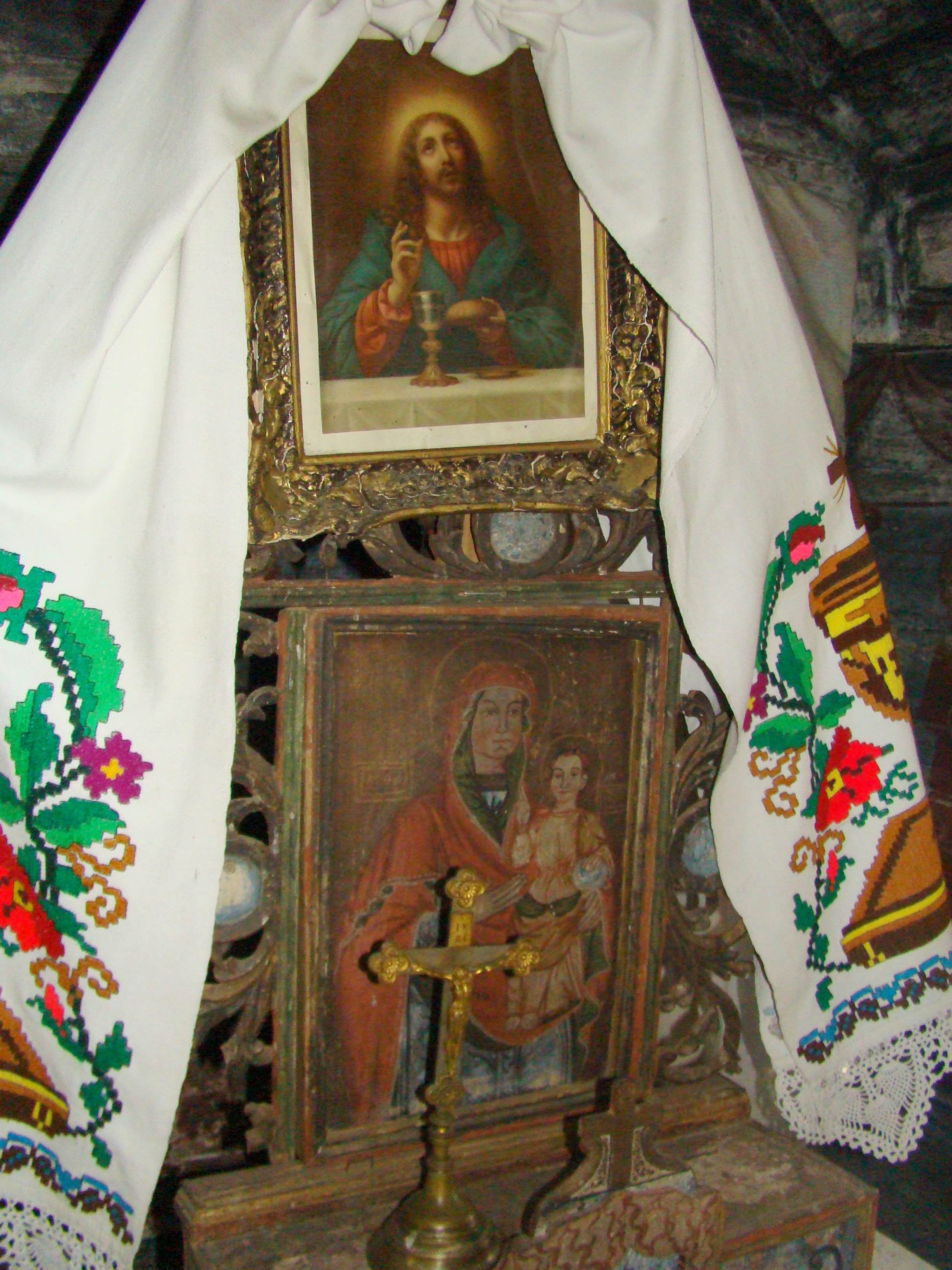
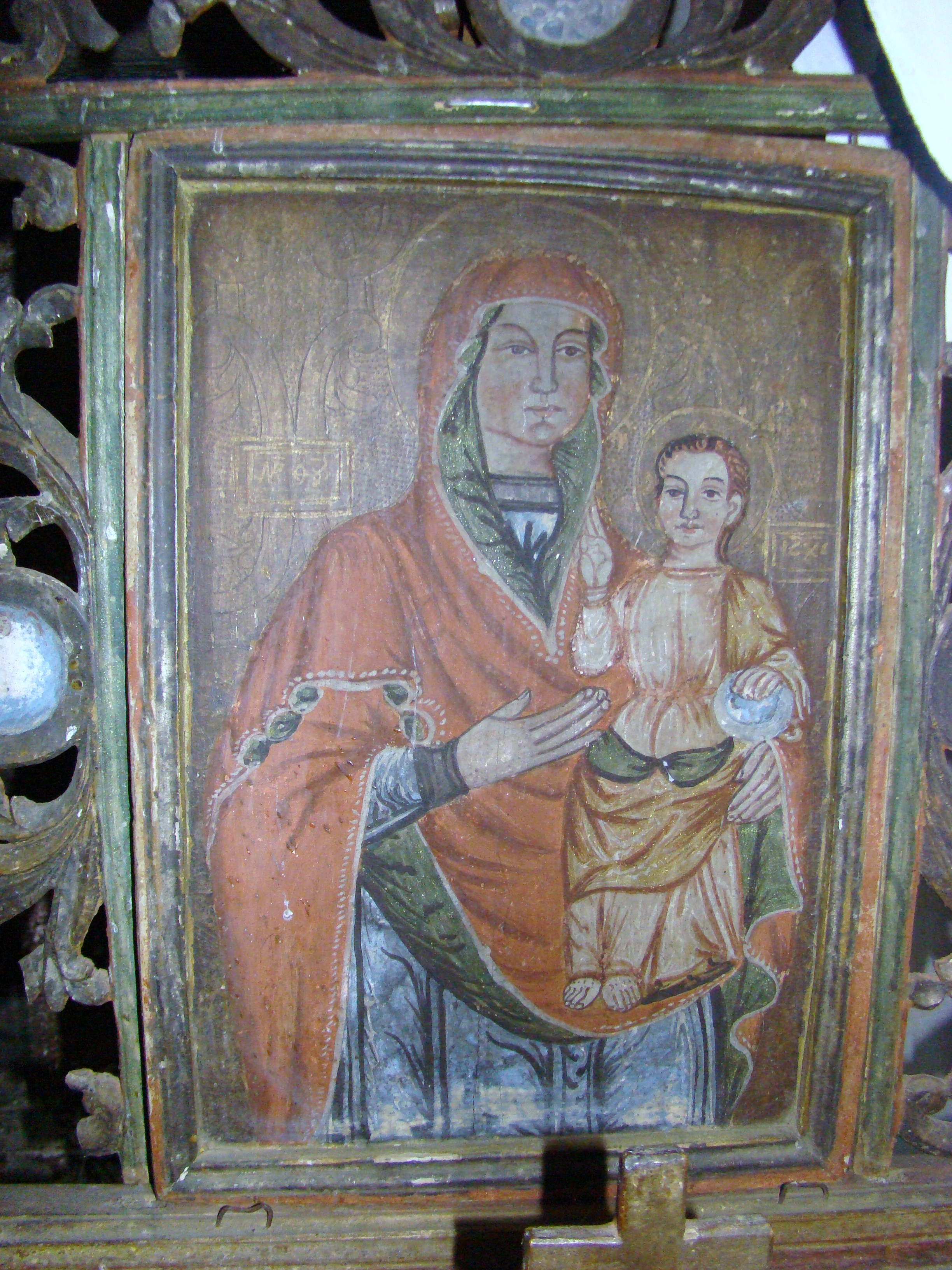
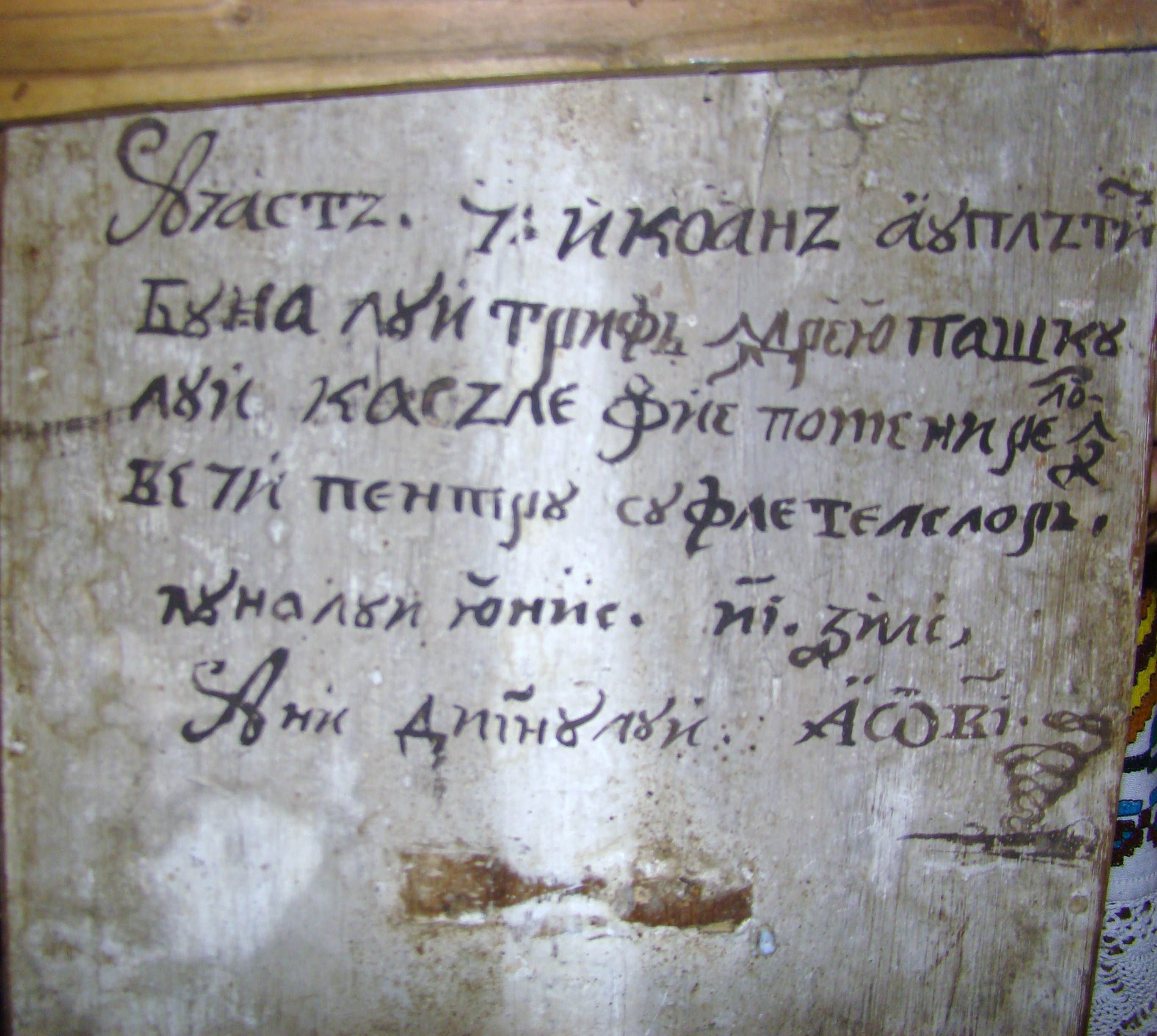
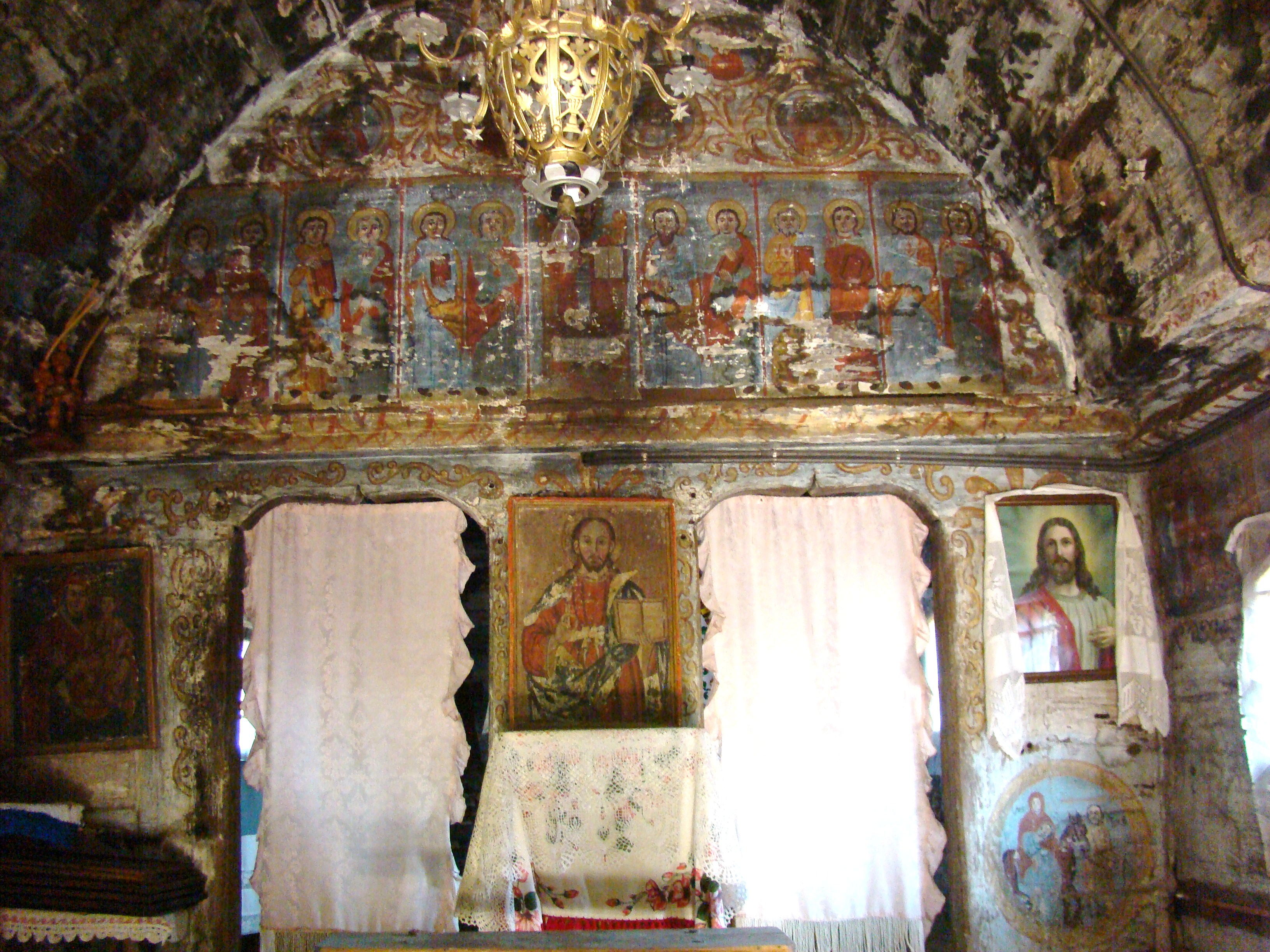
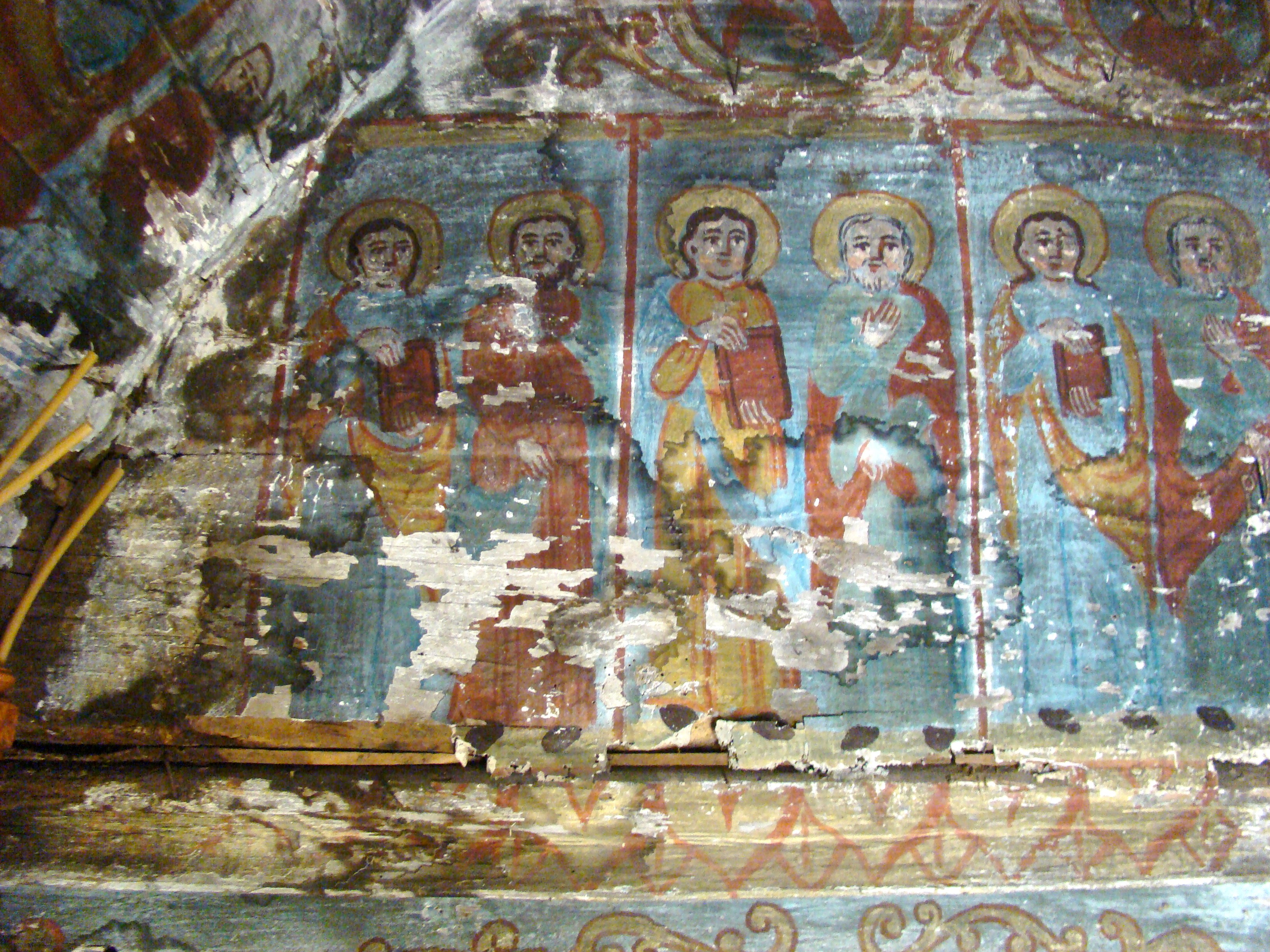
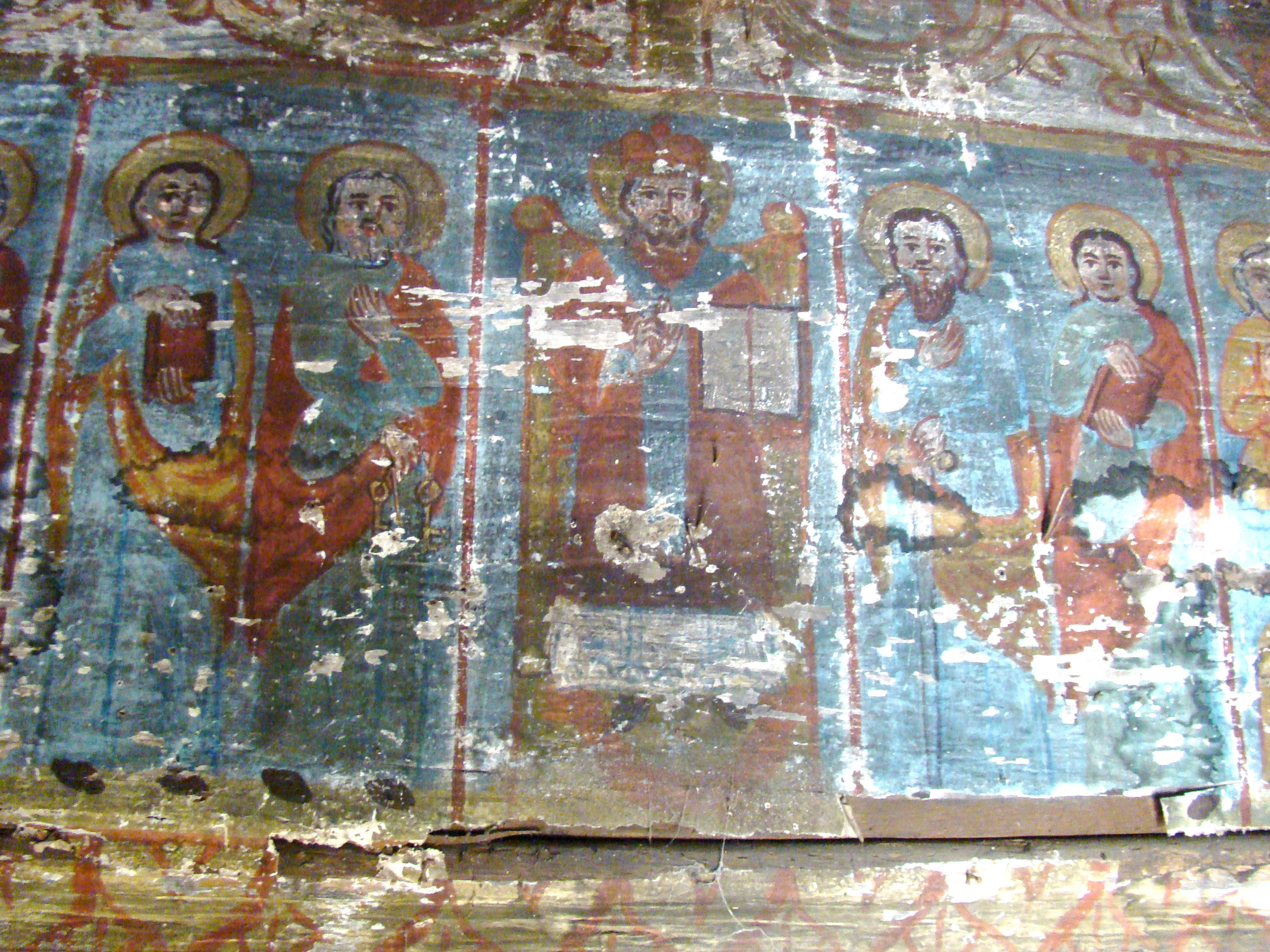
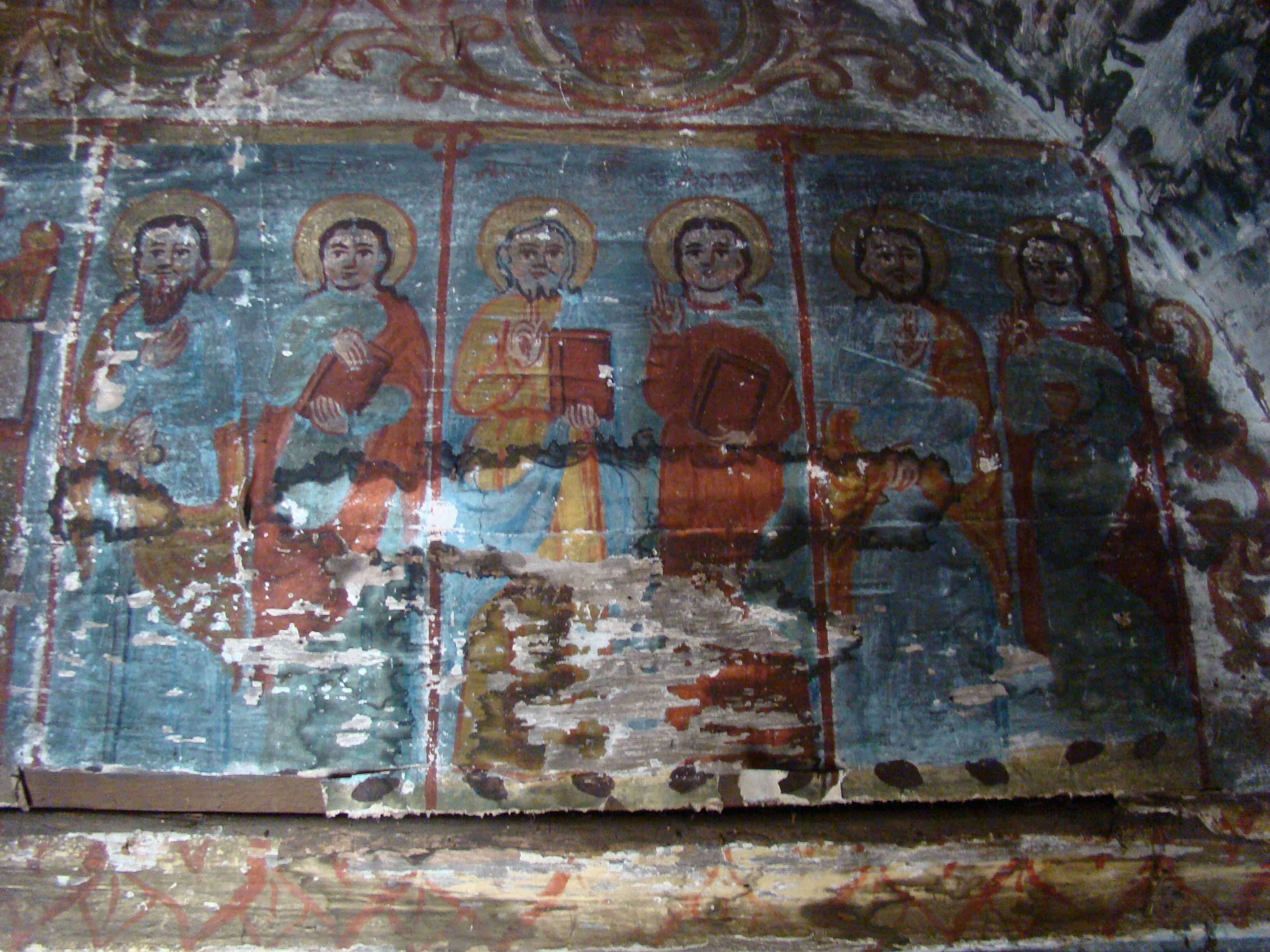
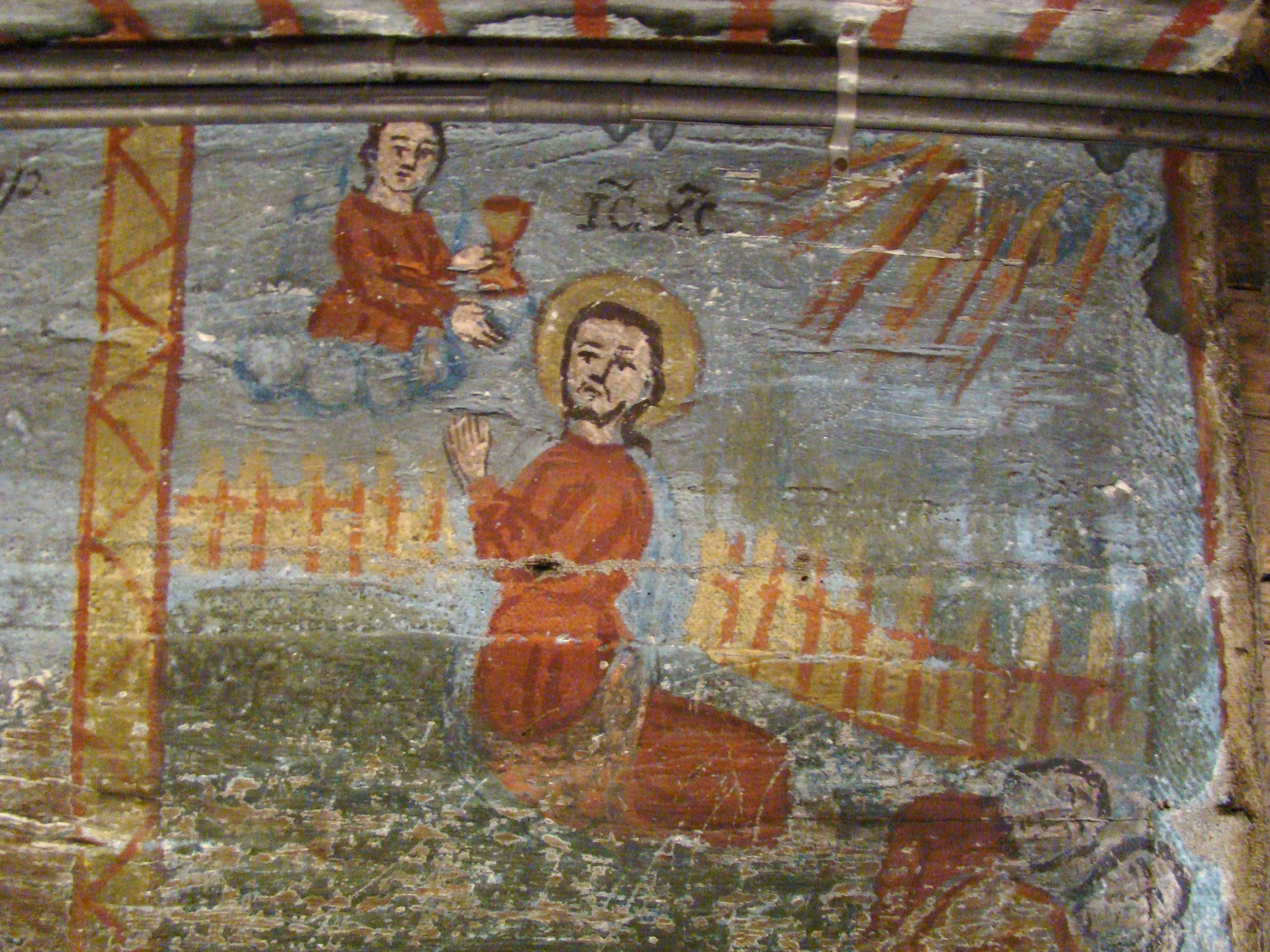
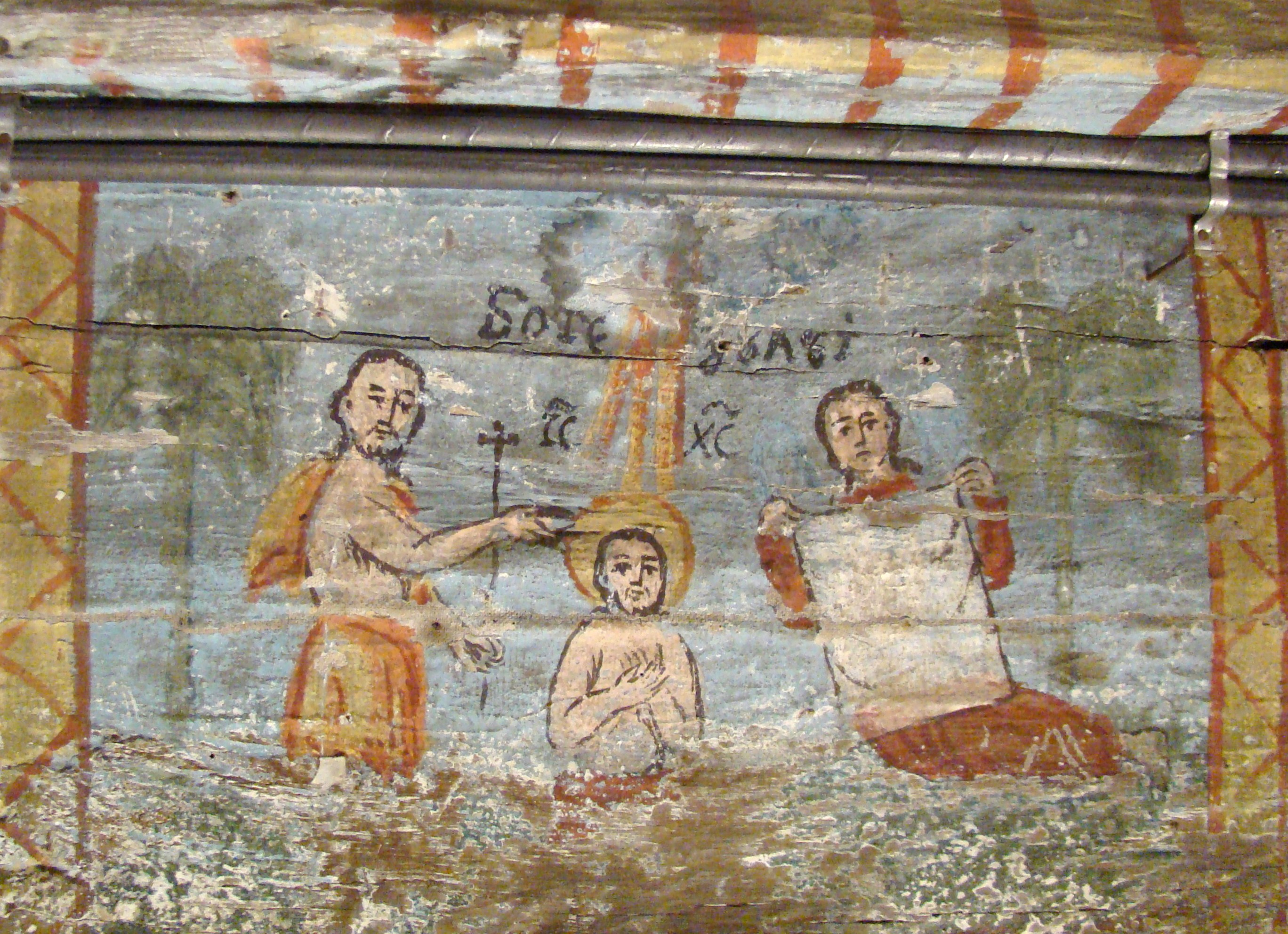
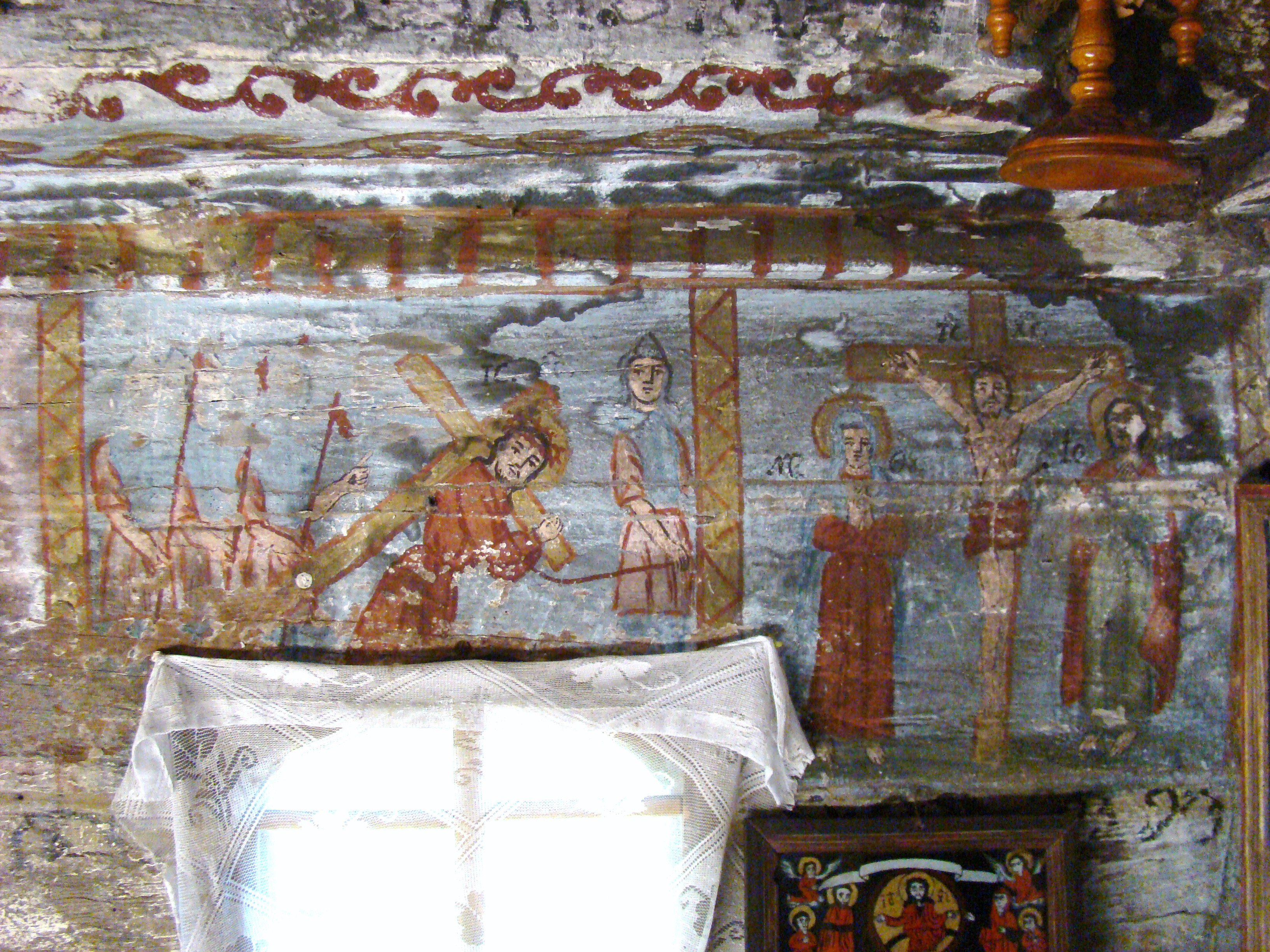
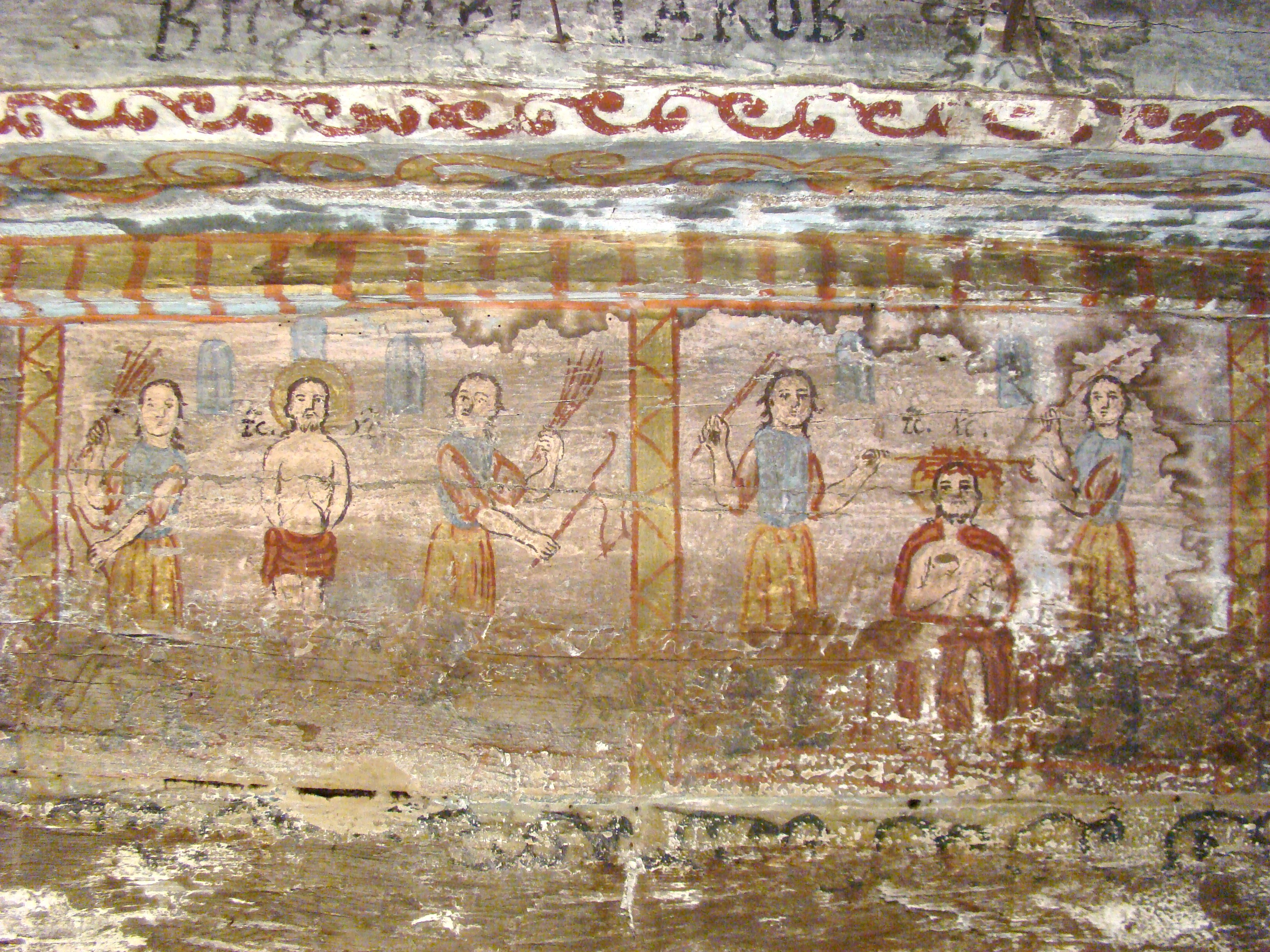
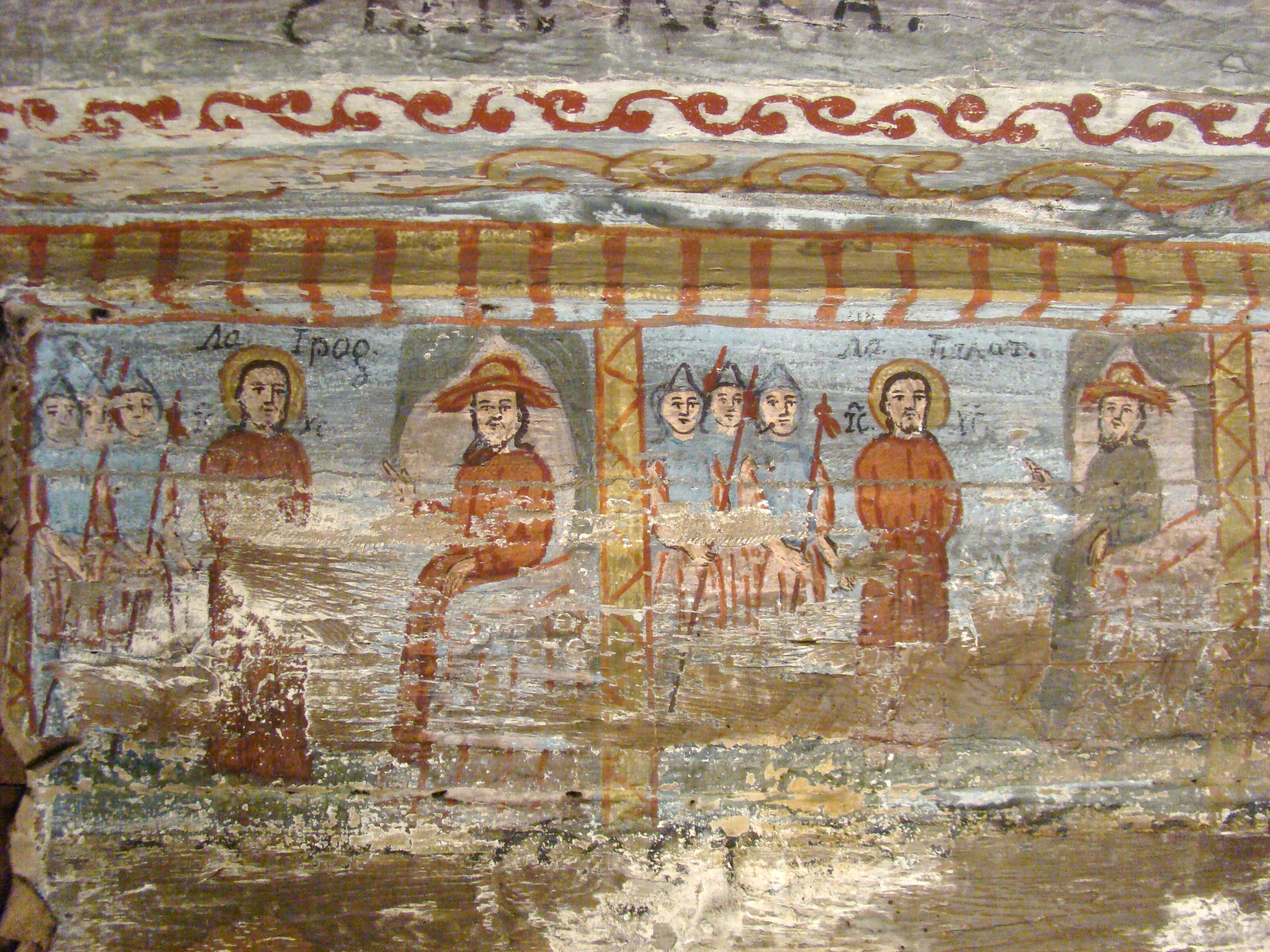
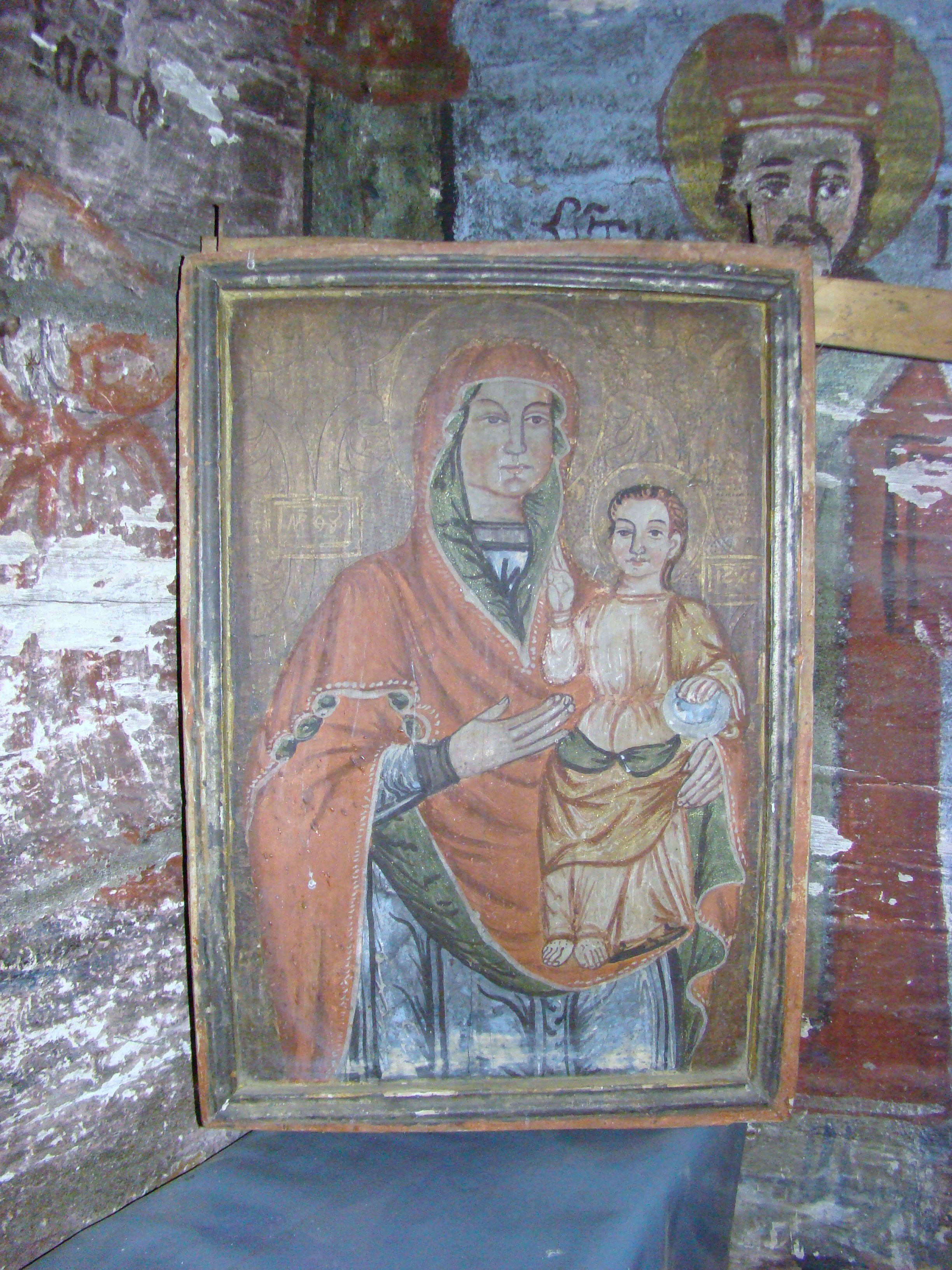
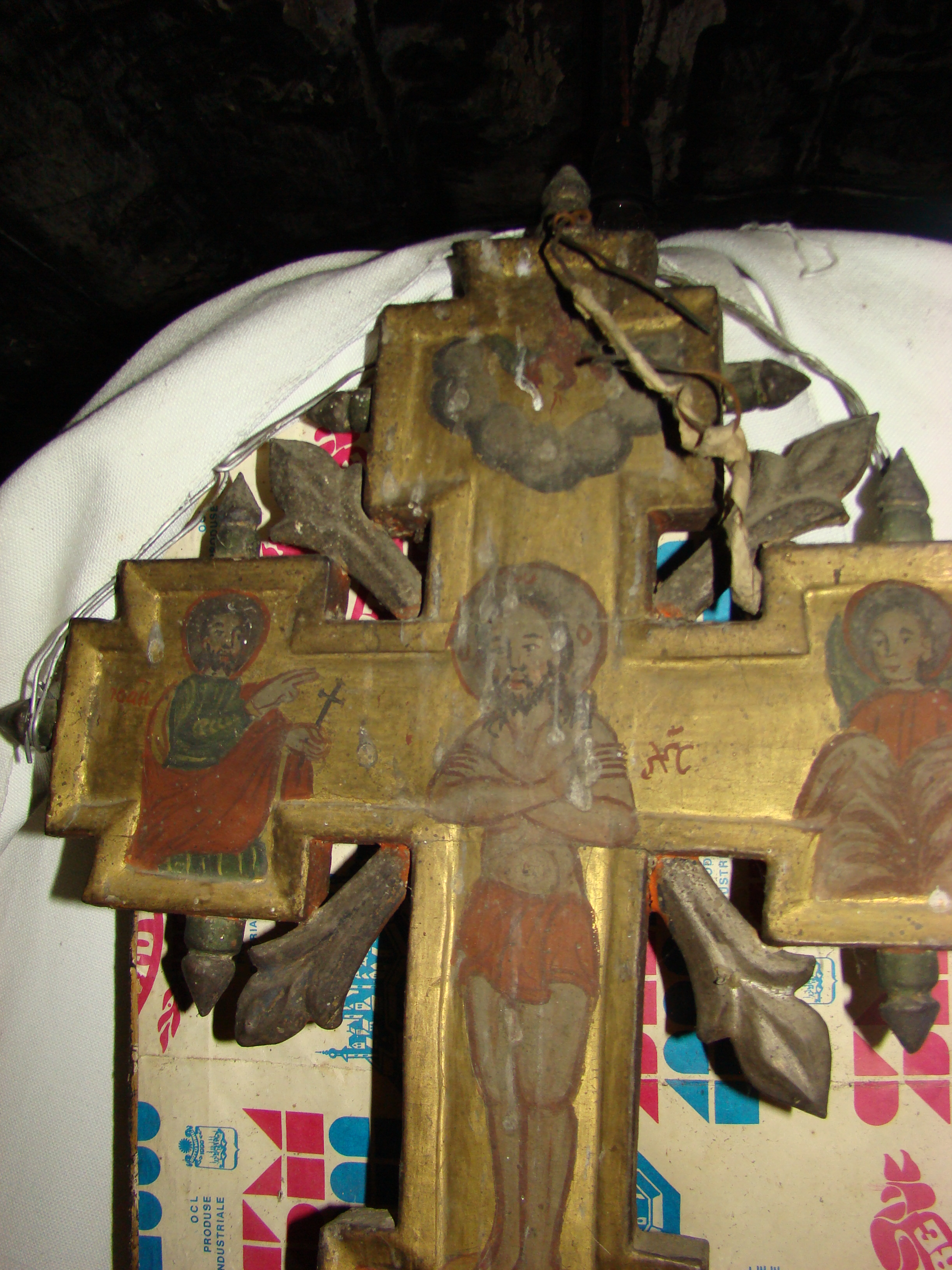
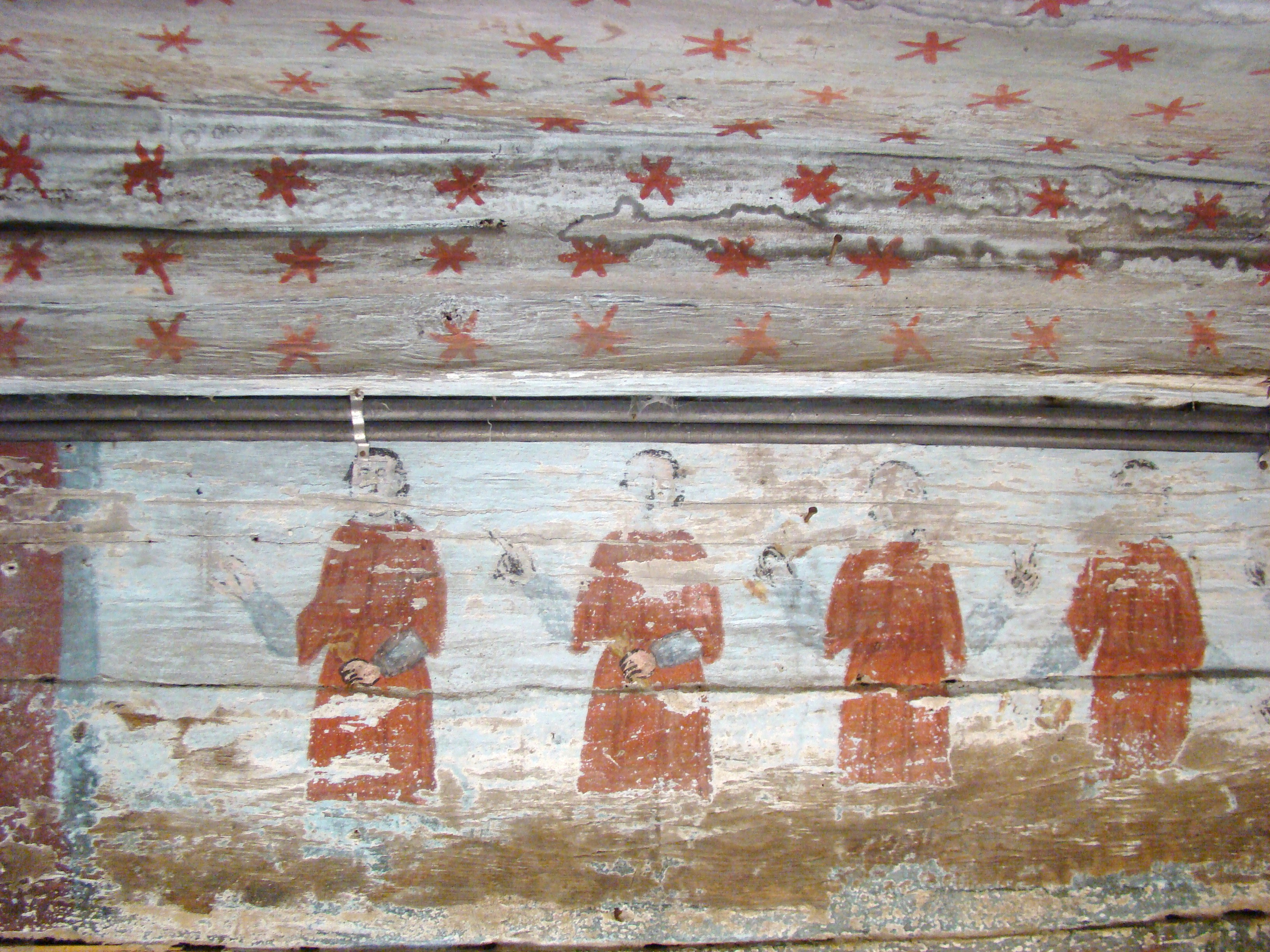
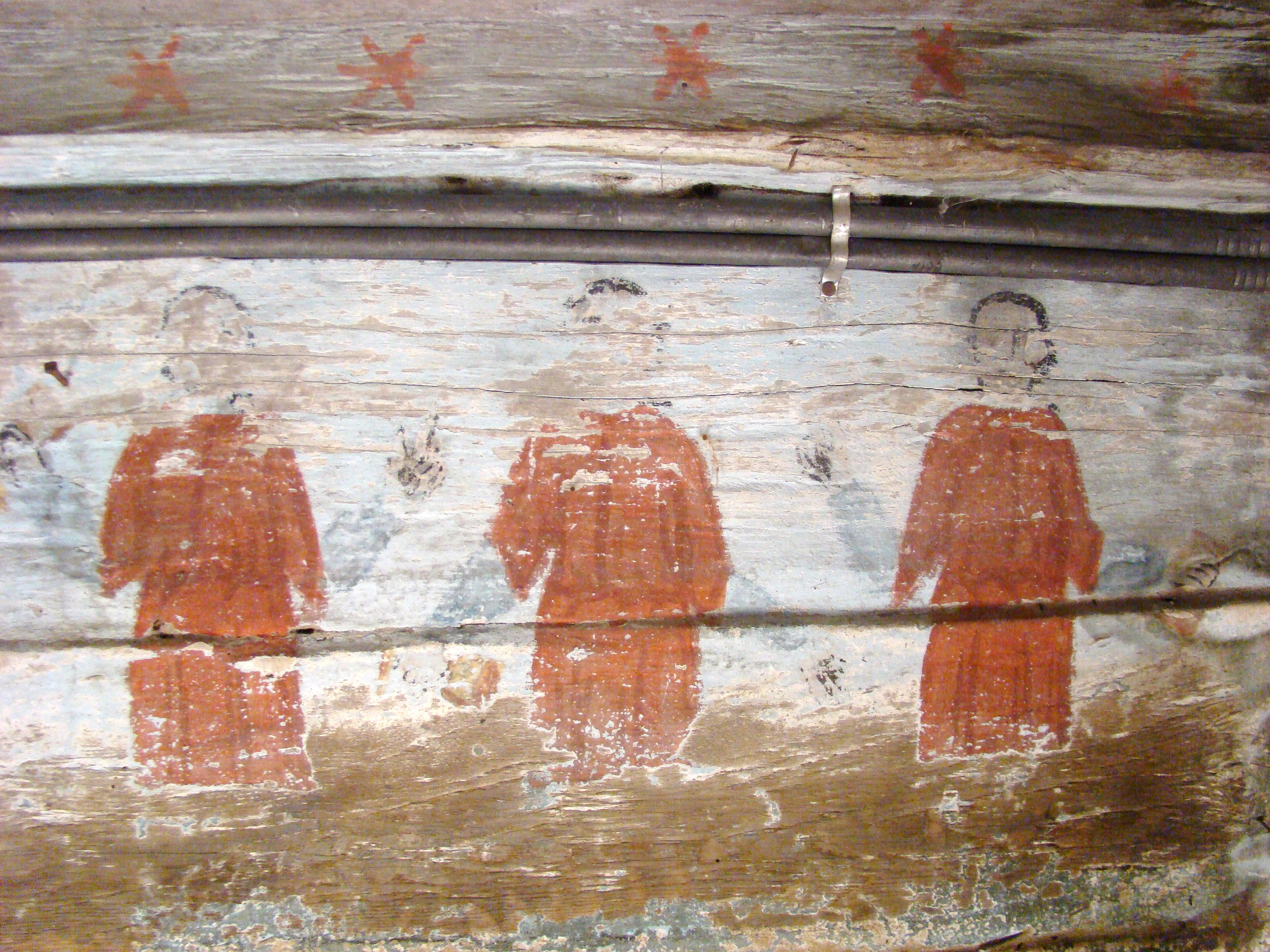
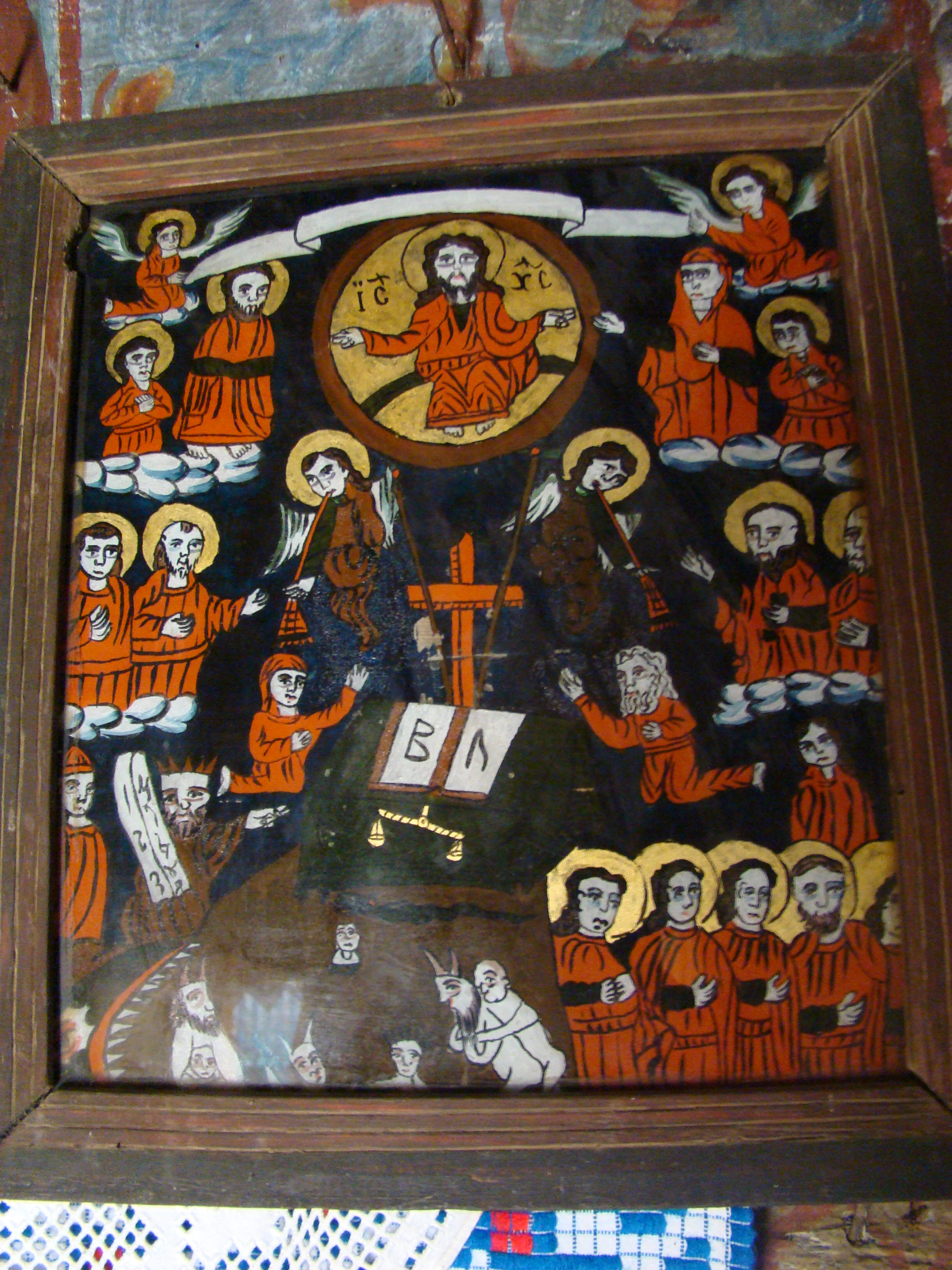
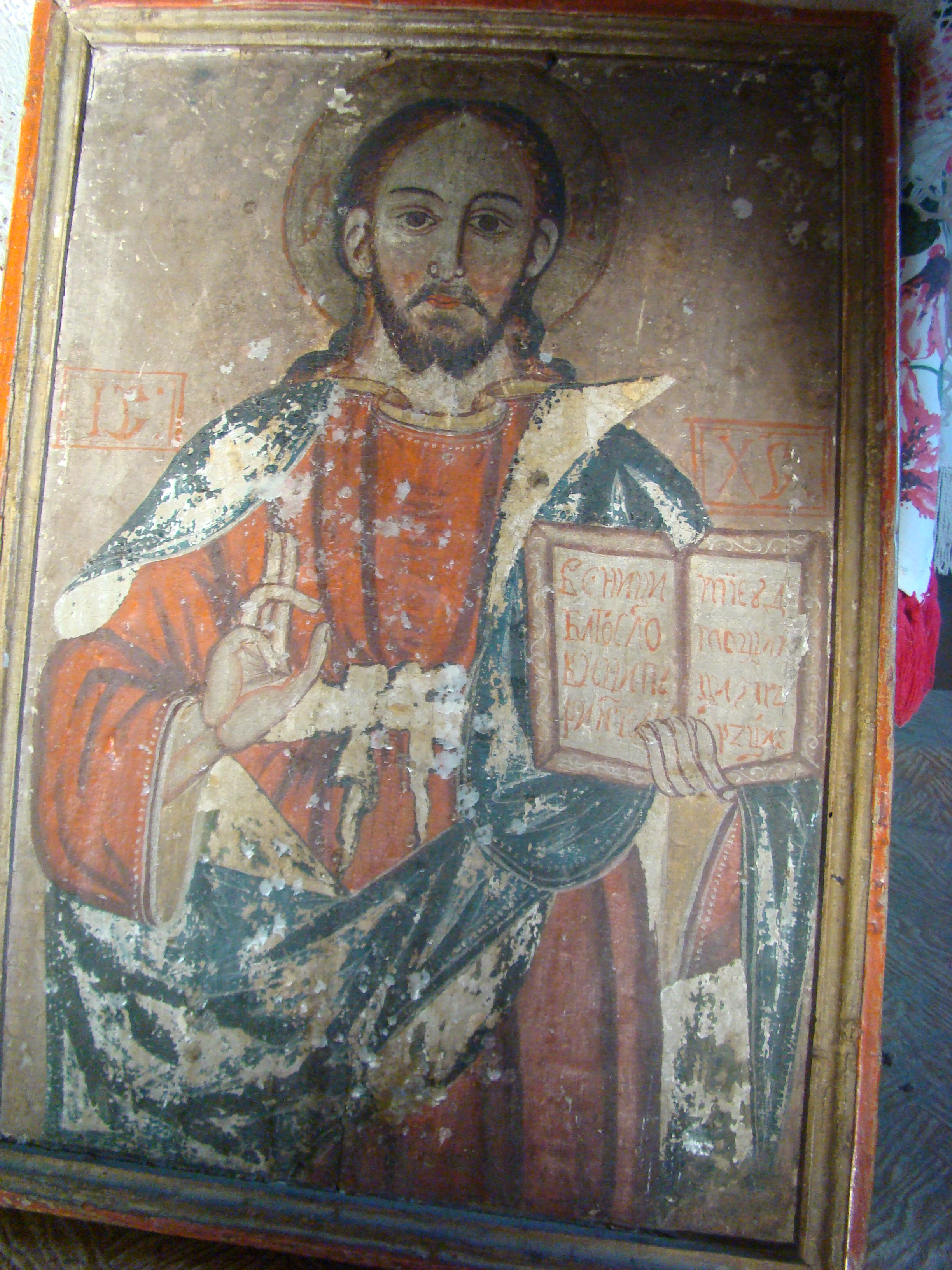
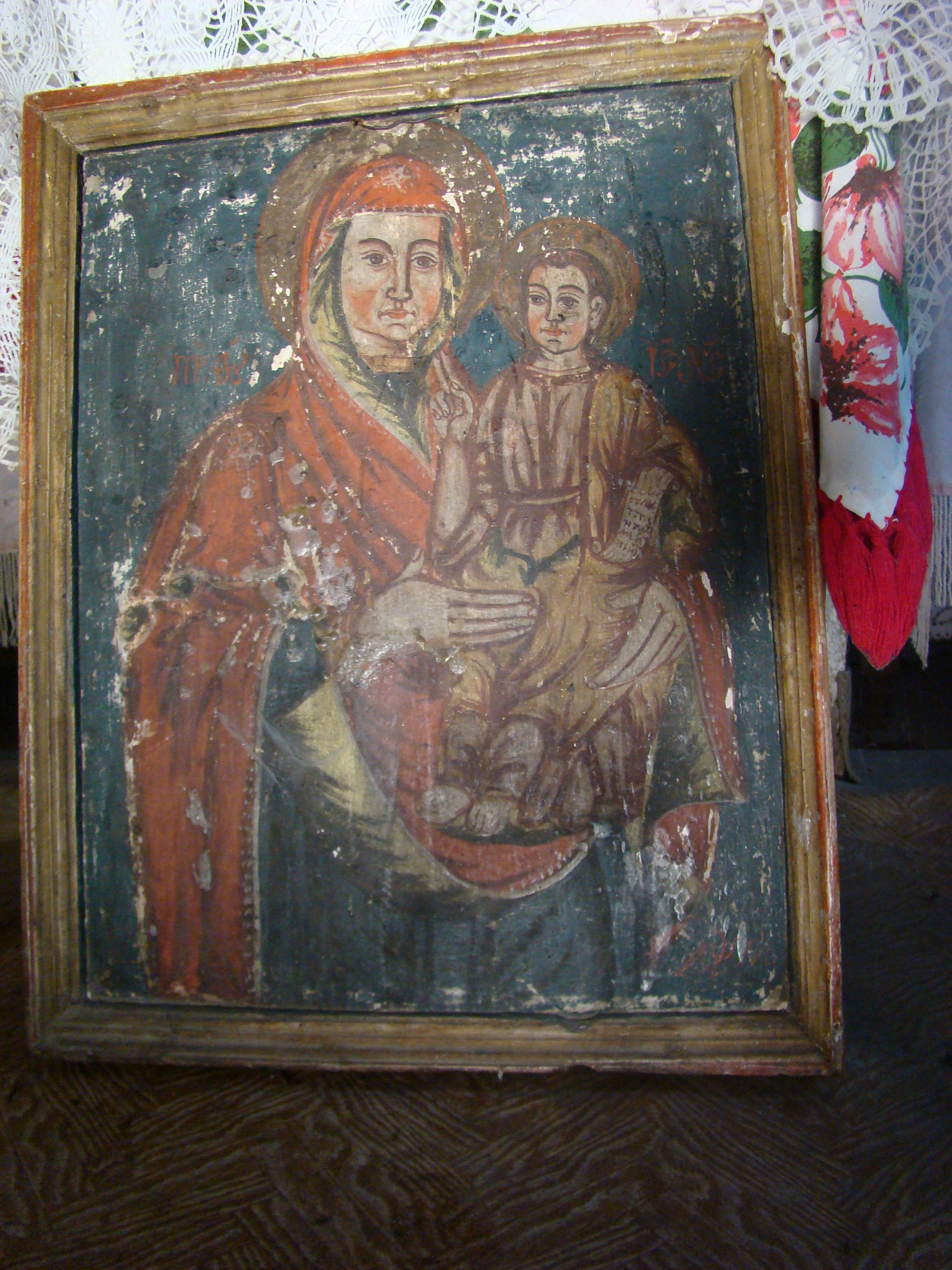
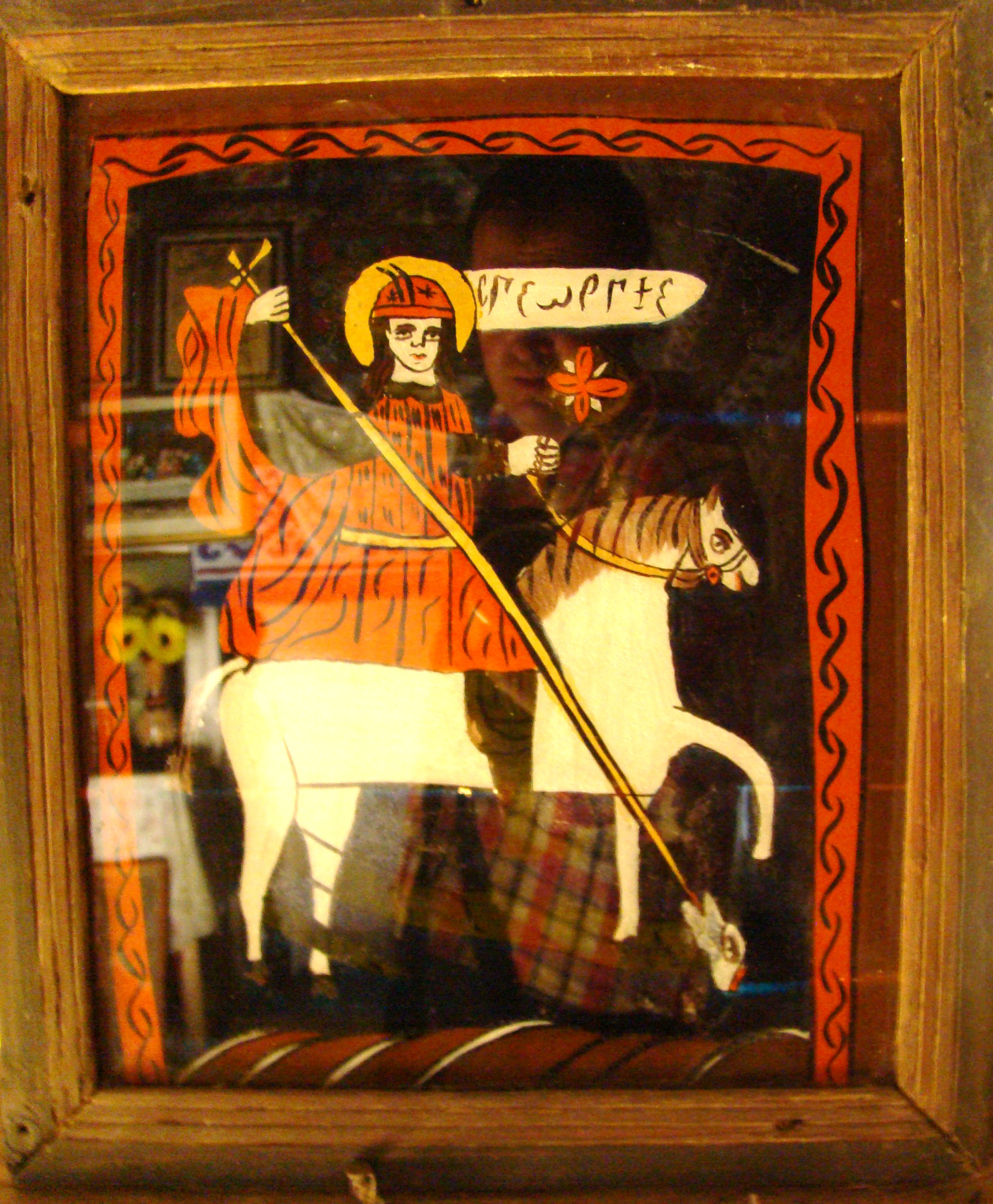
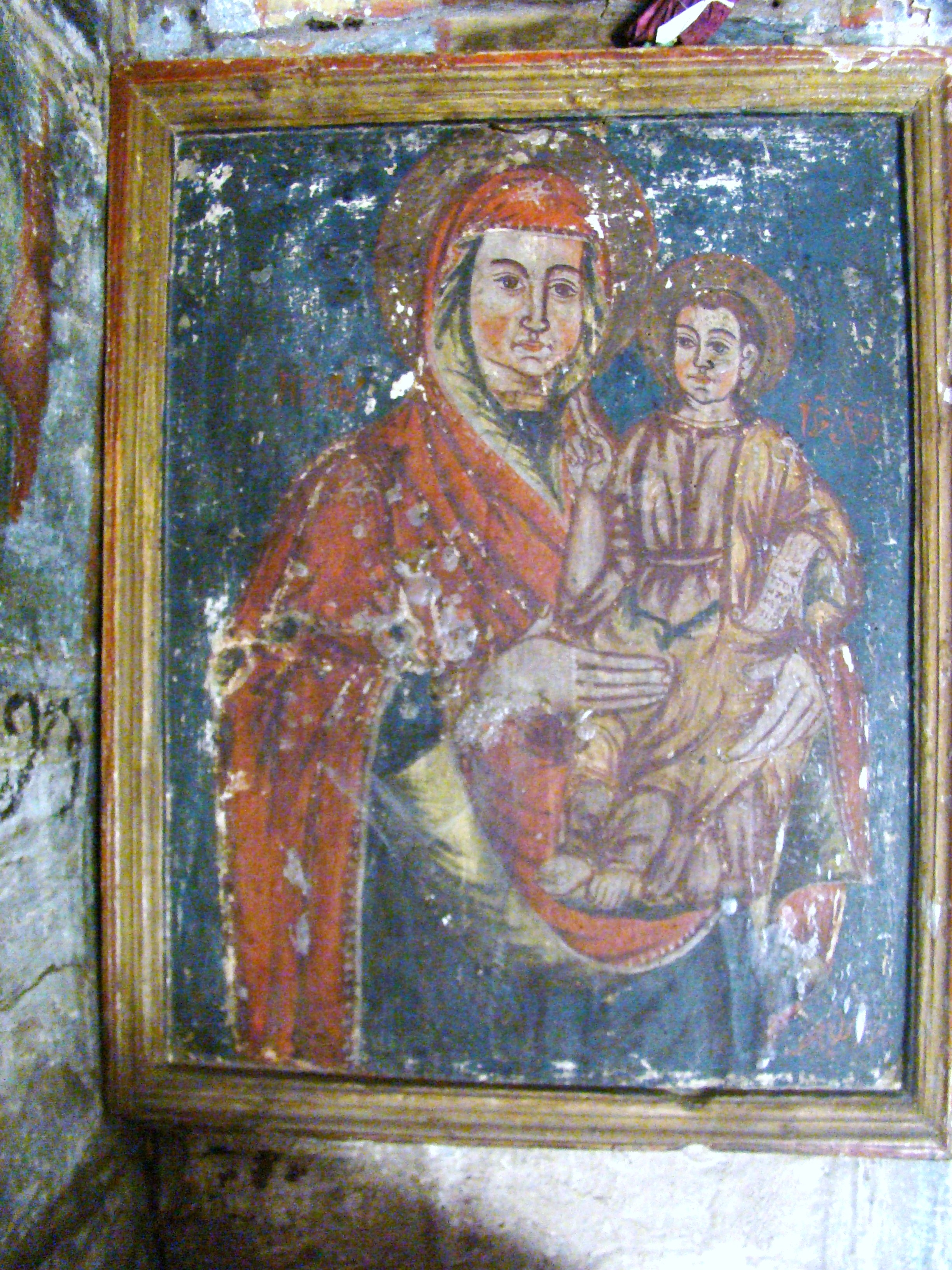
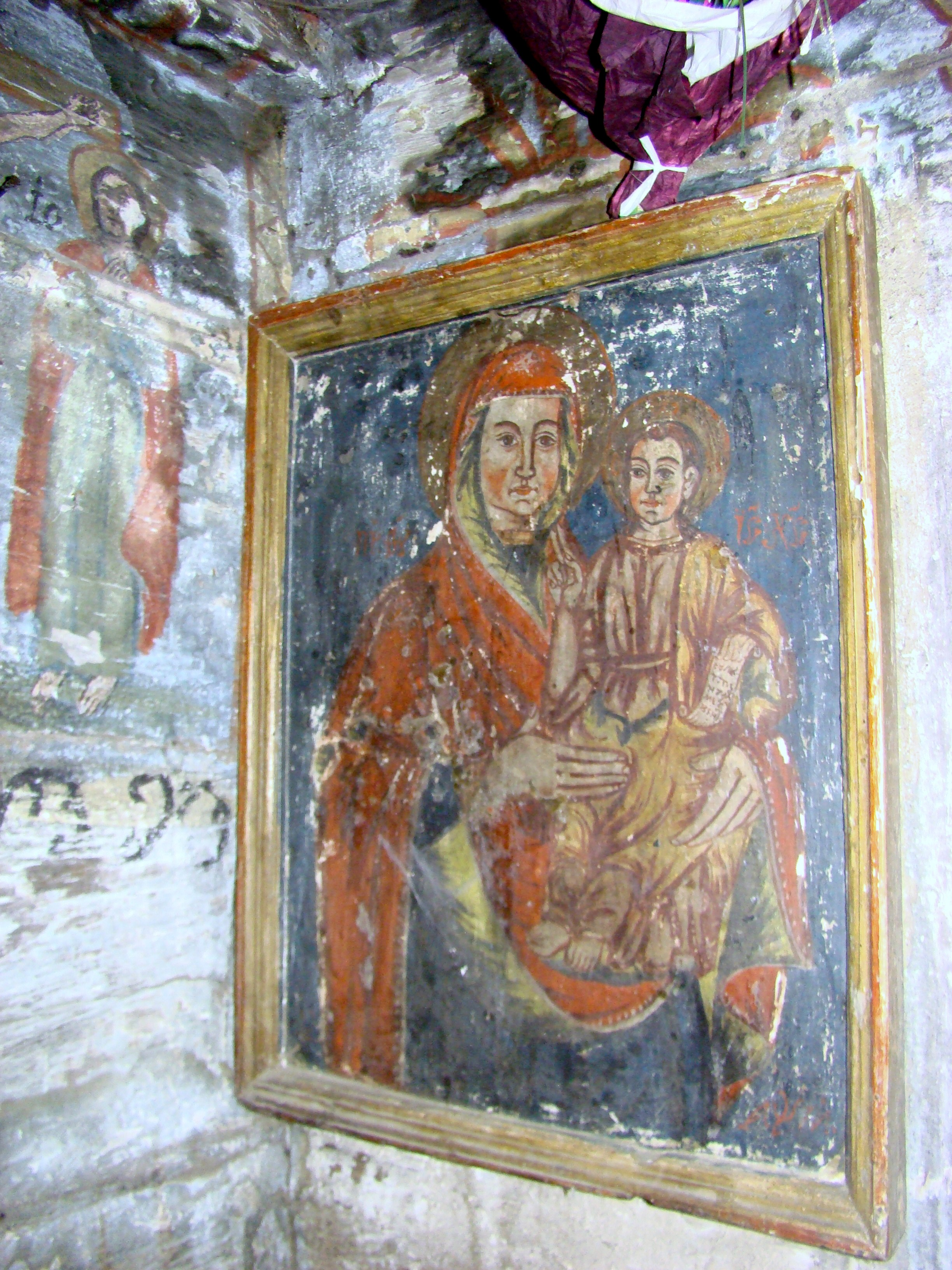
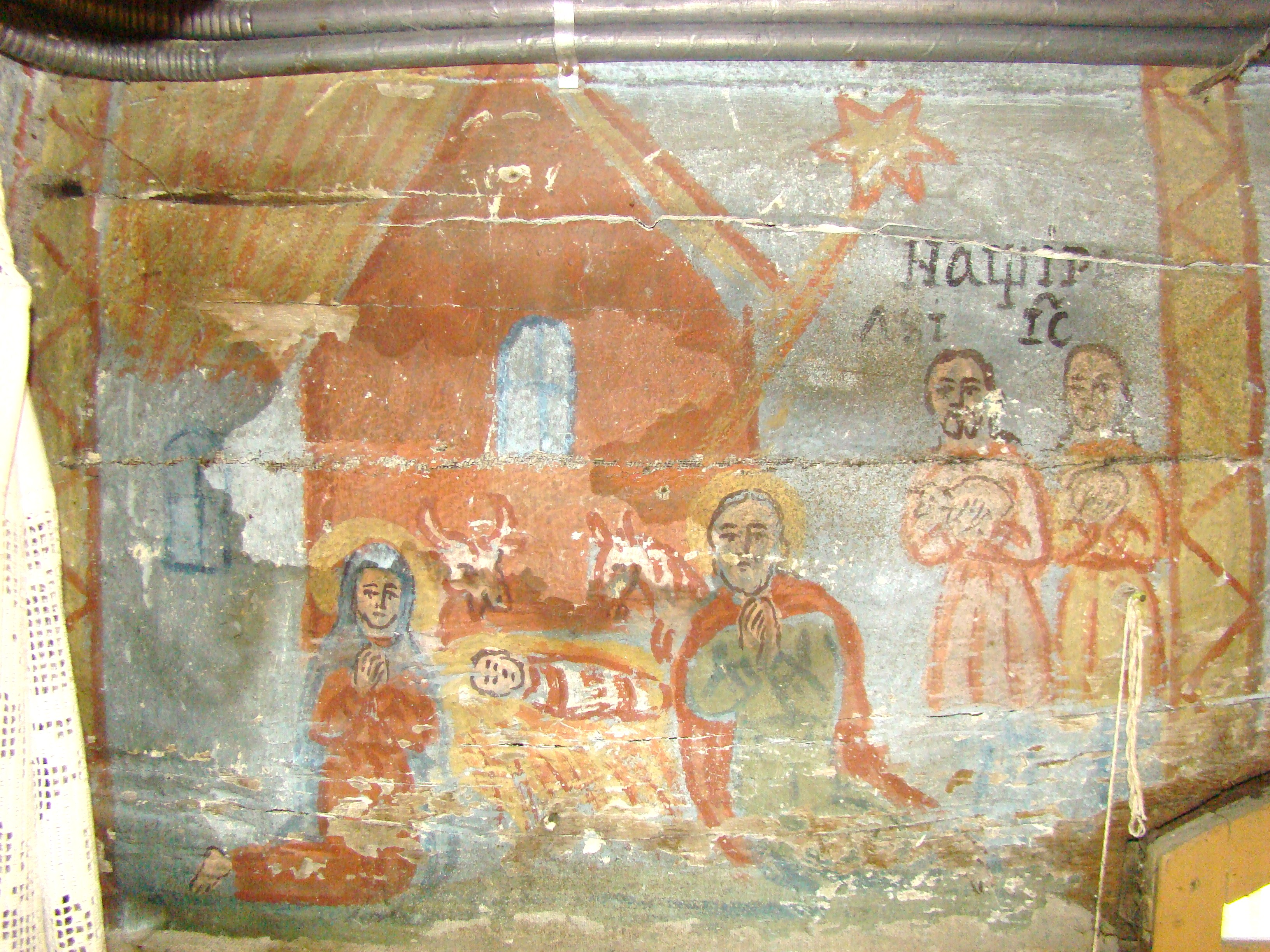
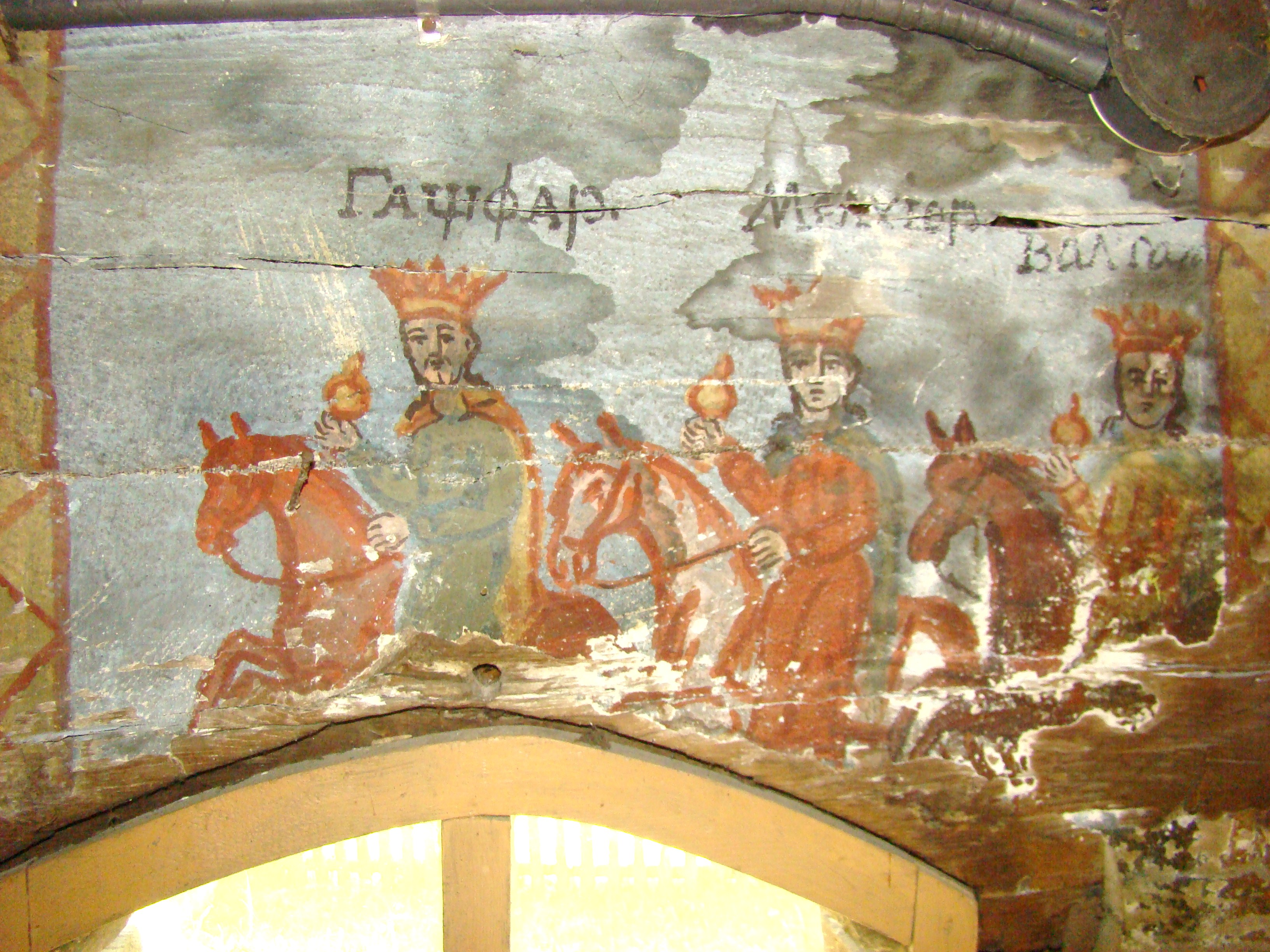
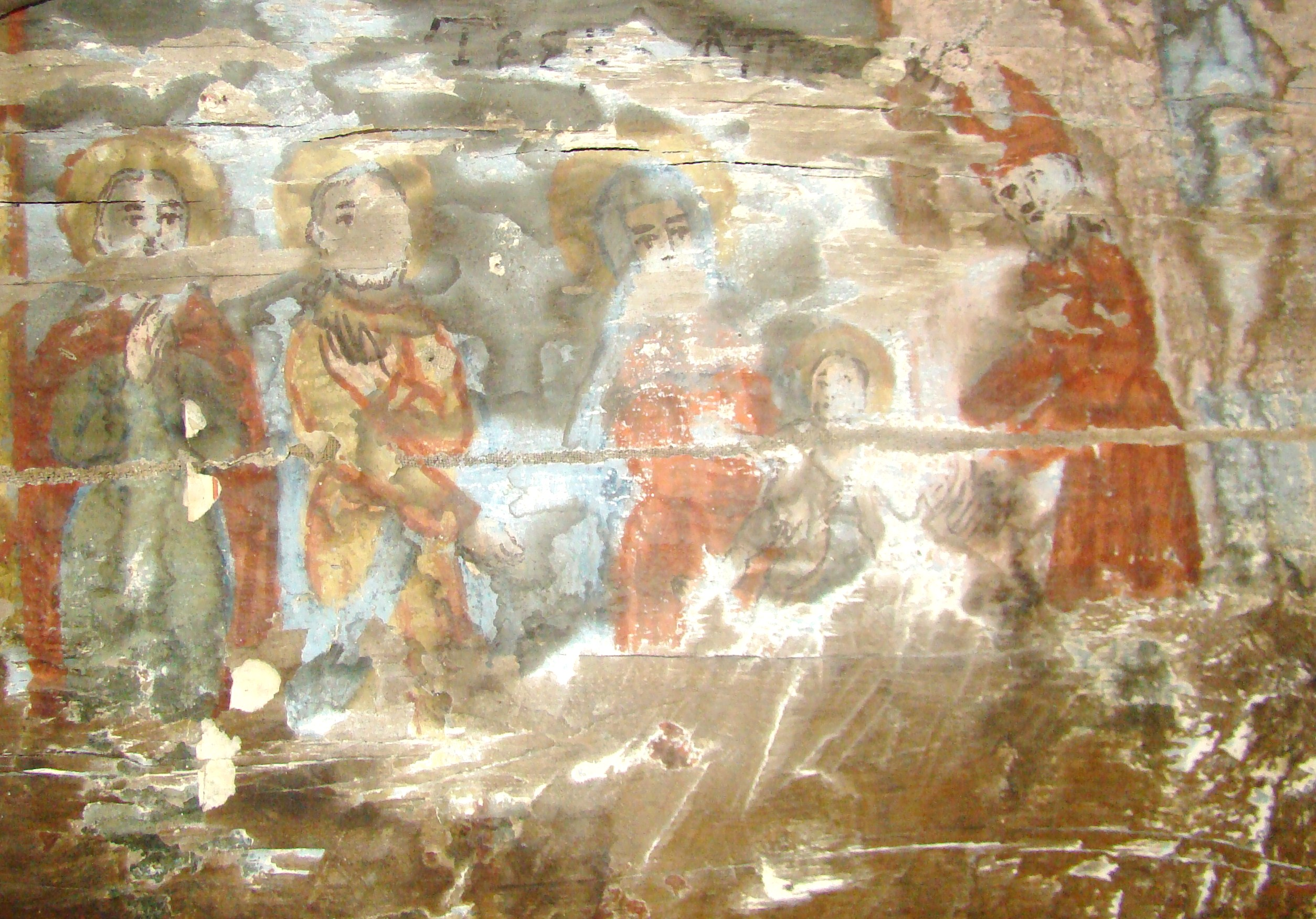
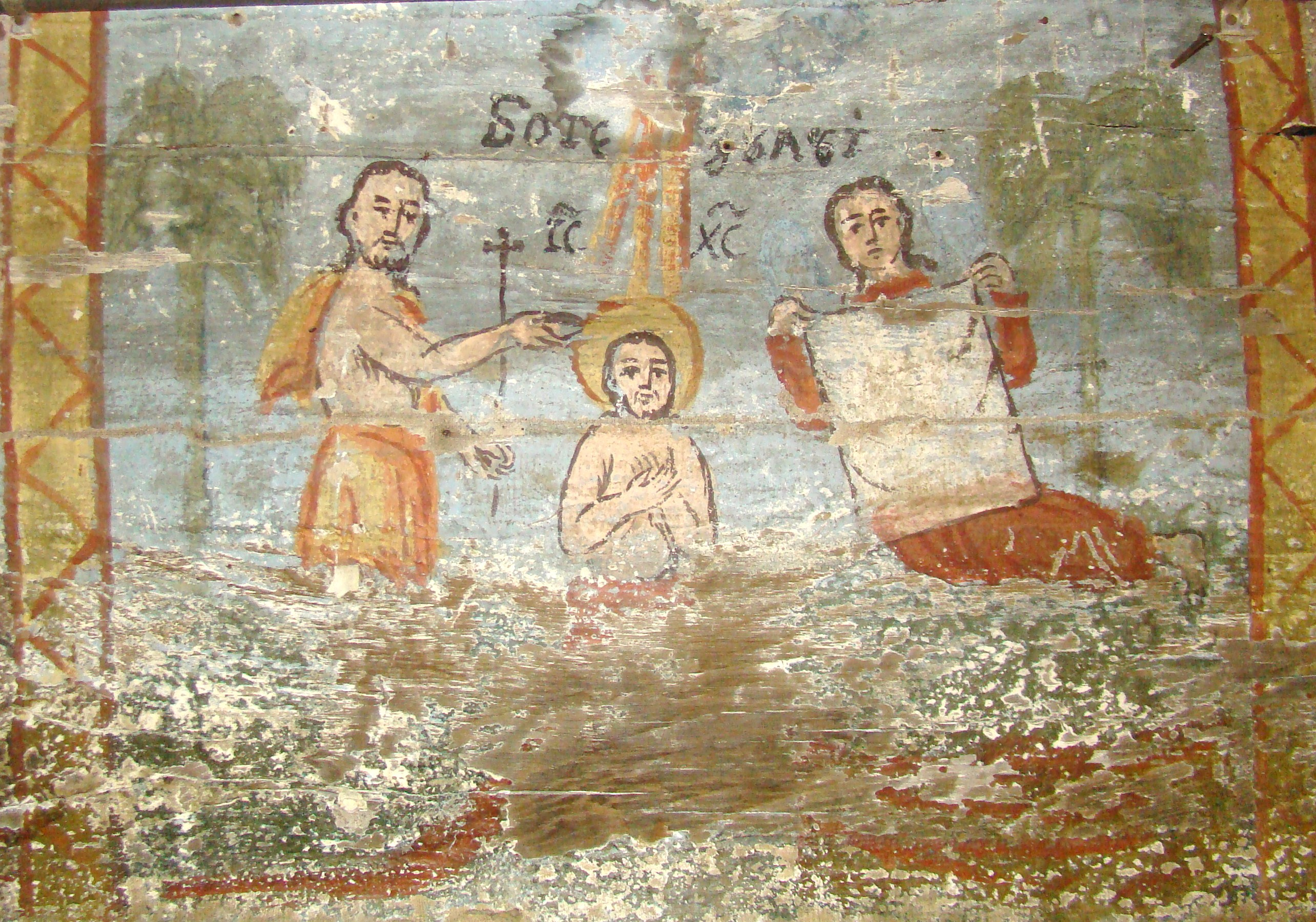
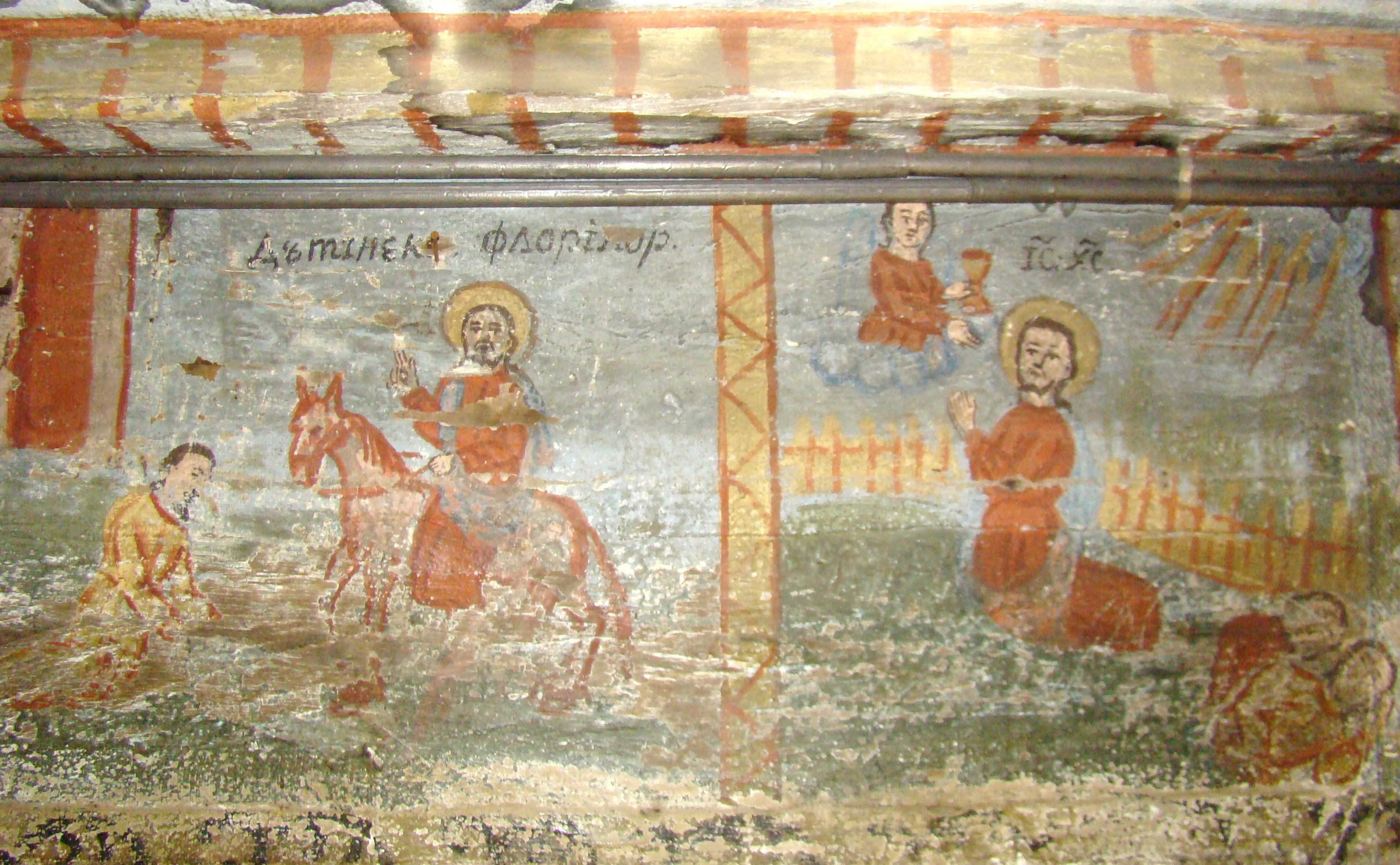
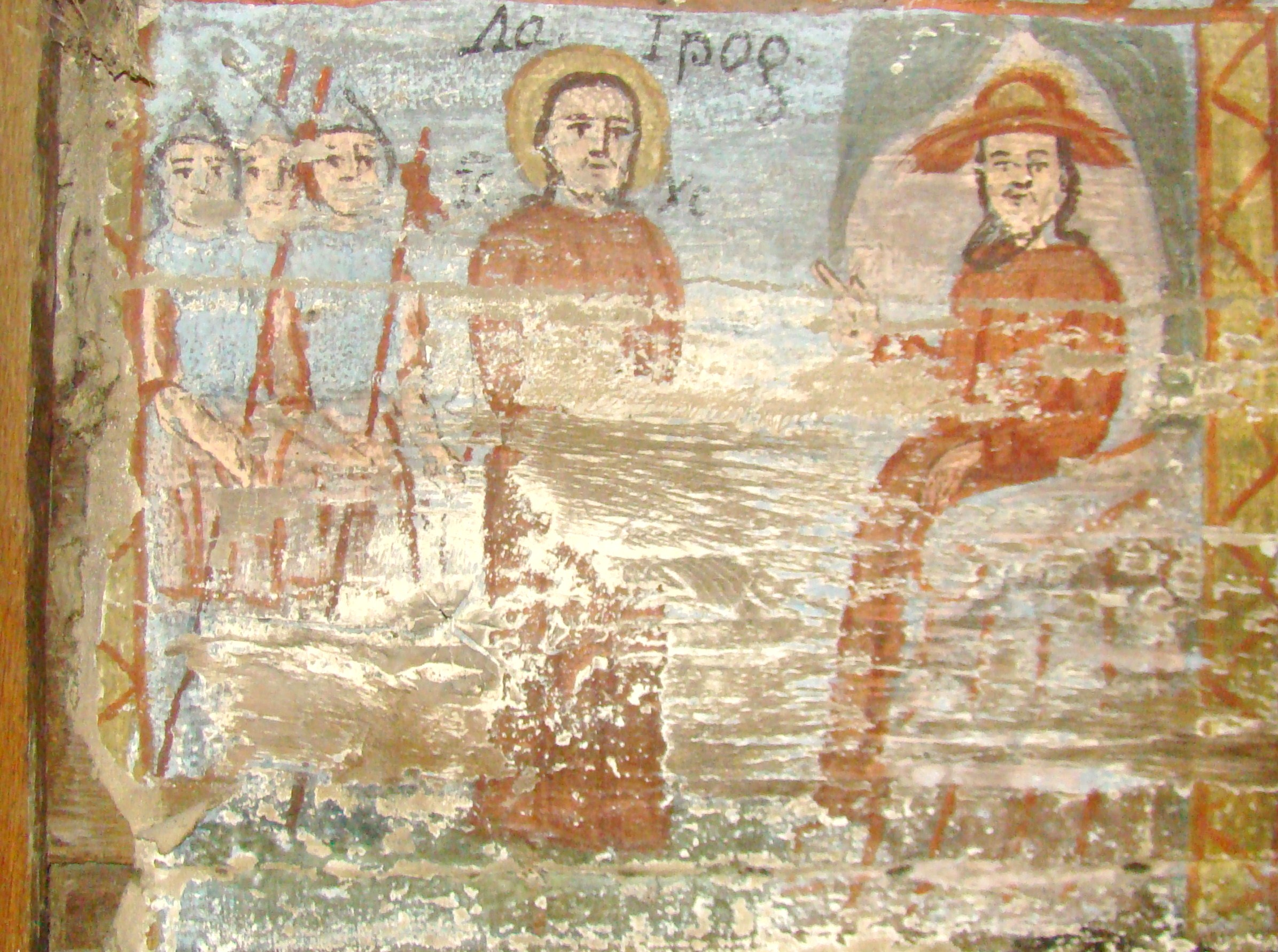
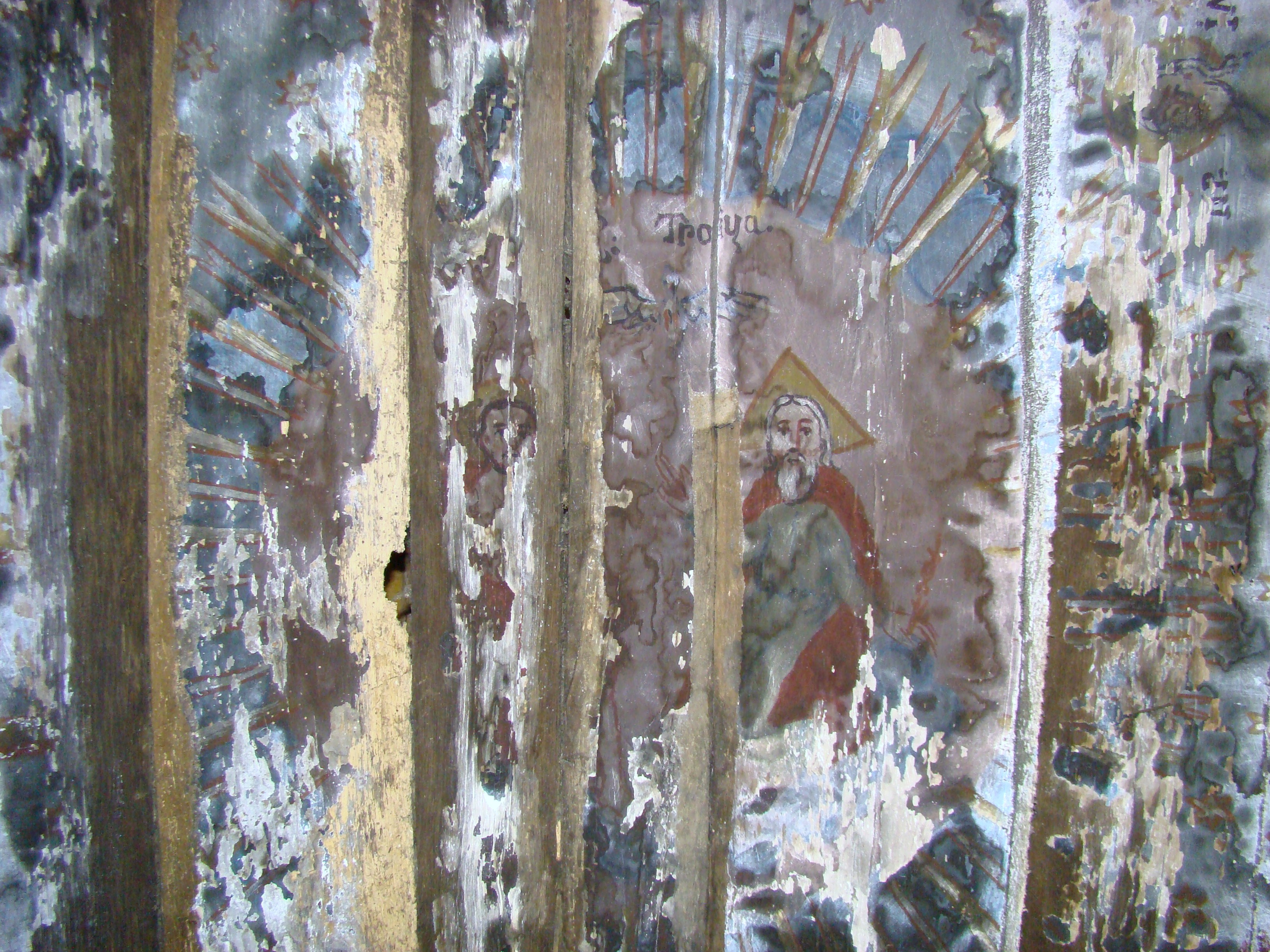
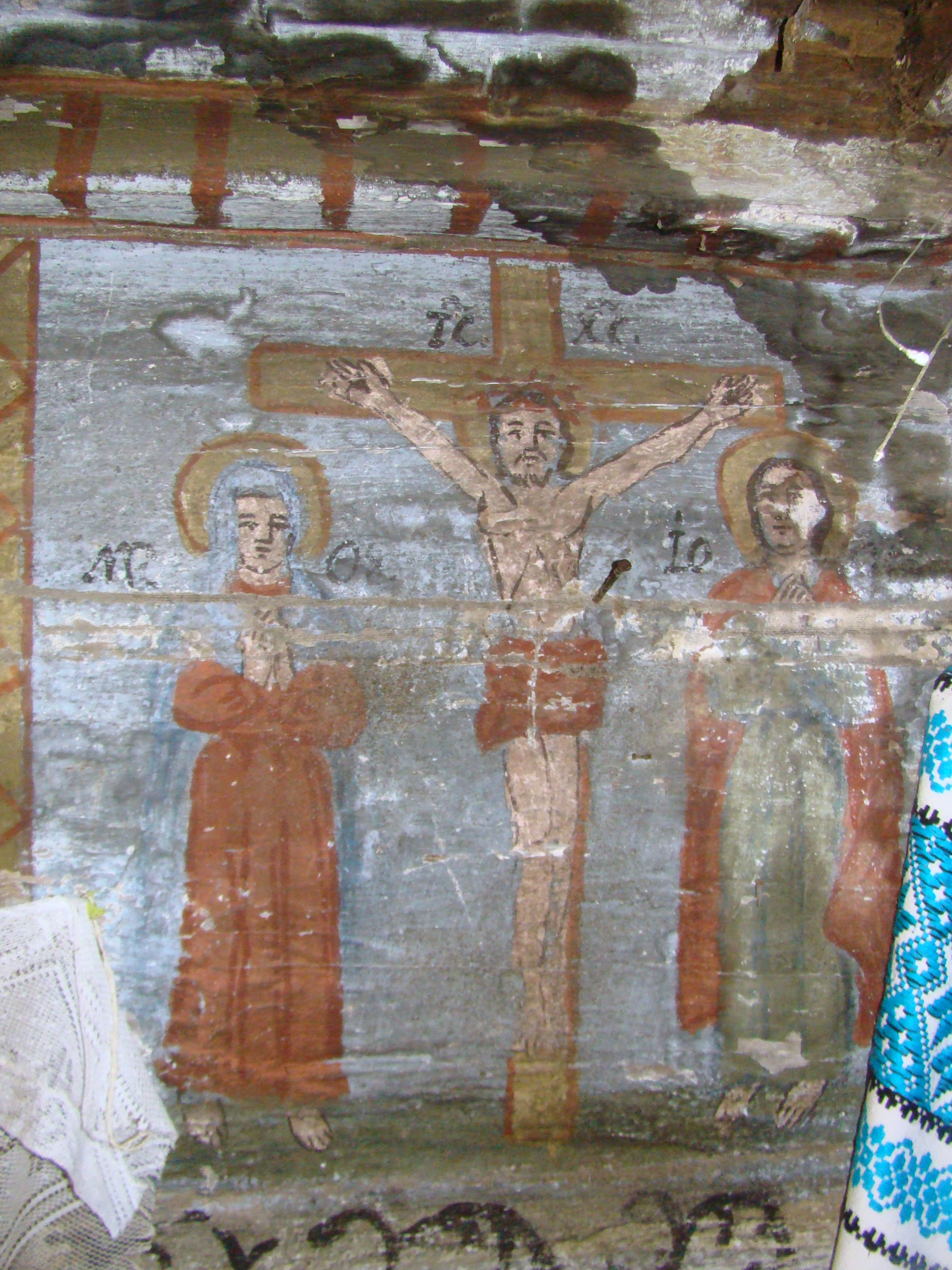
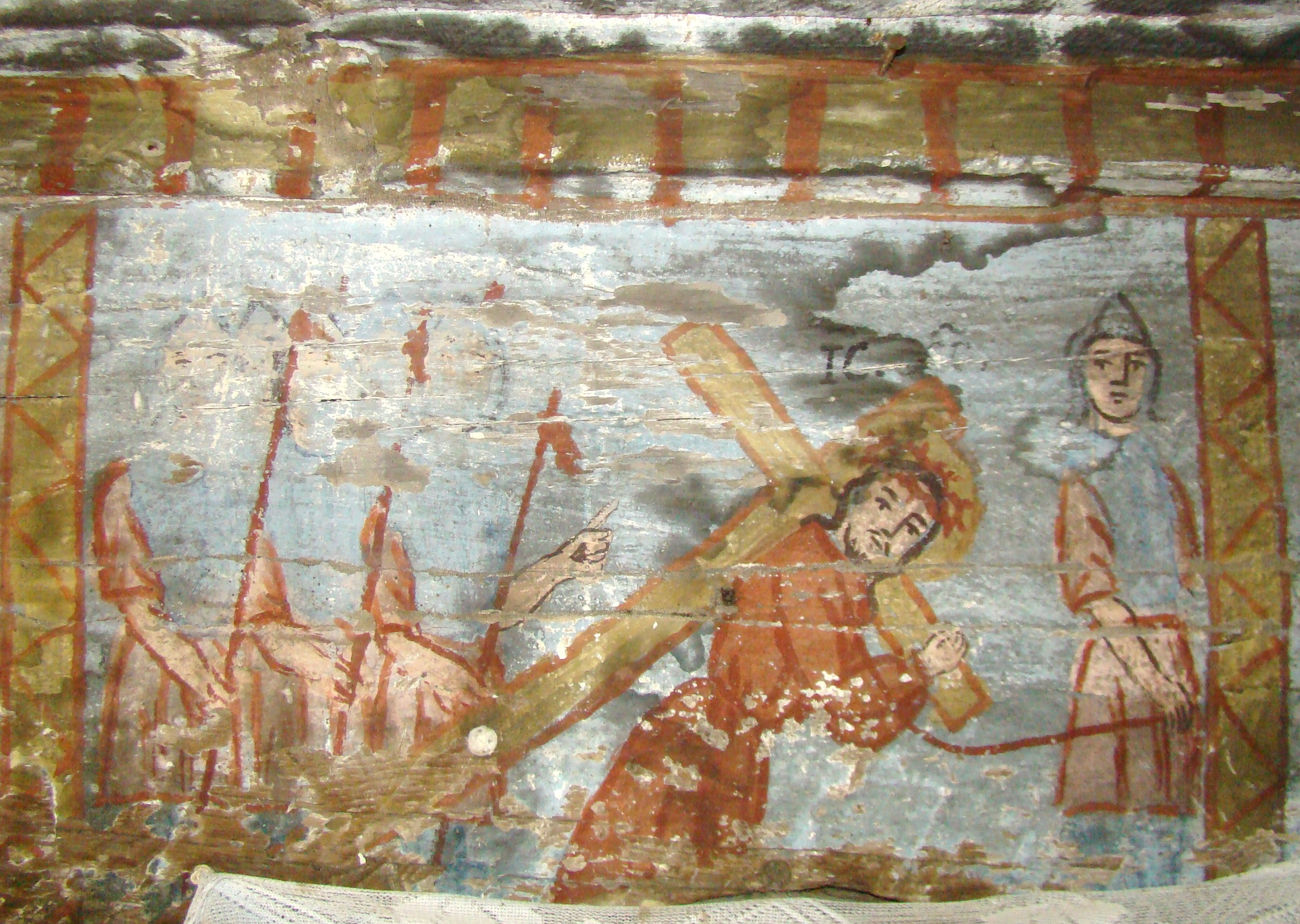
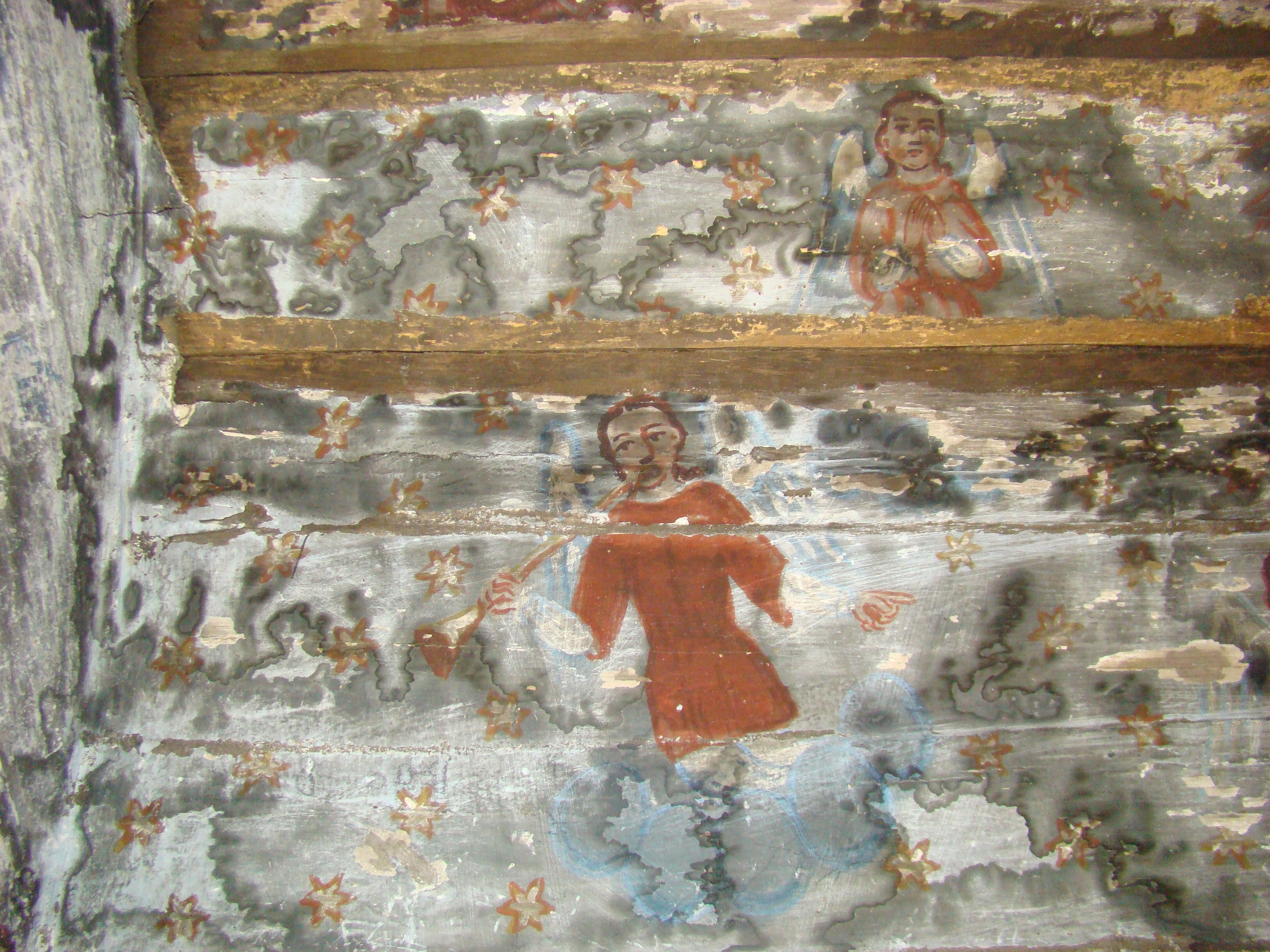
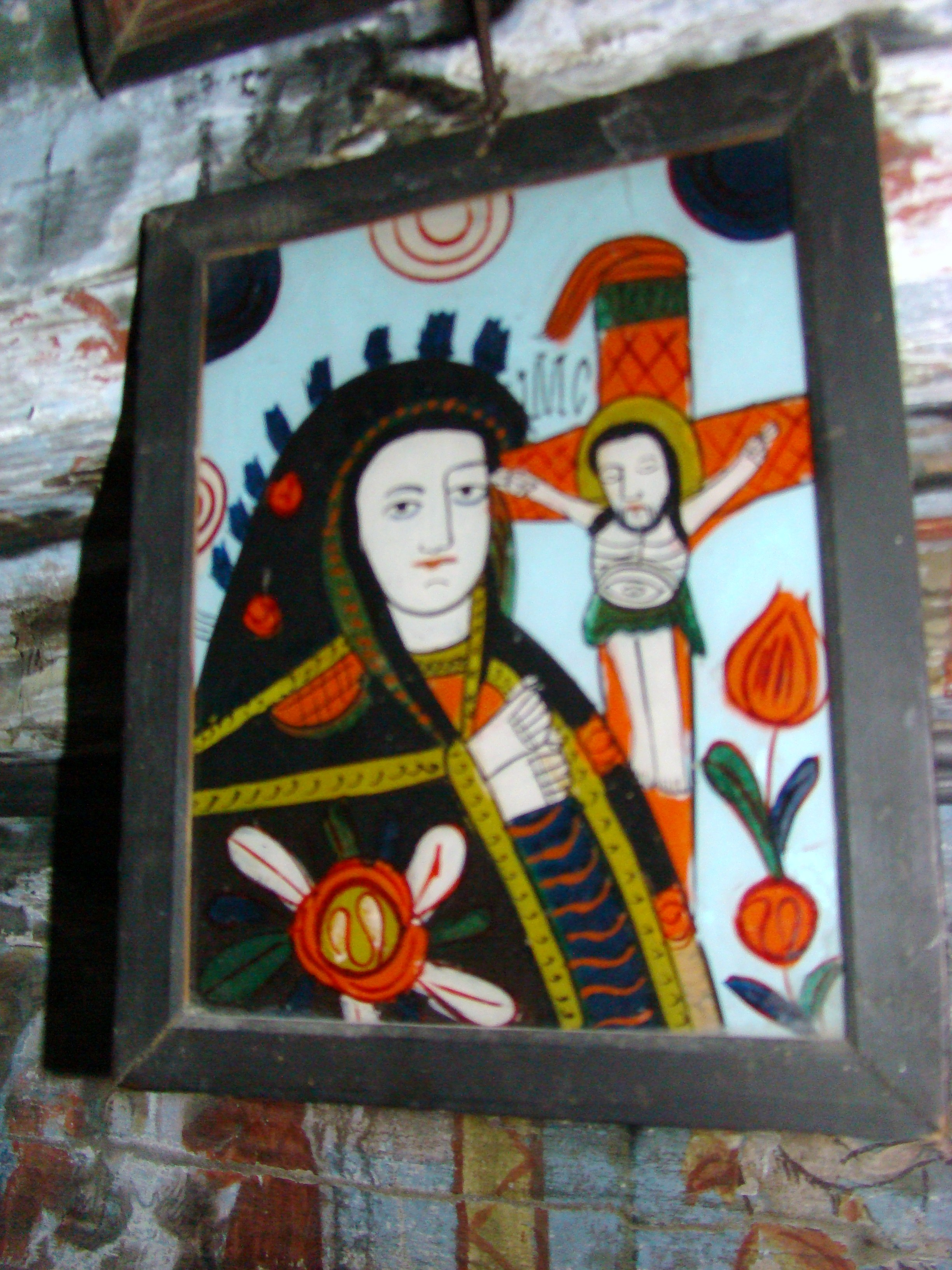
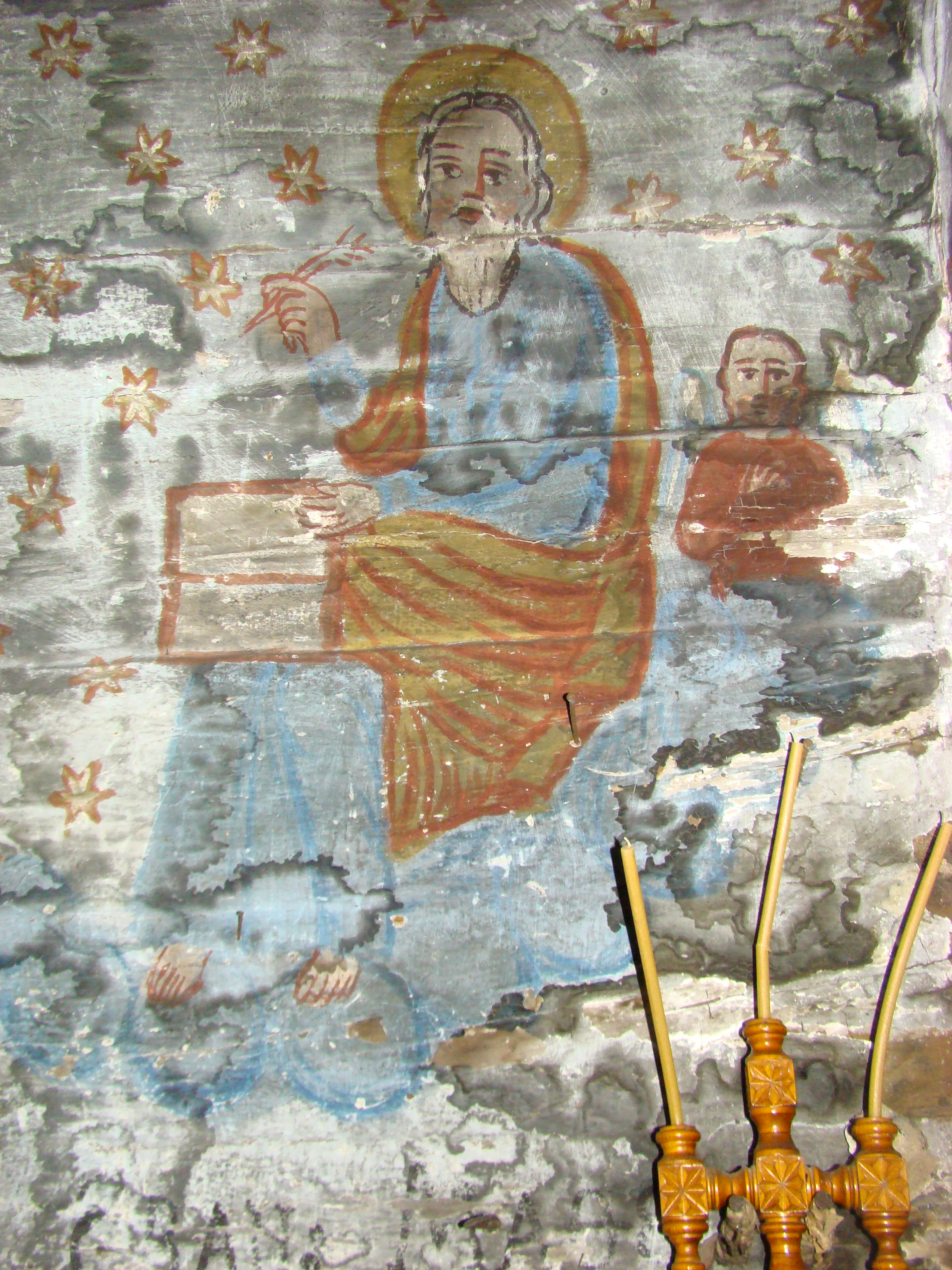
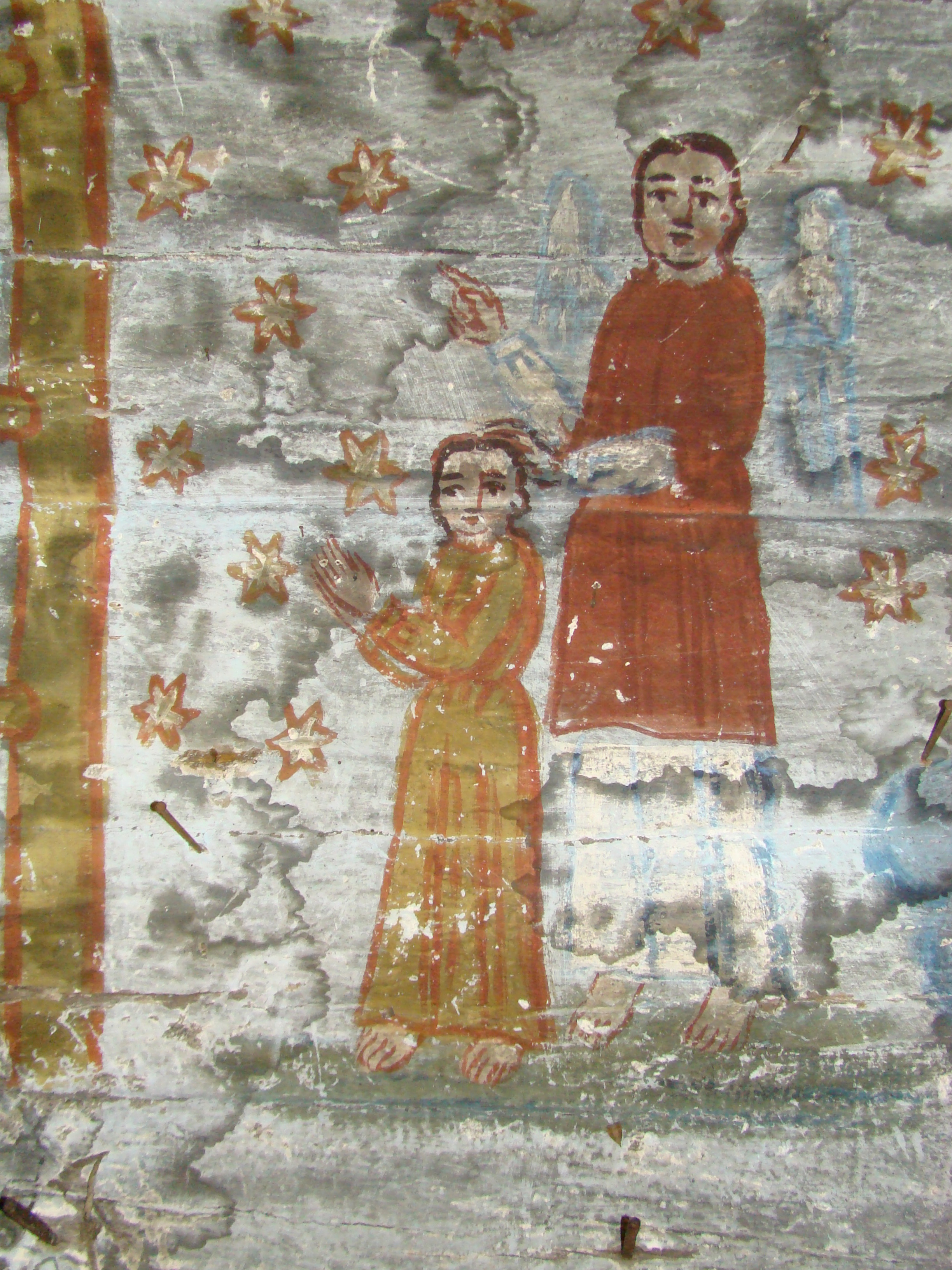
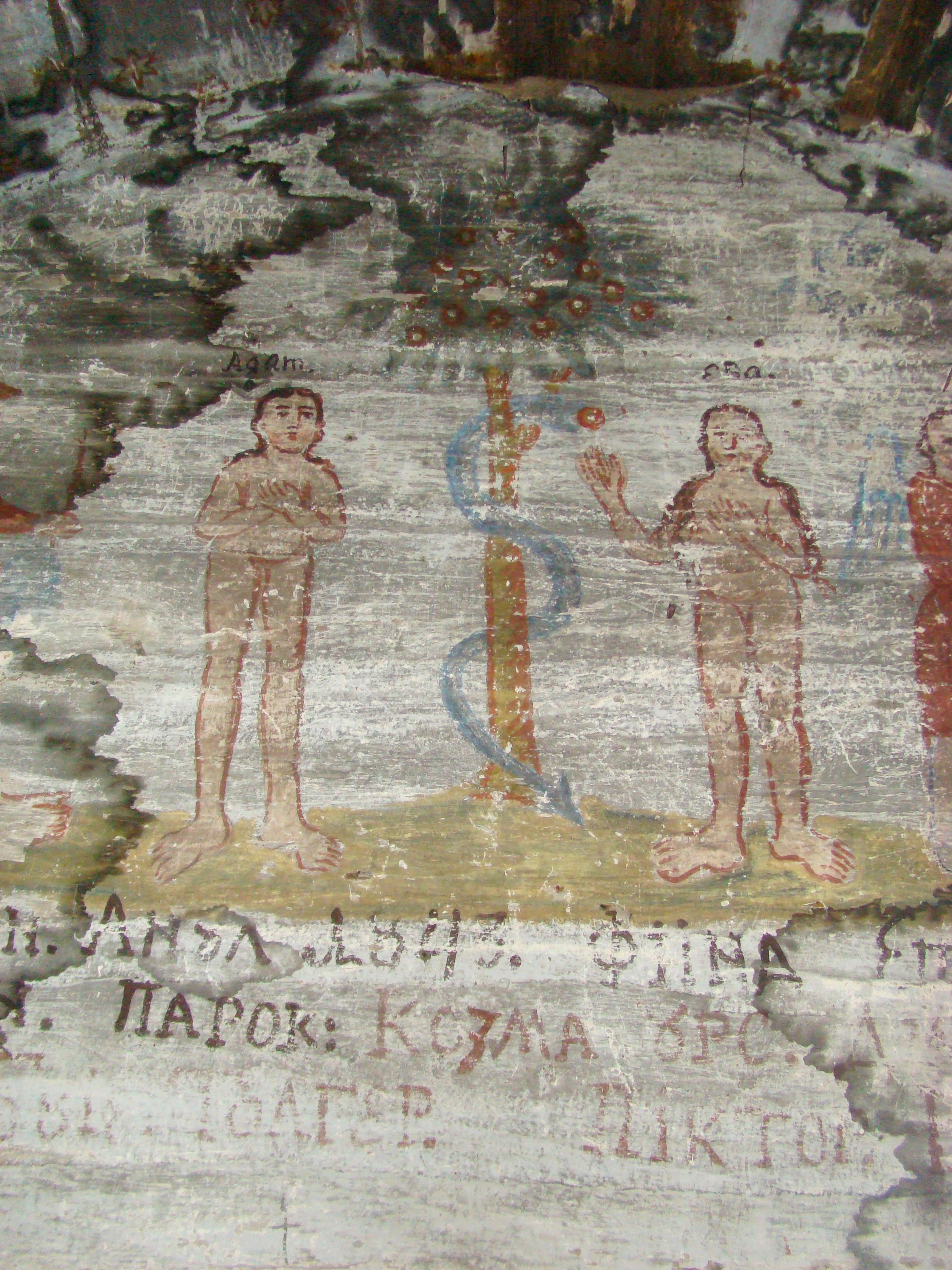
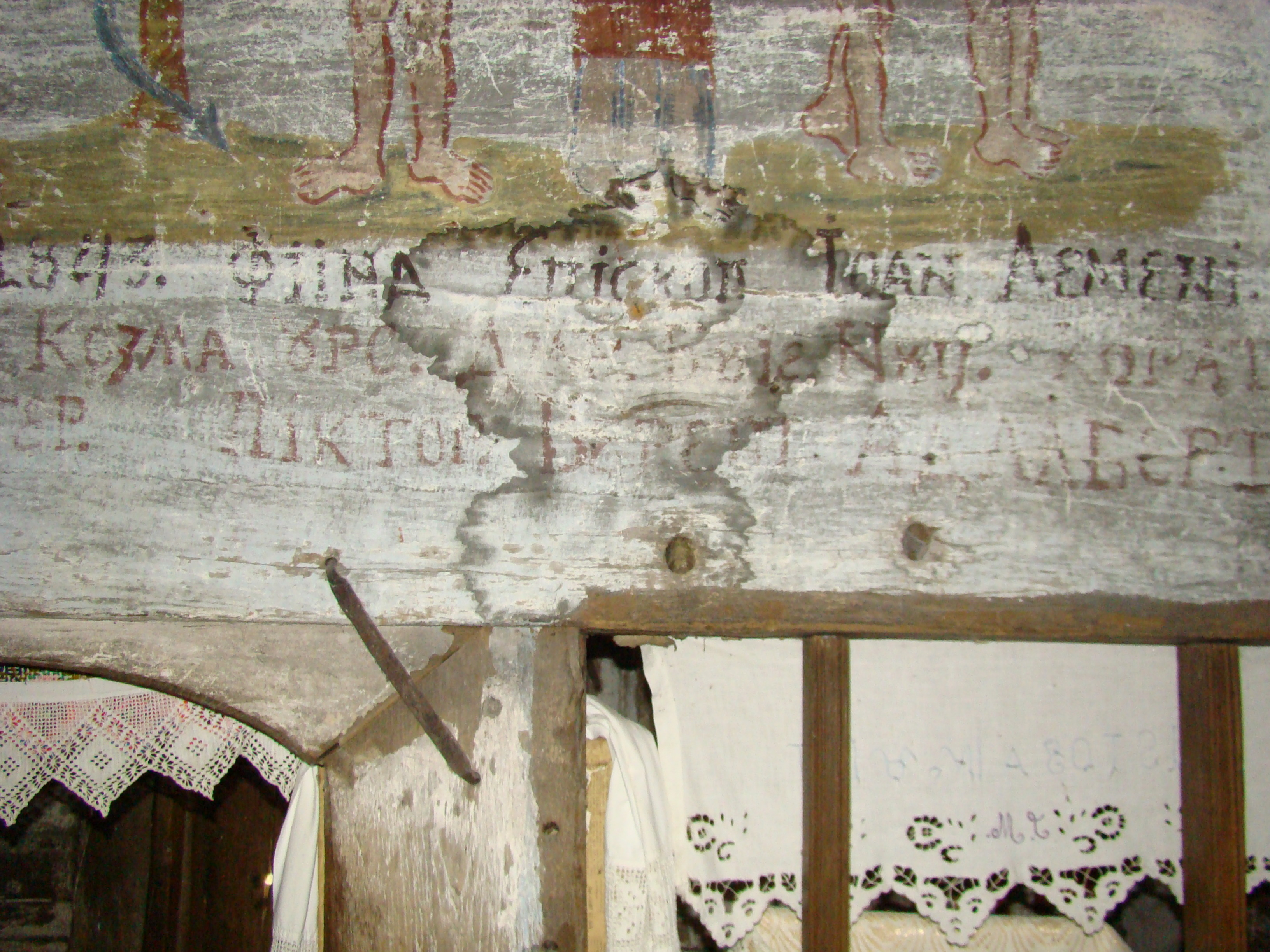
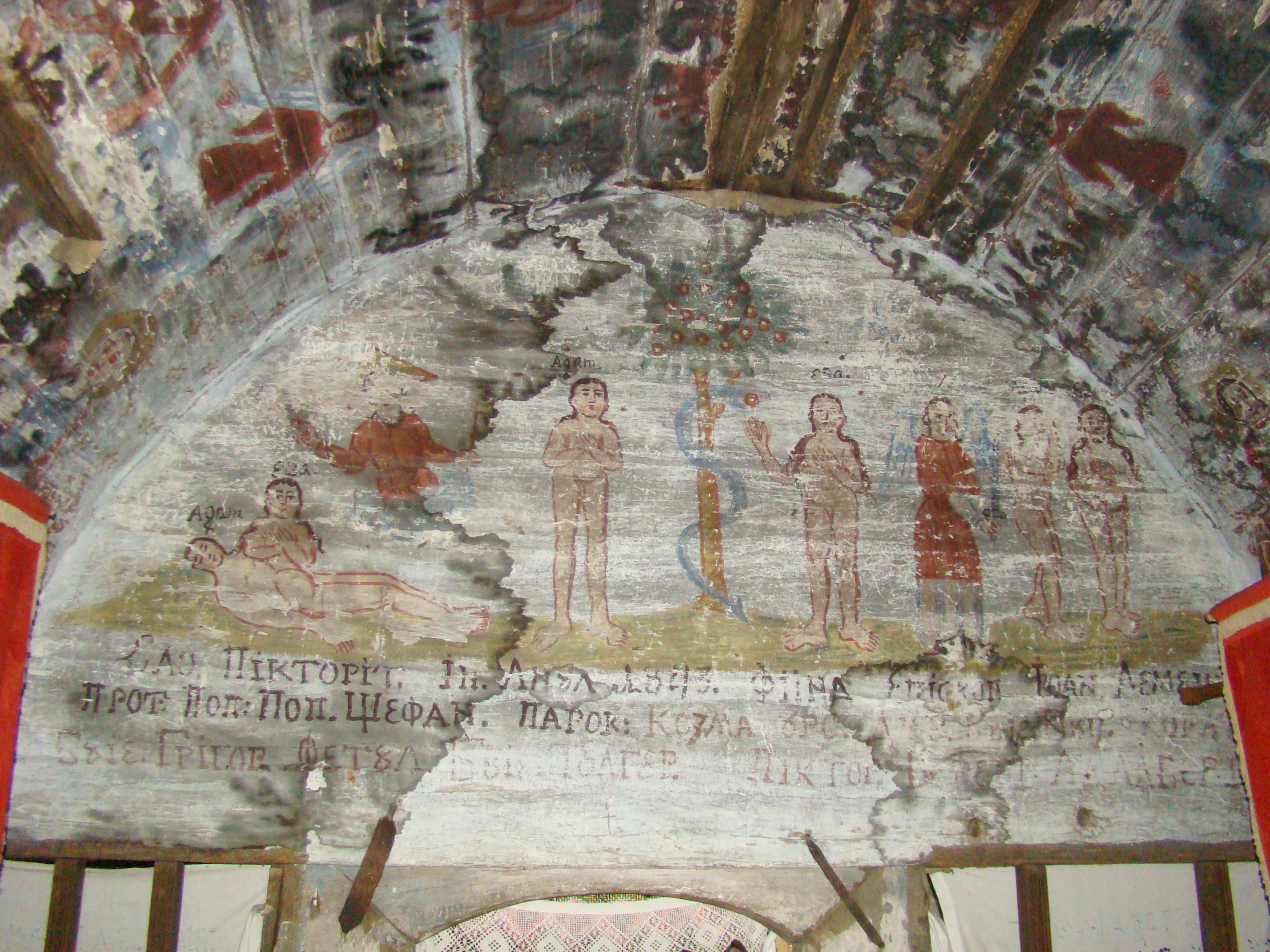
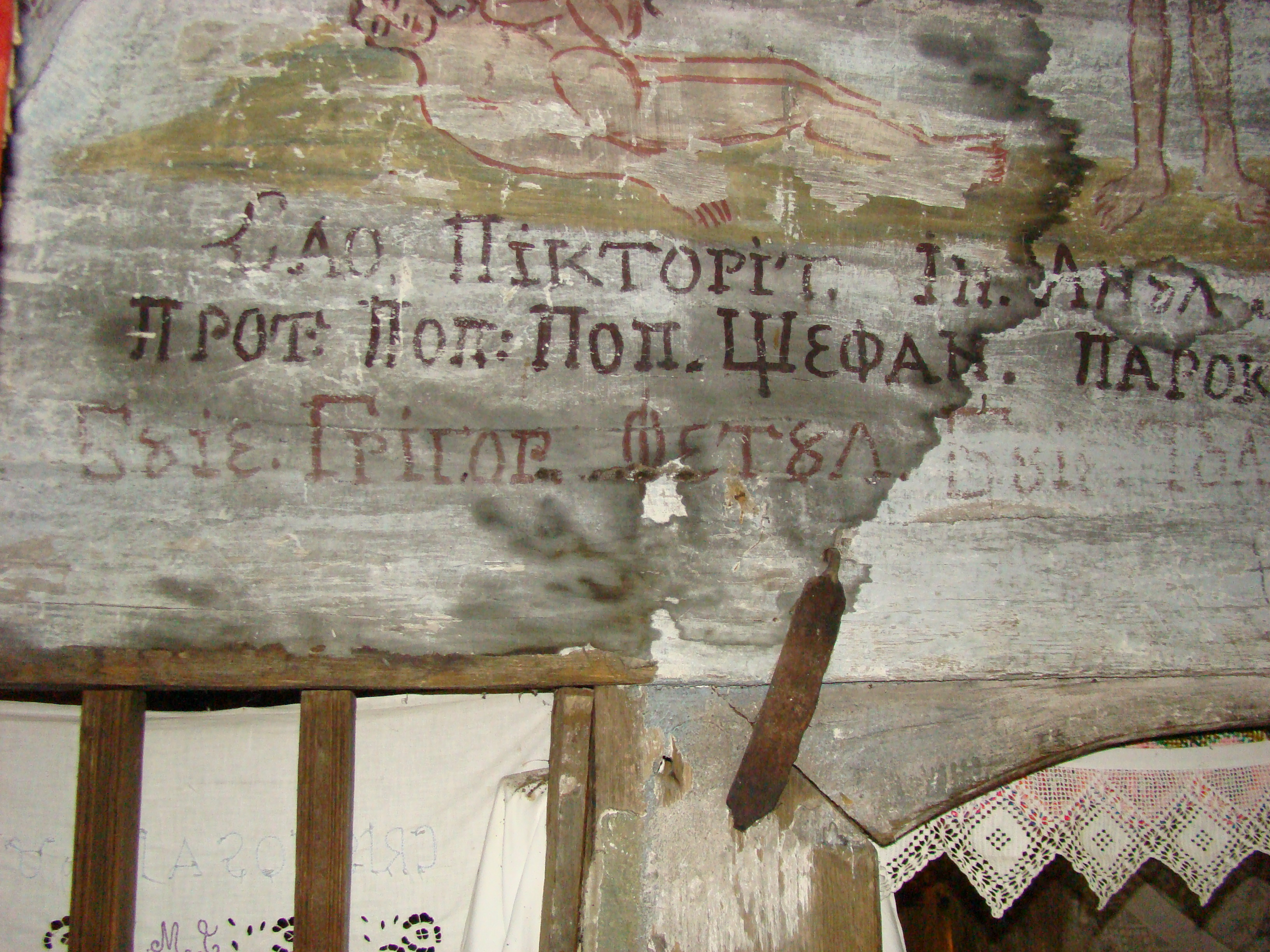
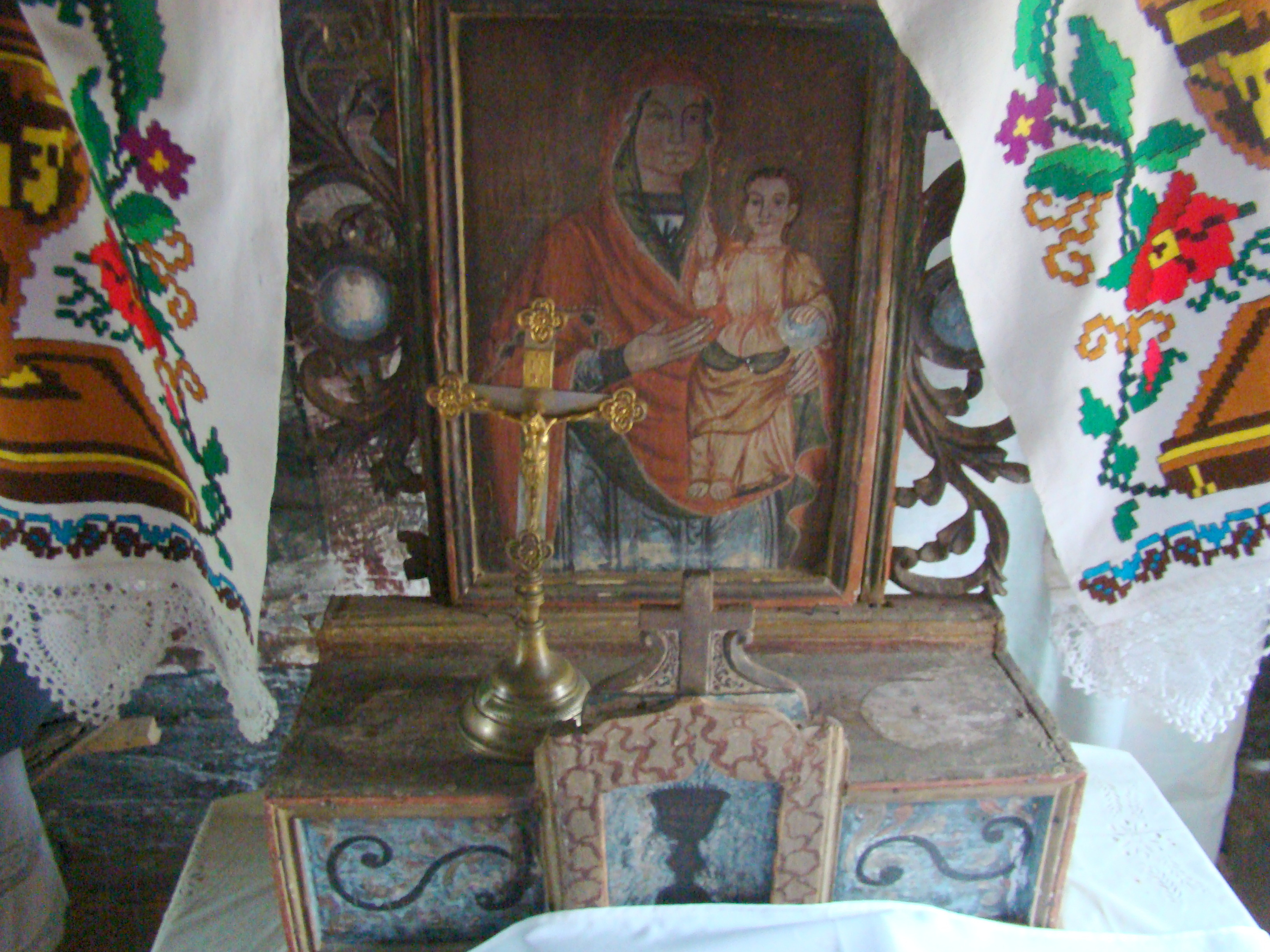
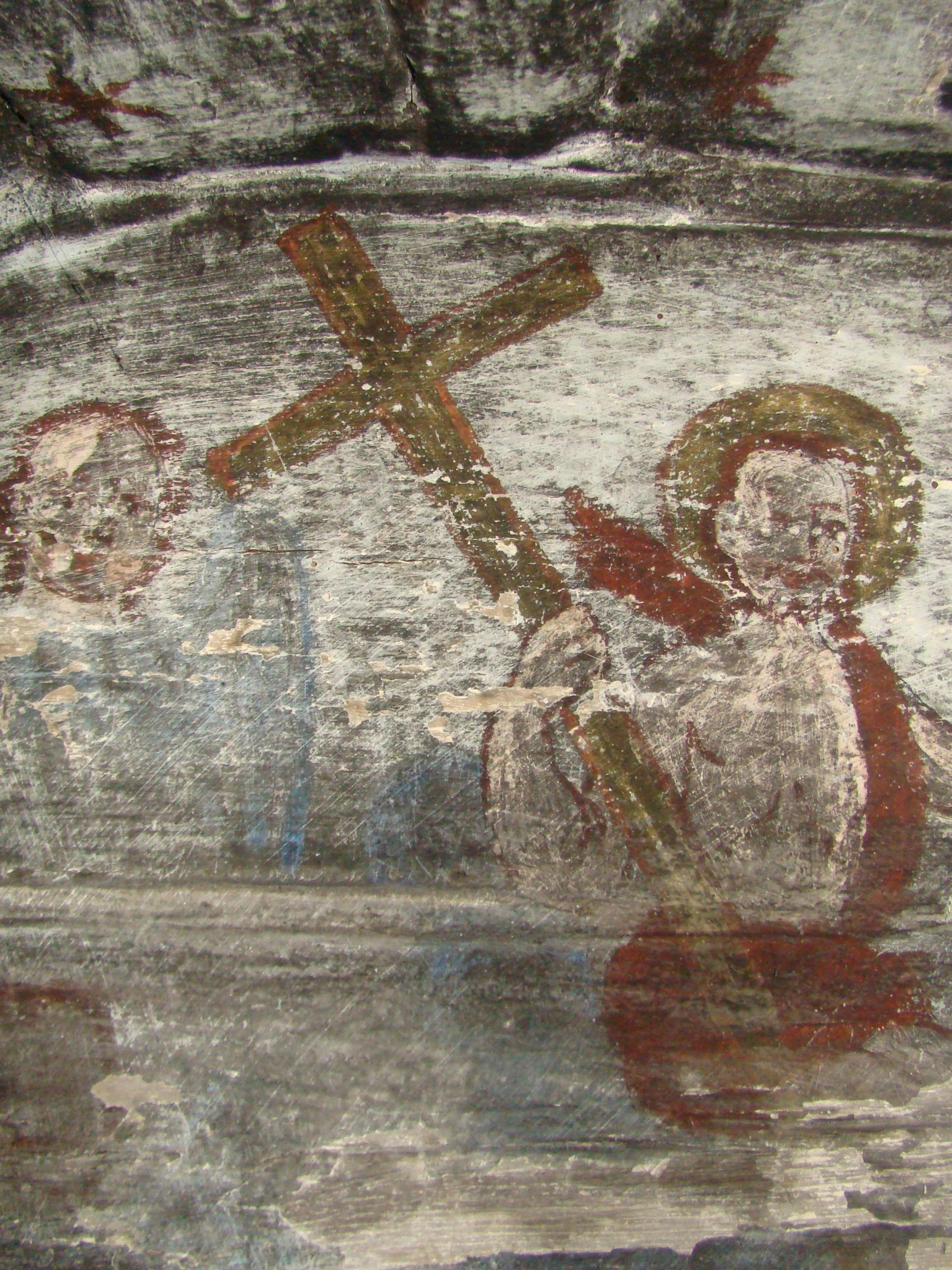
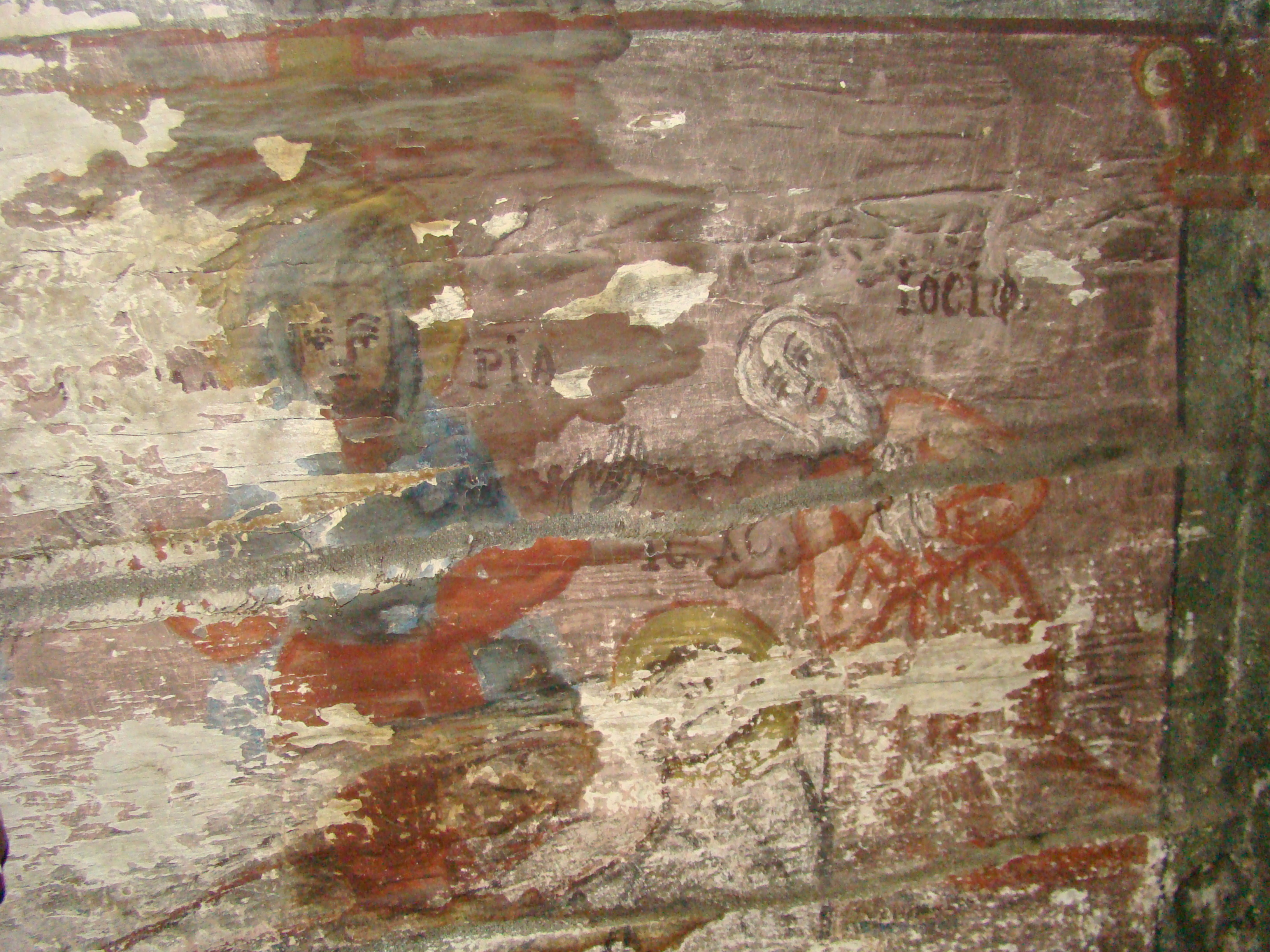
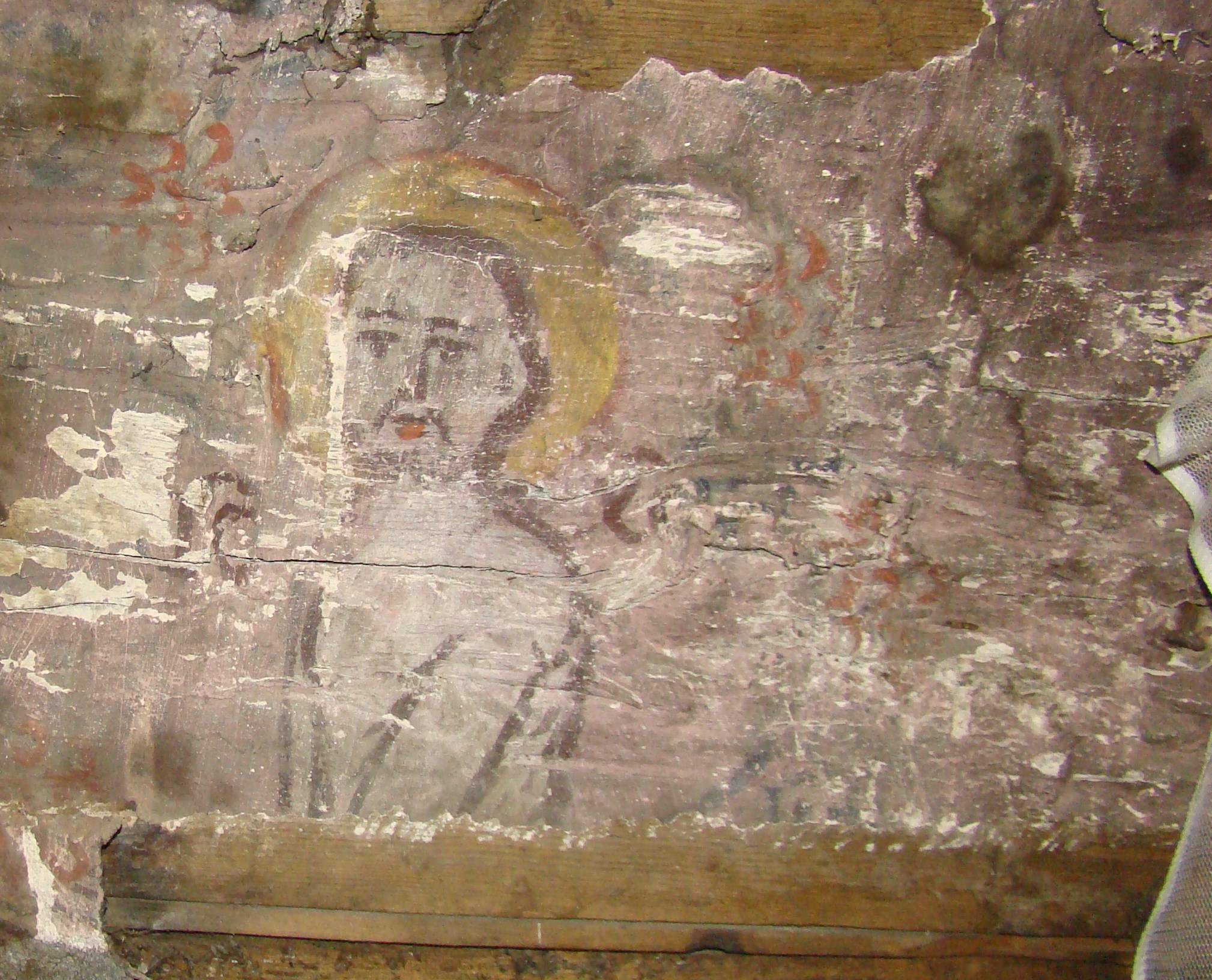
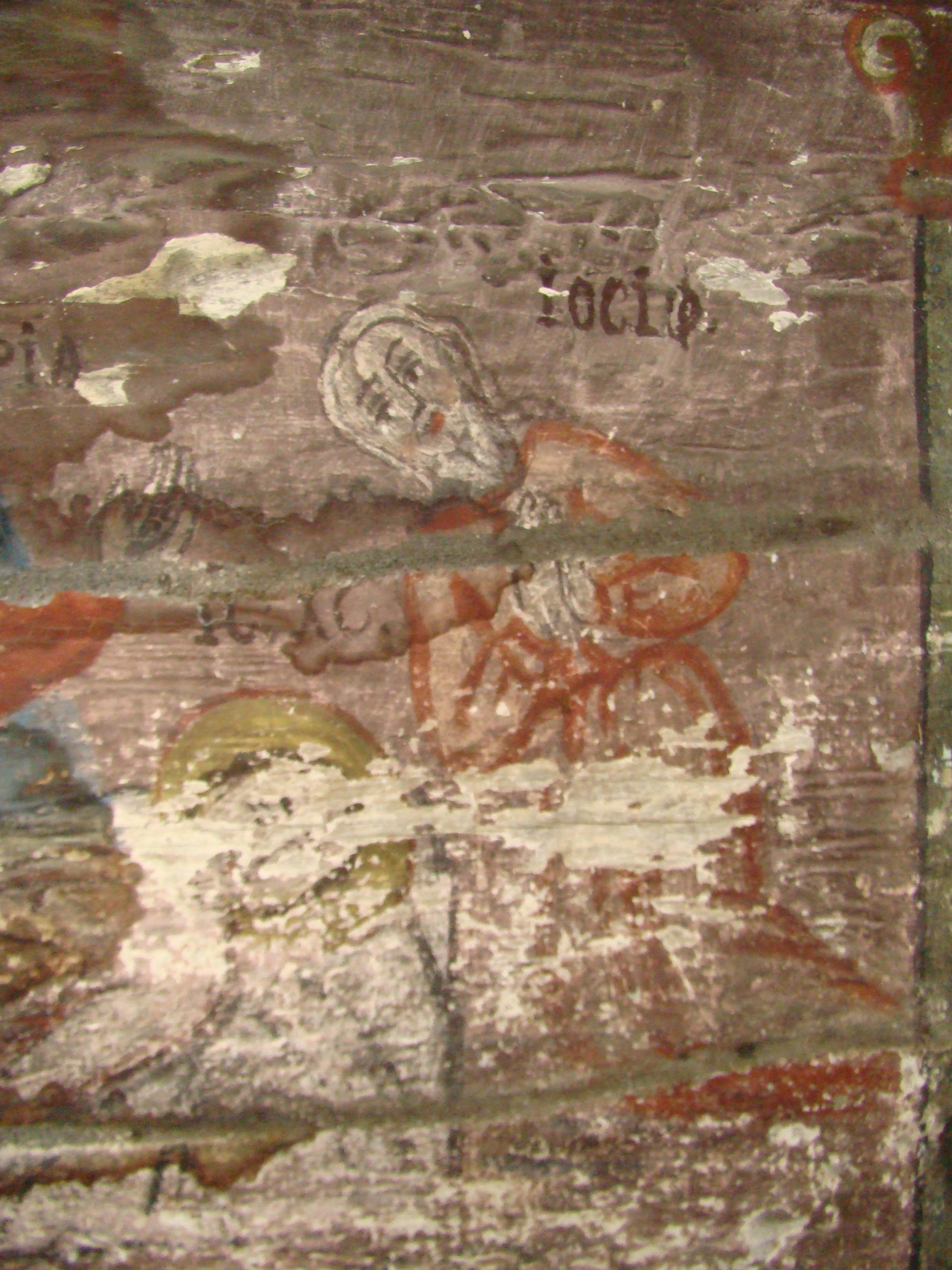
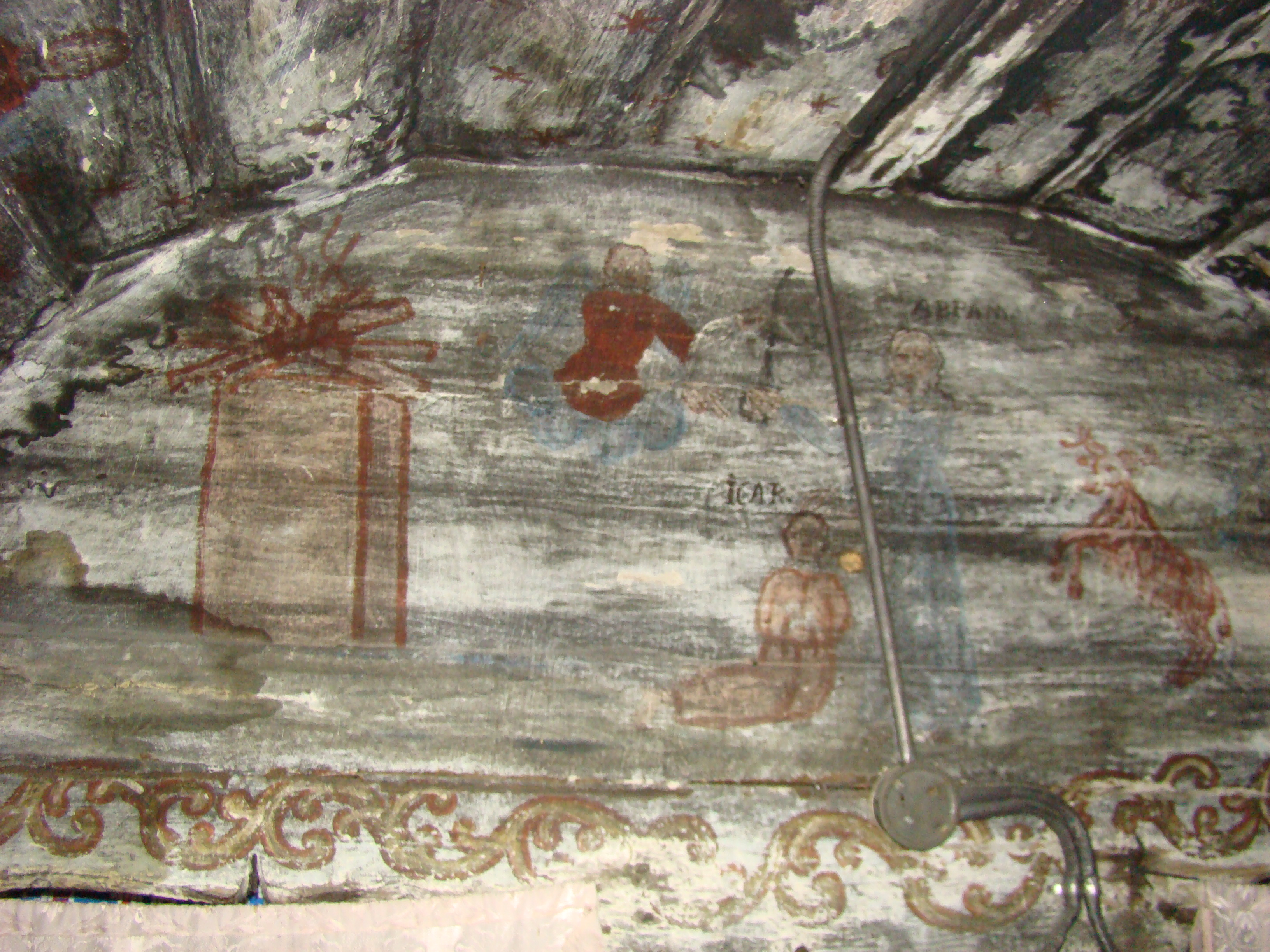
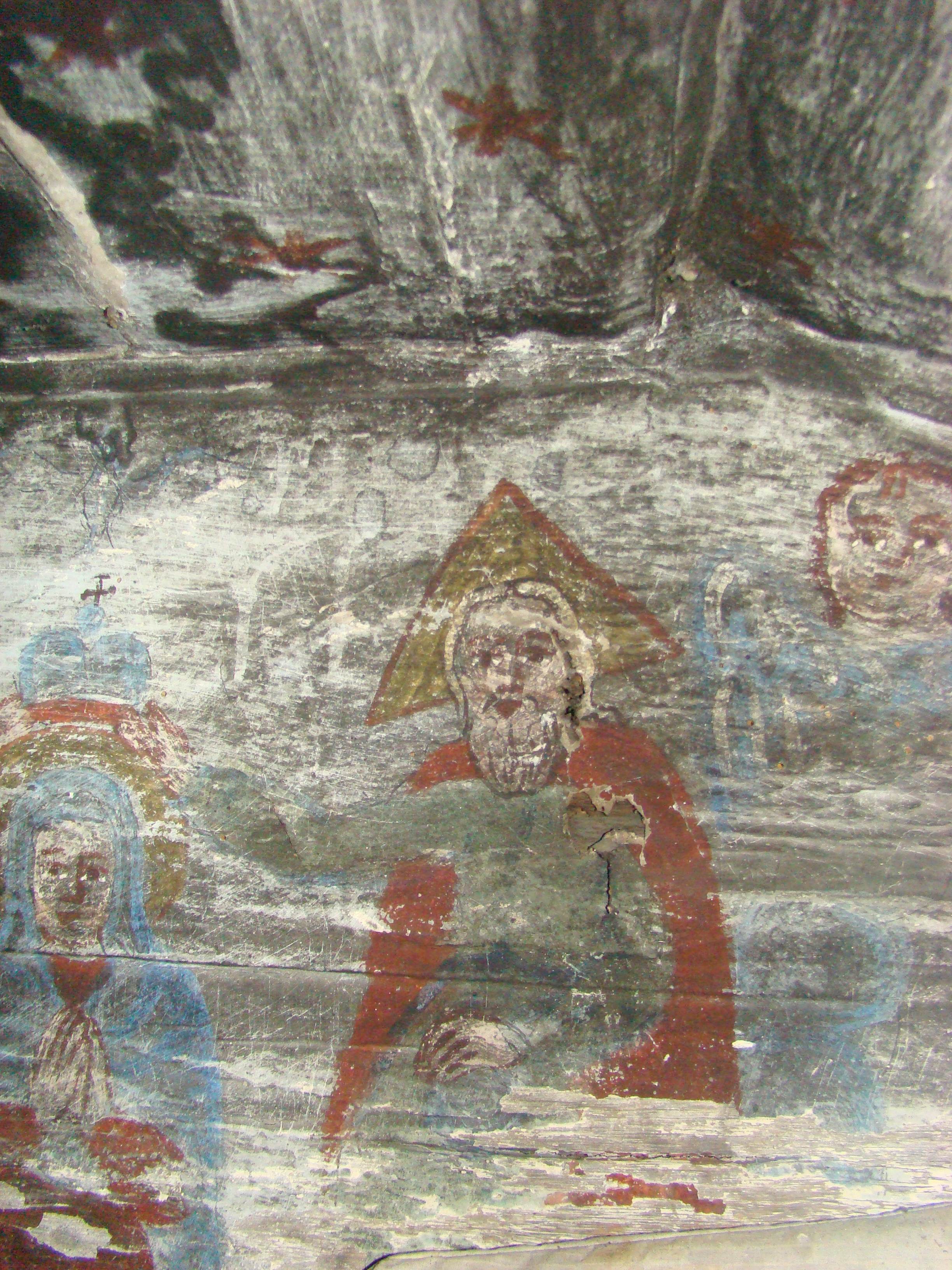
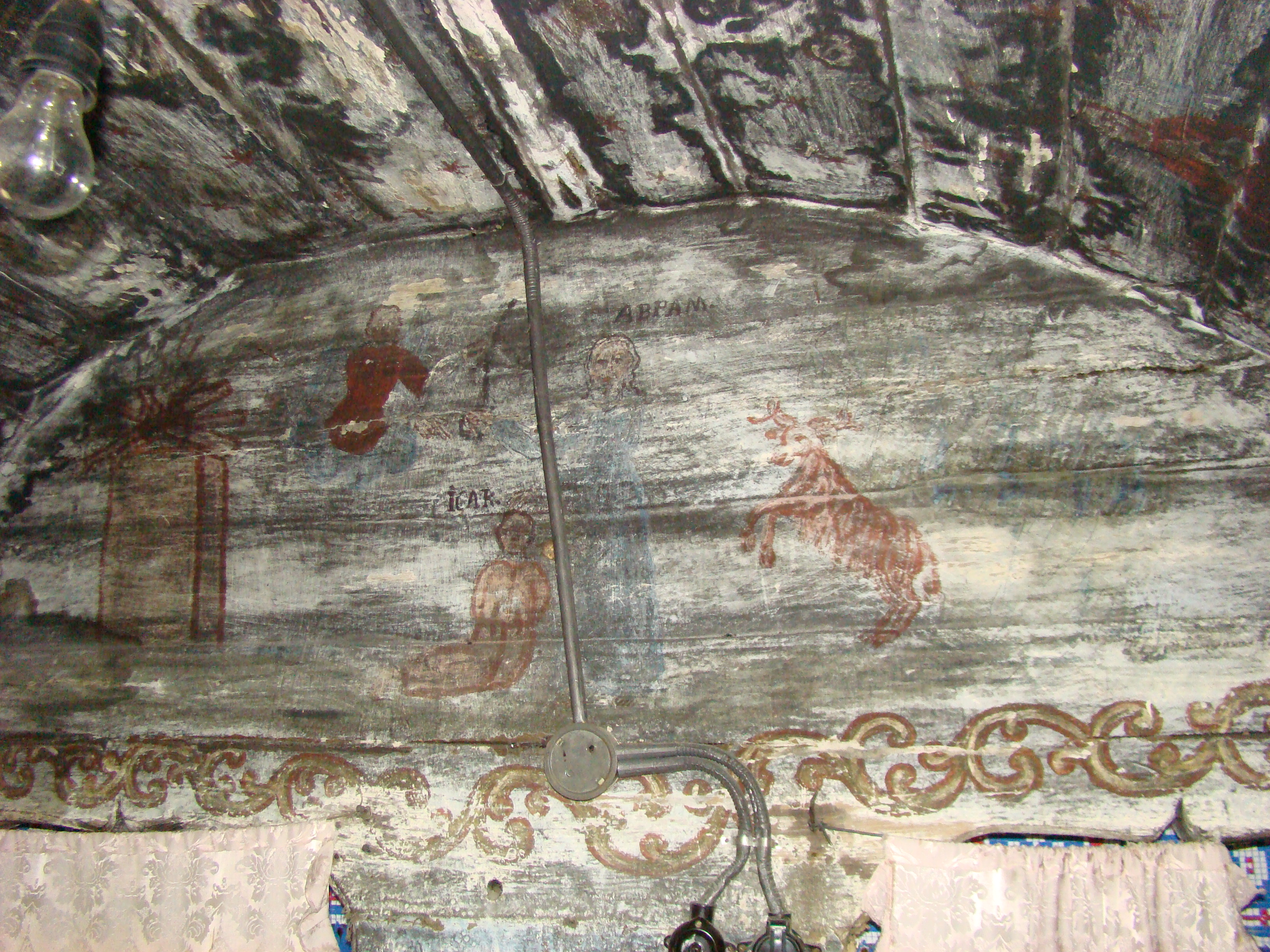
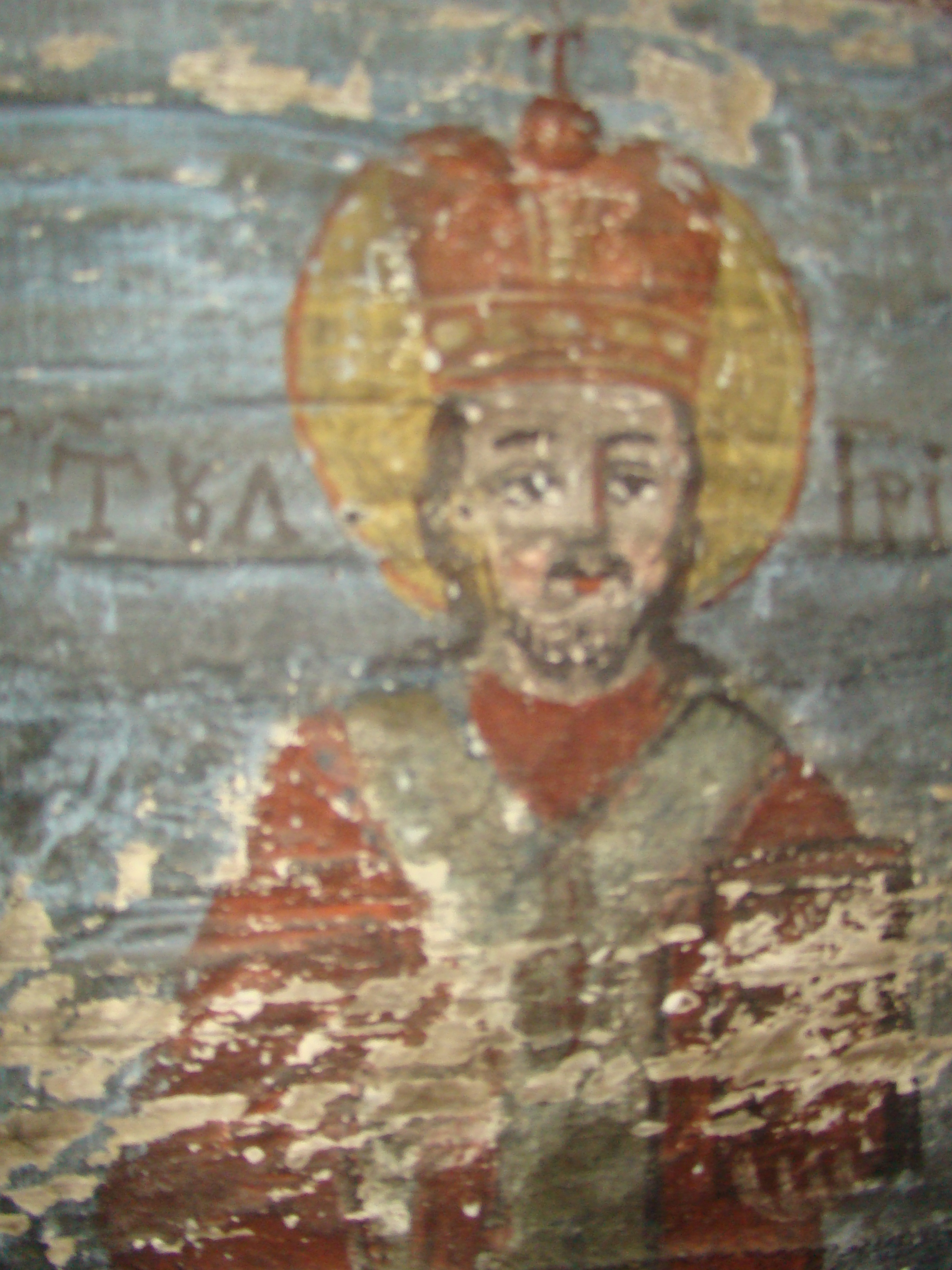
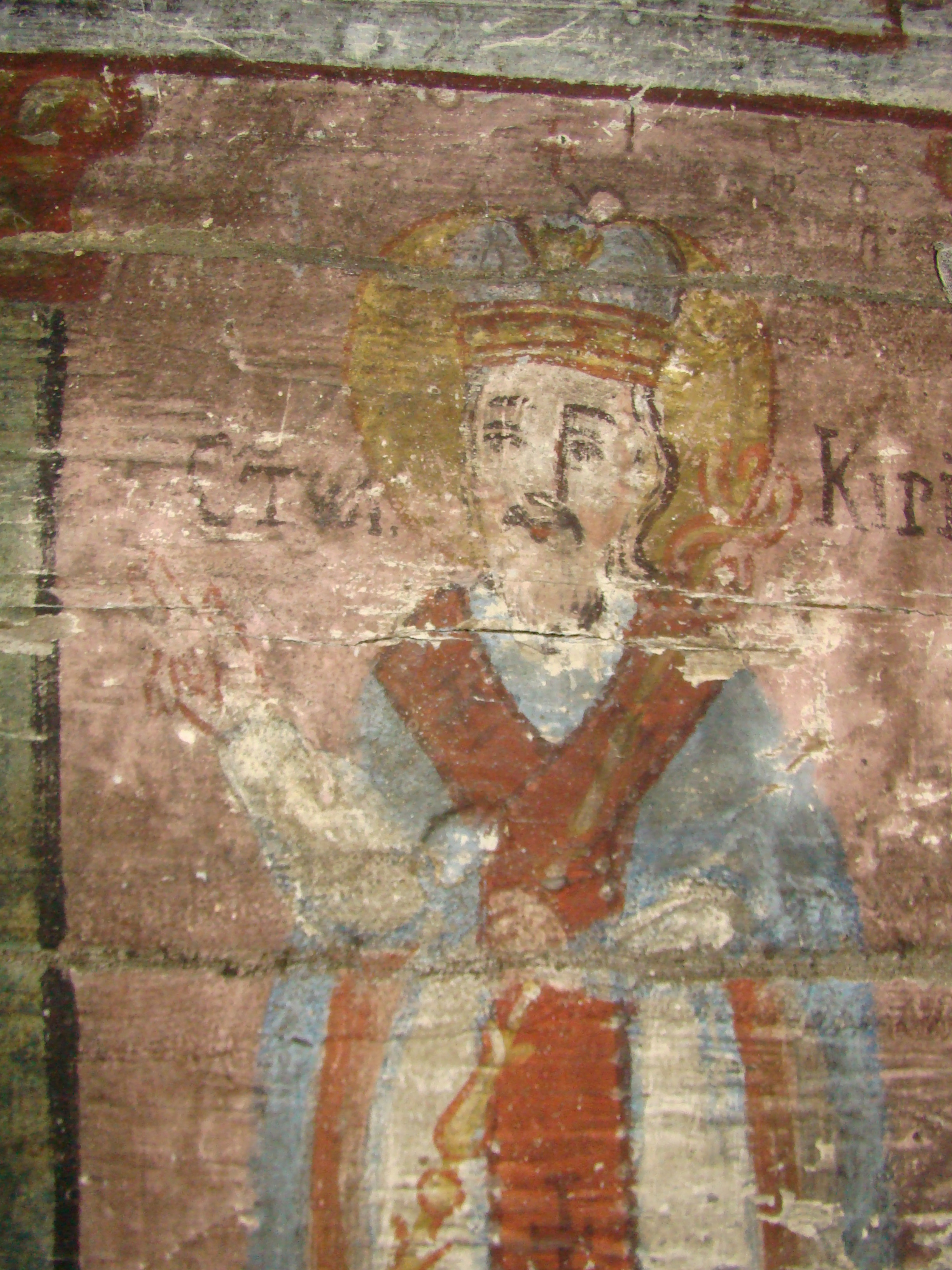
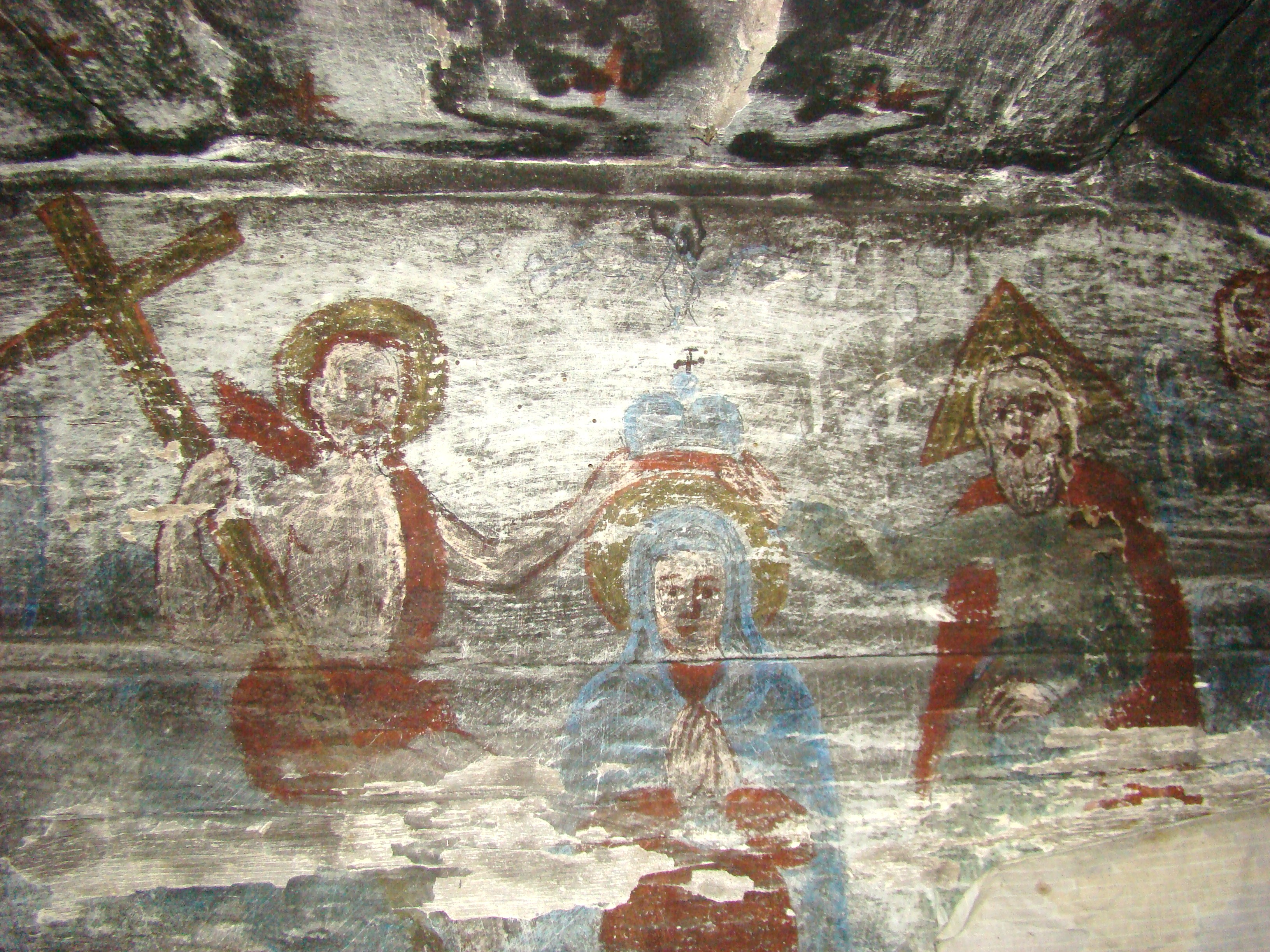
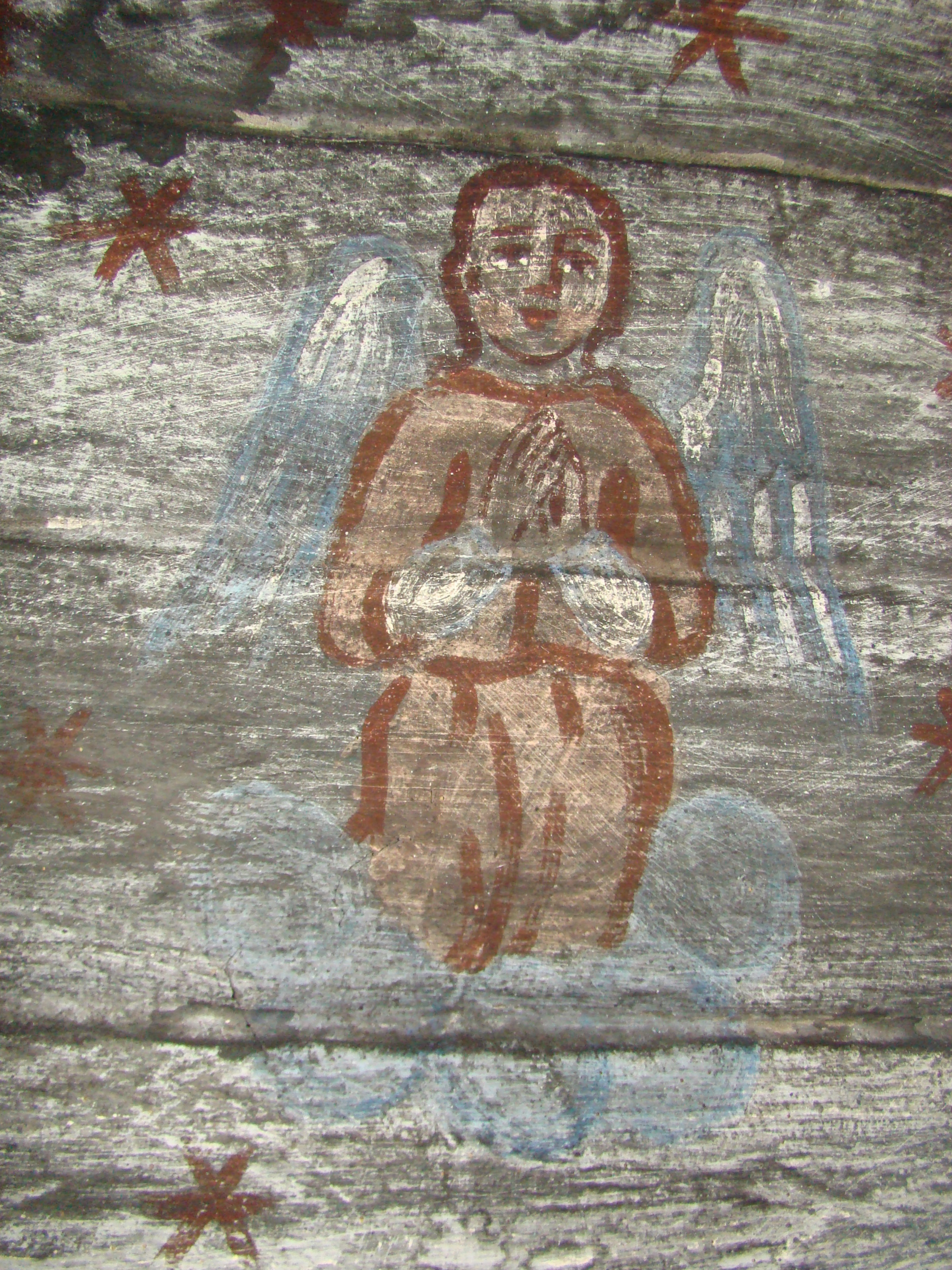
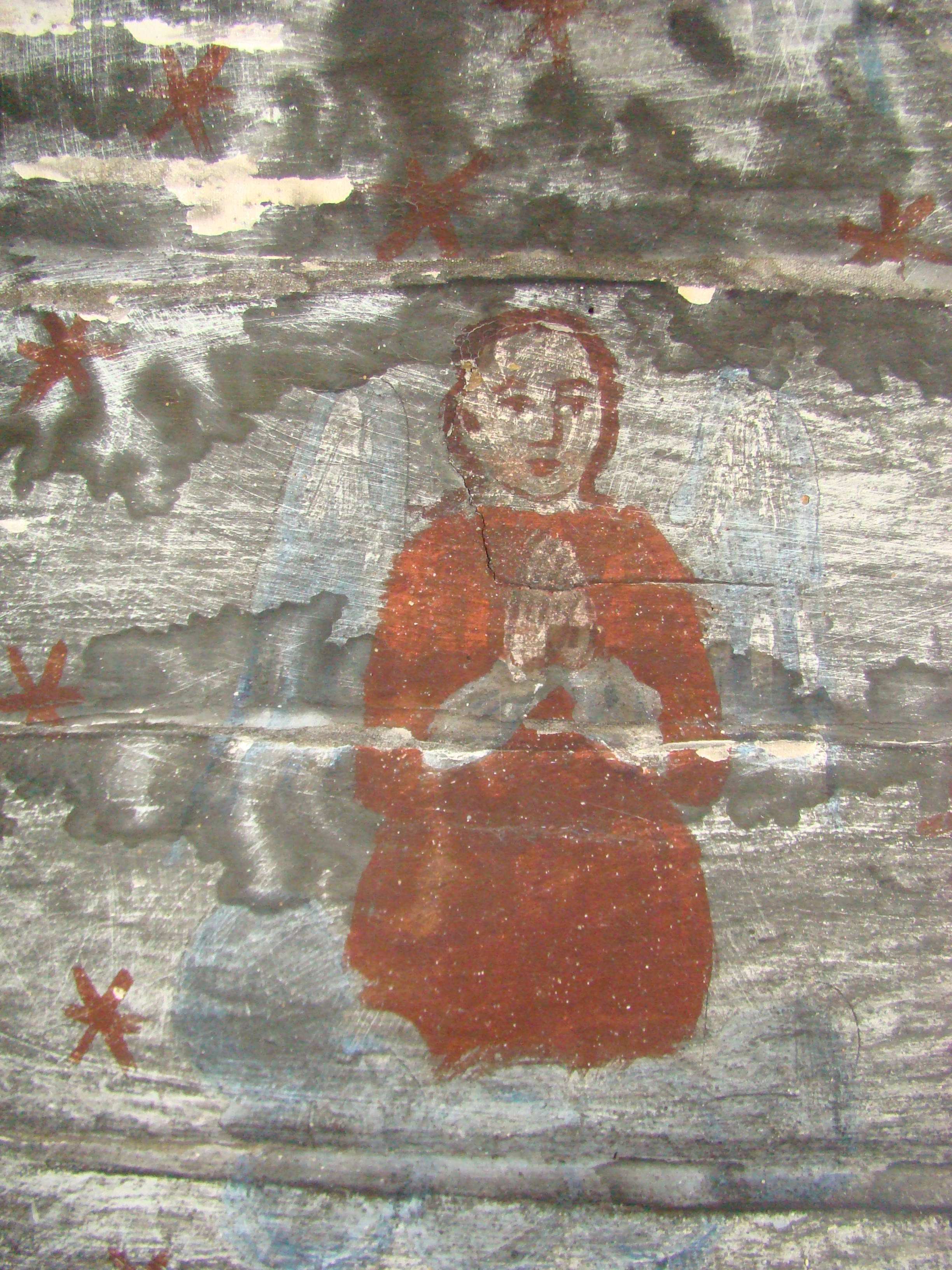
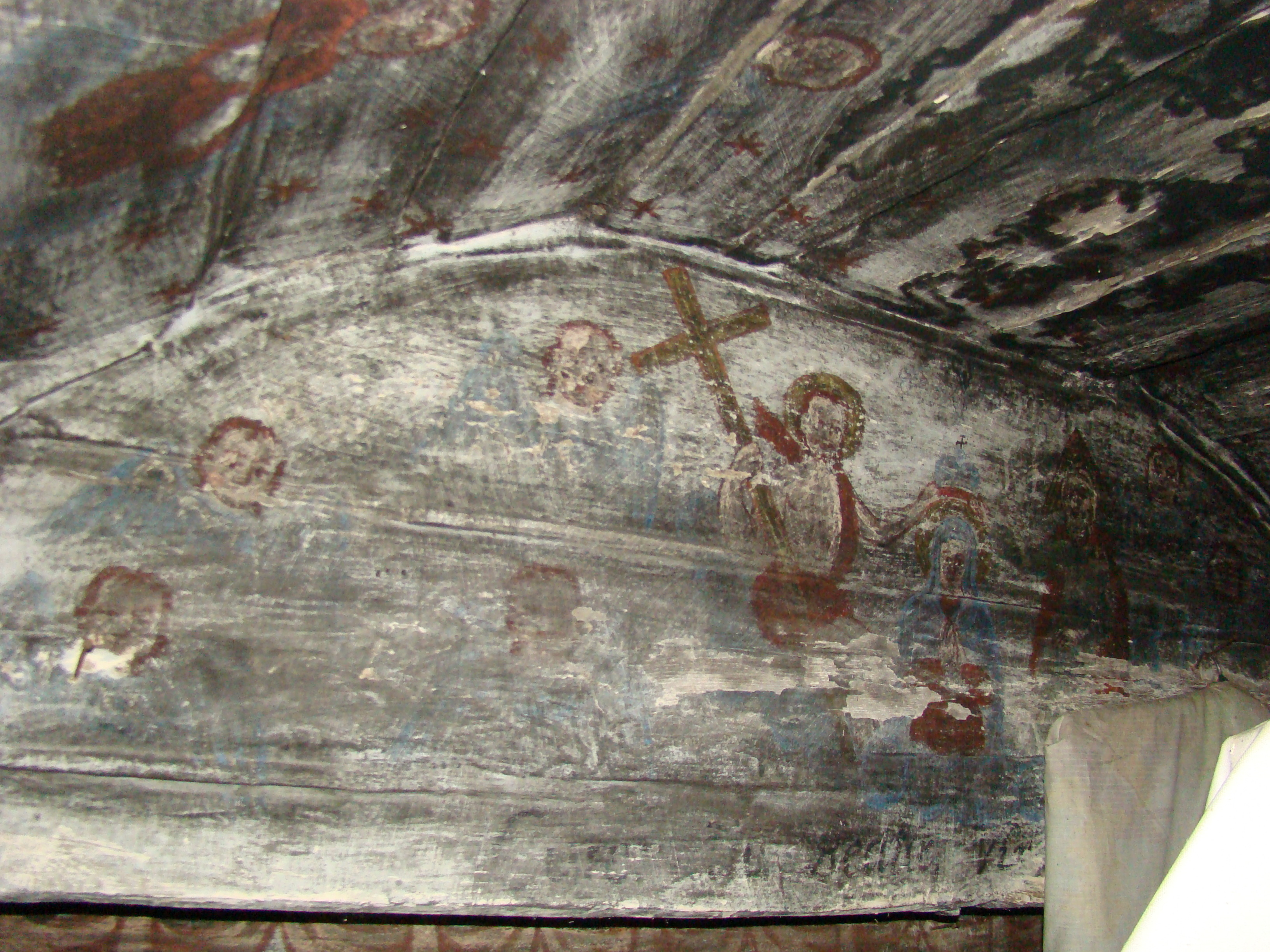
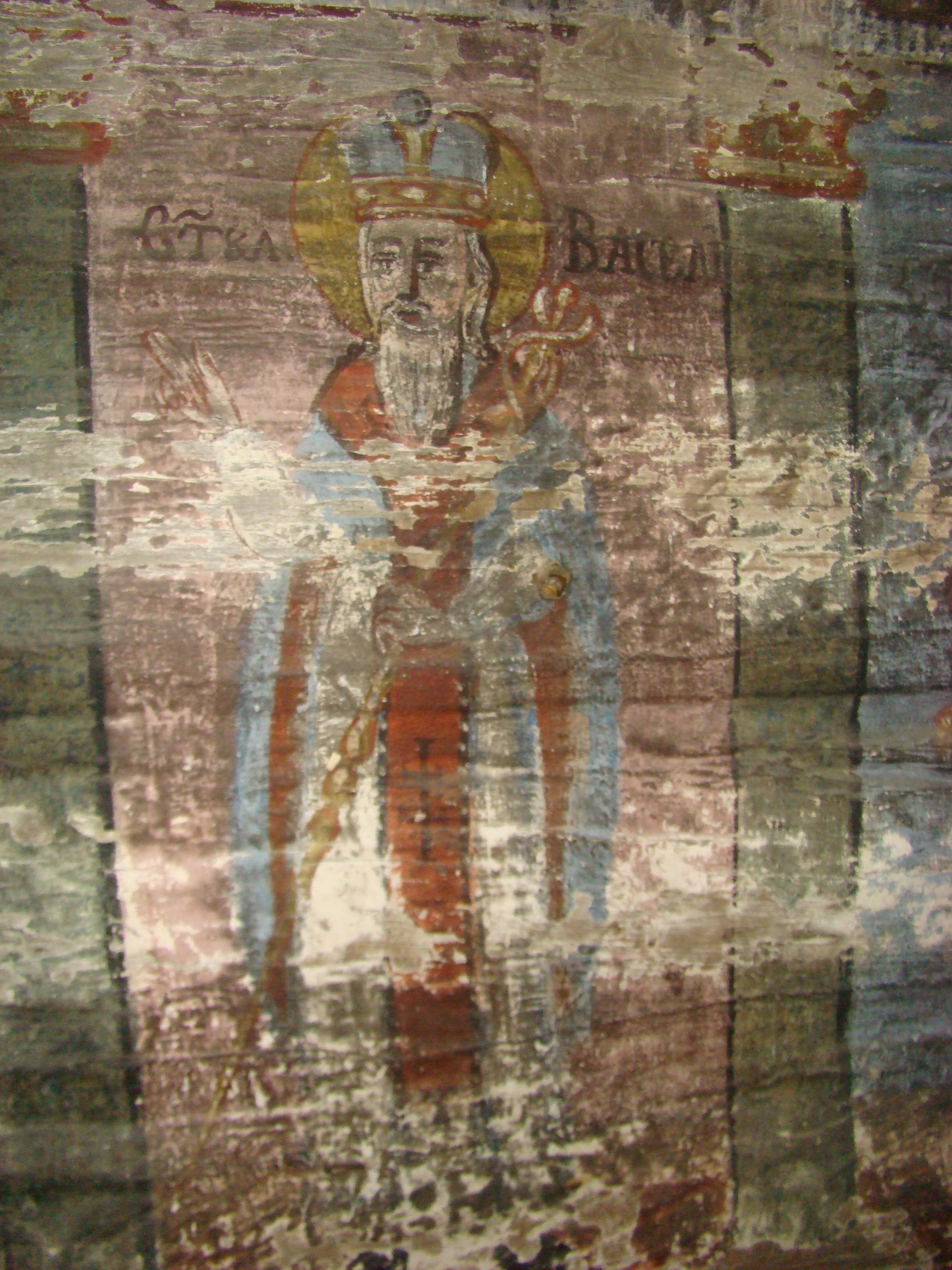
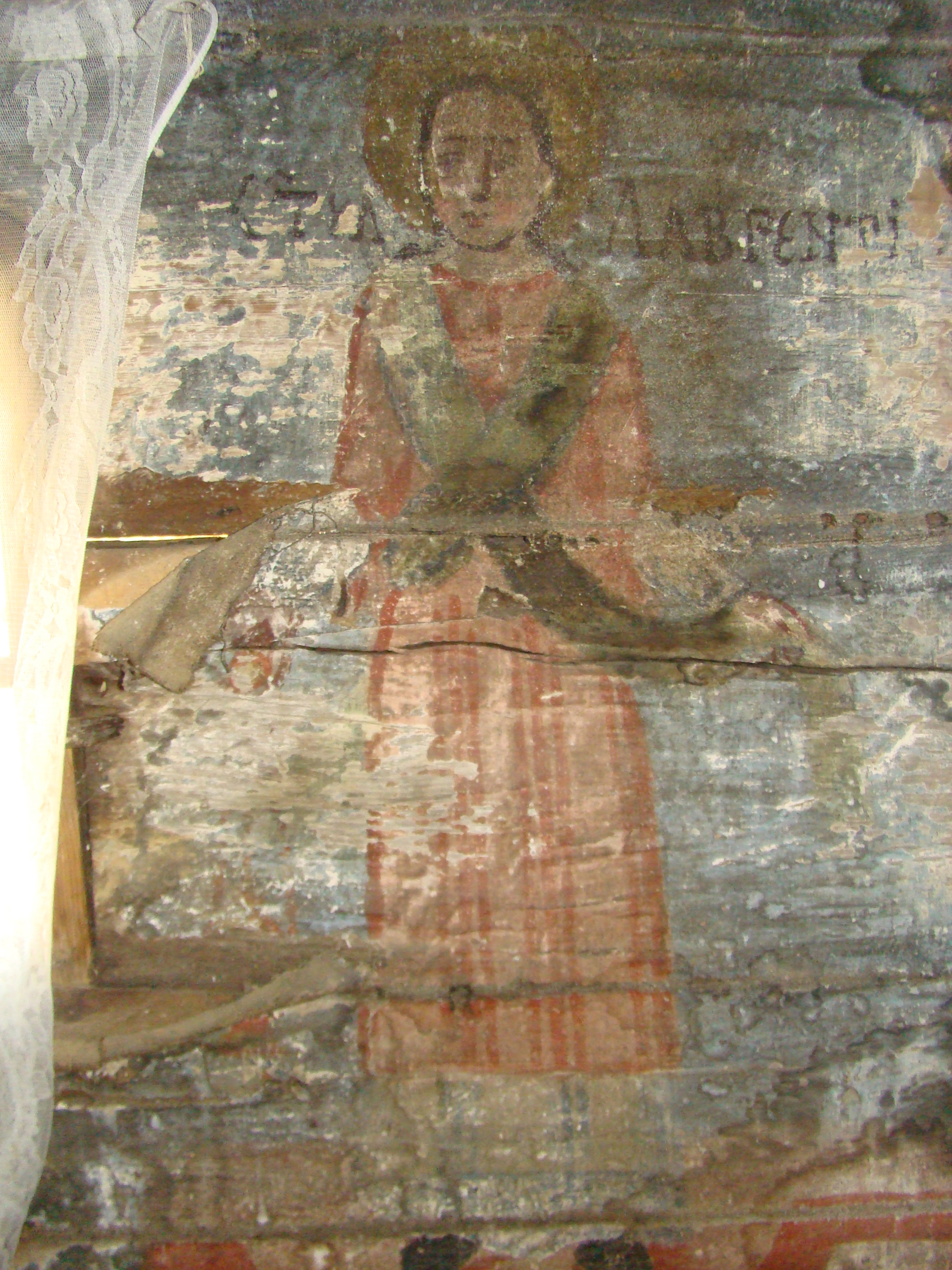
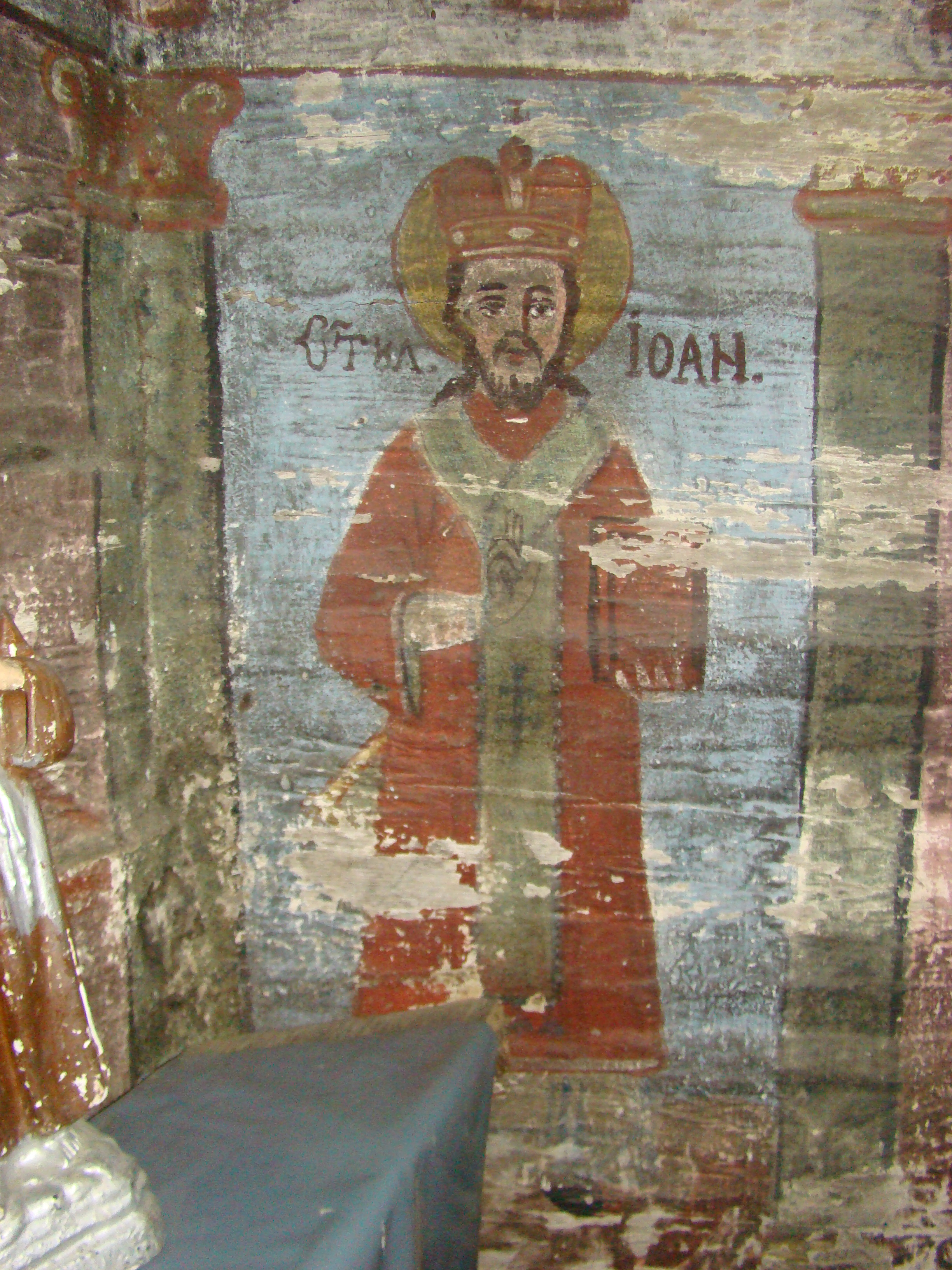
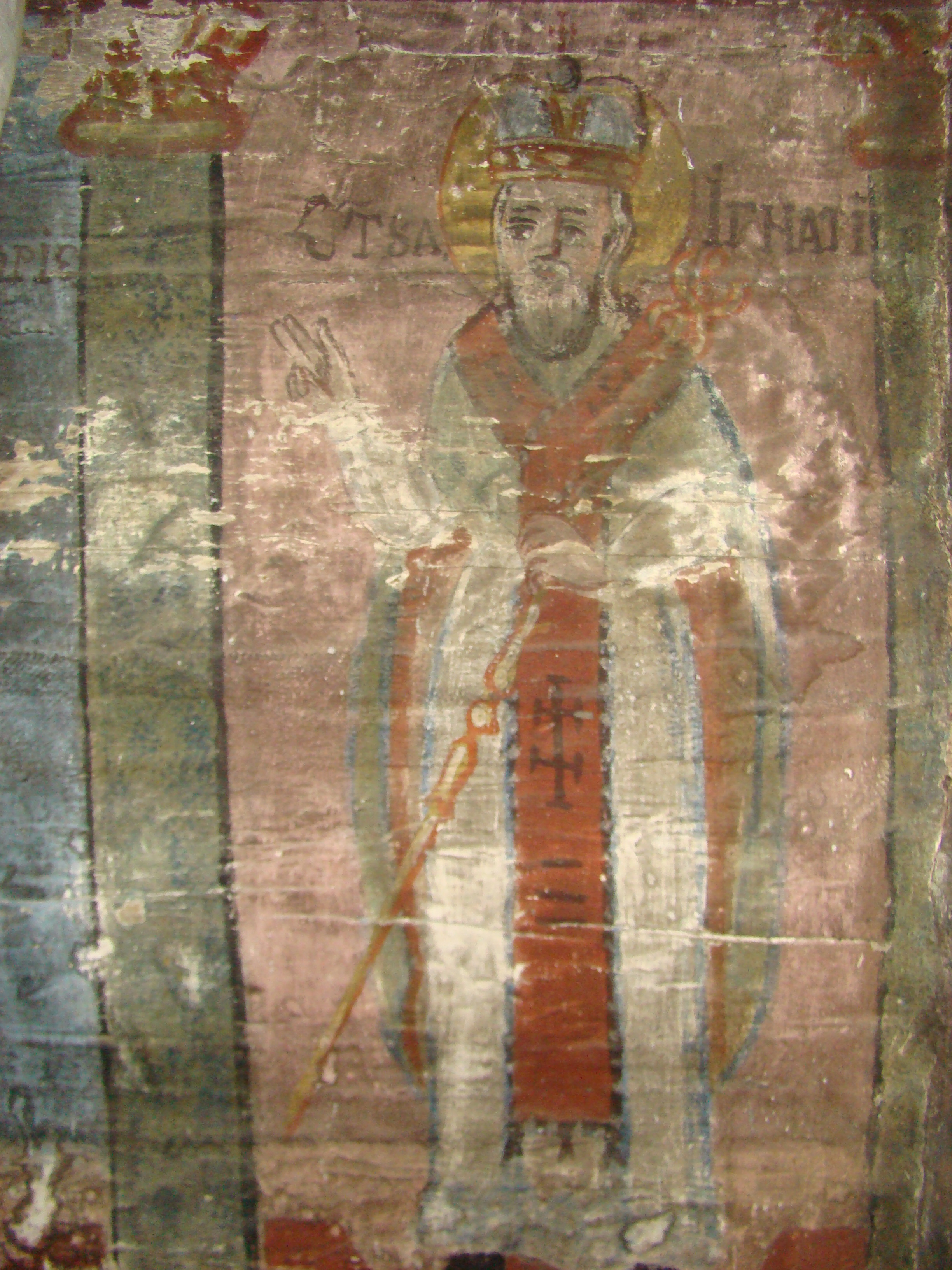
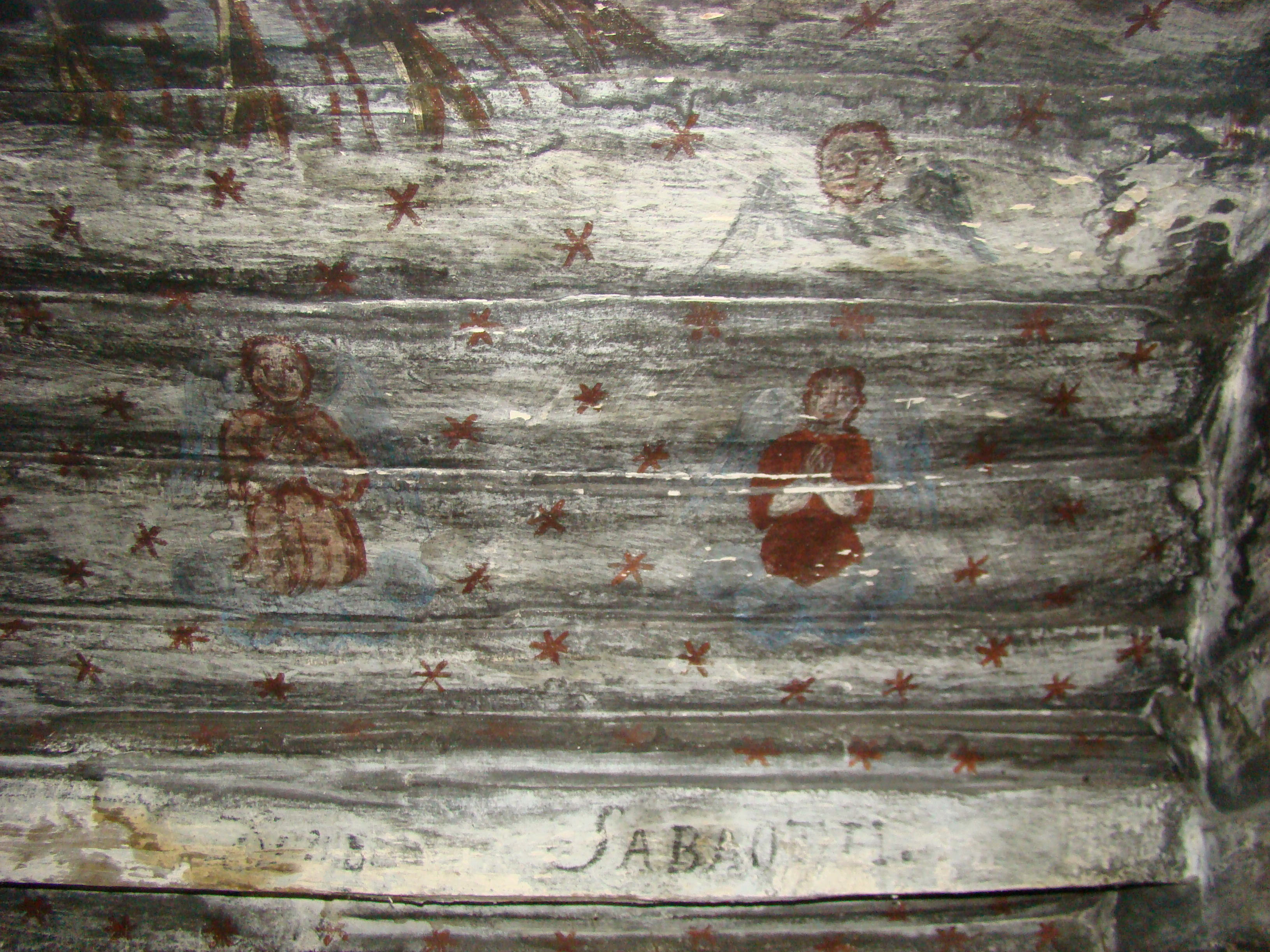
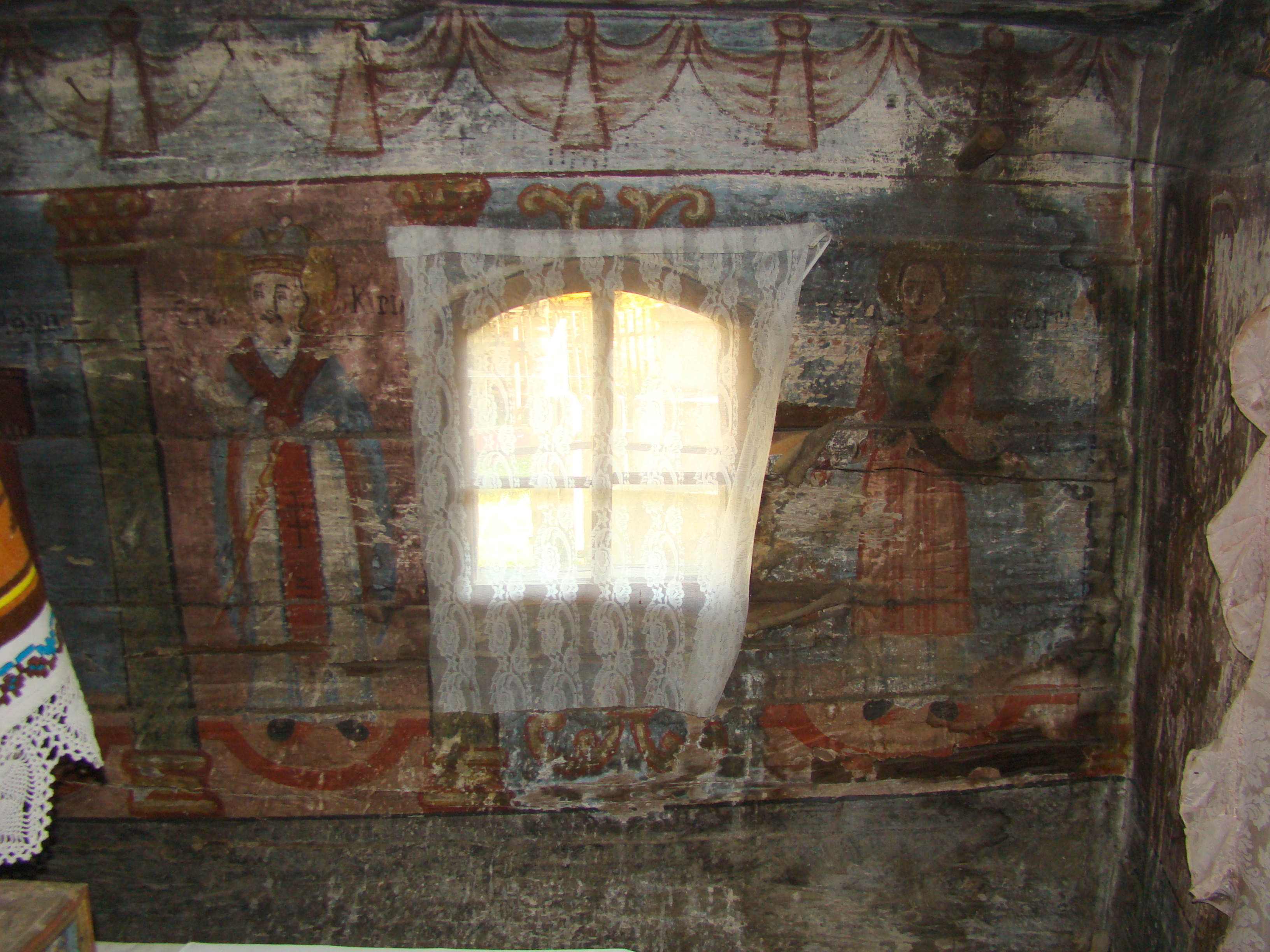
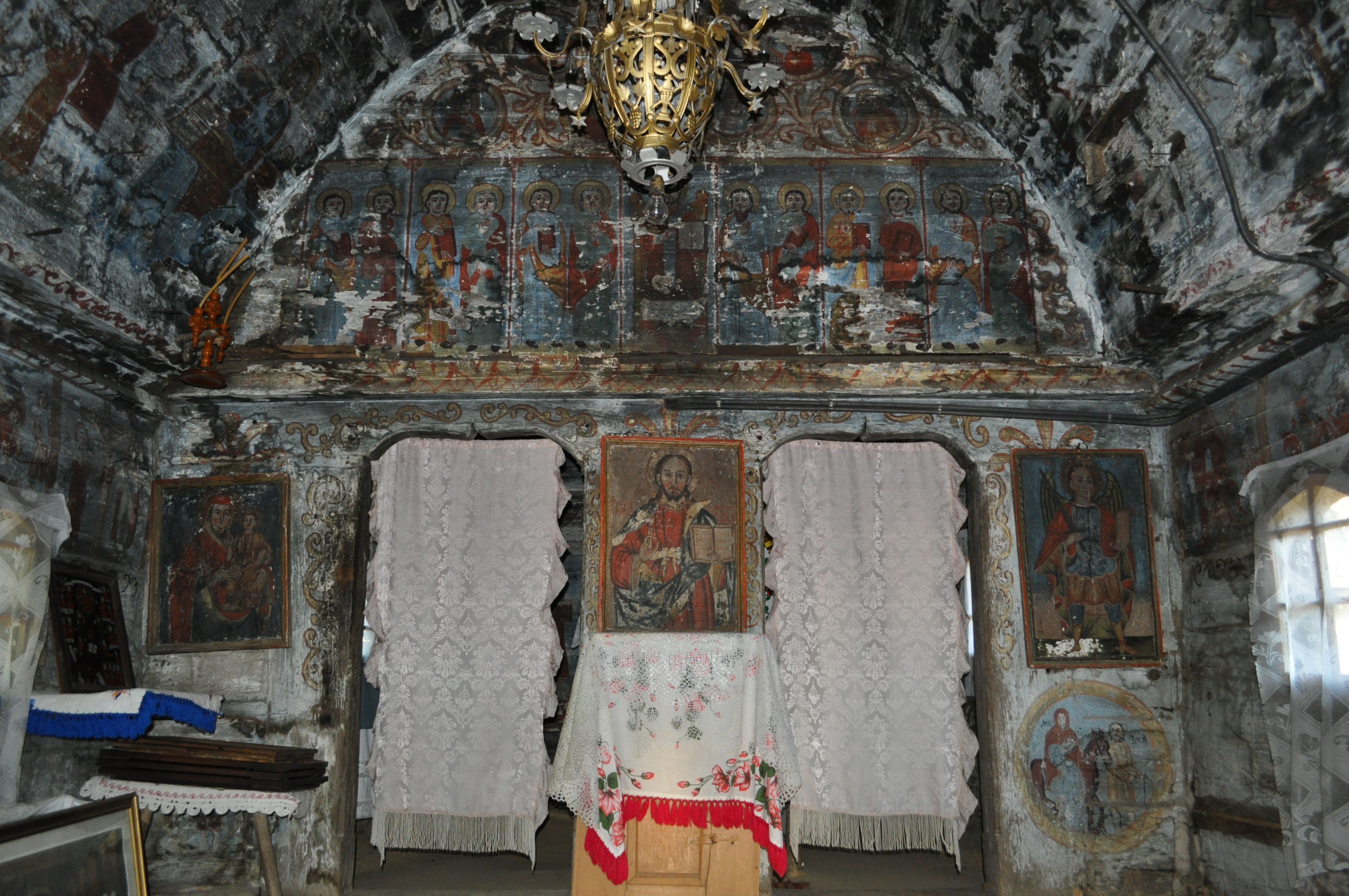